# Список народных артистов Российской Федерации
Ниже приведён список народных артистов Российской Федерации по годам присвоения звания.

## 1990-е годы (575 человек)

### 1992 год (38 человек)
21 февраля 1992 года, № 168
1. Краско, Иван Иванович (1930—2025) — артист Драматического театра имени В. Ф. Комиссаржевской, город Санкт-Петербург[1]

6 апреля 1992 года, № 367
1. Диев, Борис Александрович (1924—2008) — композитор, город Москва[2]

8 мая 1992 года, № 485
1. Федотова, Людмила Николаевна (1939—2004) — солистка Санкт-Петербургского государственного театра музыкальной комедии[3]

8 мая 1992 года, № 492
1. Былков, Владимир Сергеевич (1938—2004) — художественный руководитель Ростовского областного театра кукол[4]

10 июня 1992 года, № 601
1. Фролов, Геннадий Алексеевич (1937—2019) — артист московского театра «Современник»[5]

10 июня 1992 года, № 602
1. Краснюк-Яблокова, Тамара Алексеевна (1939—2008) — артистка Ростовского академического театра драмы имени М. Горького[6]

10 июня 1992 года, № 603
1. Самойлова, Татьяна Евгеньевна (1934—2014) — артистка кино, город Москва[7]

23 июня 1992 года, № 652
1. Носова, Тамара Макаровна (1927—2007) — артистка кино, город Москва[8]

23 июня 1992 года, № 653
1. Гродберг, Гарри Яковлевич (1929—2016) — солист Московской государственной филармонии[9]

23 июня 1992 года, № 656
1. Барышев, Ярослав Павлович (1942—2013) — артист Государственного академического Малого театра[10]

24 июня 1992 года, № 673
1. Рудаков, Павел Васильевич (1915—1993) — артист Государственной концертной организации «Неваконцерт», город Санкт-Петербург[11]

24 июня 1992 года, № 680
1. Великанова, Гелена Марцелиевна (1923—1998) — солистка Московской концертной организации (Москонцерт)[12]

25 июня 1992 года, № 686
1. Юрьева, Изабелла Даниловна (1899—2000) — город Москва[13]

25 июня 1992 года, № 699
1. Васильева, Татьяна Григорьевна (р. 1947) — артистка Московского академического театра имени Вл. Маяковского[14]

25 августа 1992 года, № 932
1. Алентова, Вера Валентиновна (р. 1942) — артистка Московского драматического театра имени А. С. Пушкина[15]

26 августа 1992 года, № 952
1. Абдрашитов, Вадим Юсупович (1945—2023) — кинорежиссёр-постановщик киноконцерна «Мосфильм»[16]

26 августа 1992 года, № 953
1. Солодилин, Анатолий Сергеевич (1937—2008) — артист Оренбургского областного драматического театра имени М. Горького[17]

27 августа 1992 года, № 981
1. Брагарник, Светлана Михайловна (1944—2023) — артистка Московского драматического театра имени Н. В. Гоголя[18]

31 августа 1992 года, № 1022
1. Ахметов, Фасиль Ахметгалиевич (1935—1998) — композитор, Республика Татарстан[19]

31 августа 1992 года, № 1023
1. Мочалов, Вячеслав Викторович (1938—2010) — художественный руководитель Государственного Сибирского русского народного хора, Новосибирская область[20]

21 сентября 1992 года, № 1108
1. Золотарёва (Некрасова), Ирина Михайловна (р. 1938) — артистка Московского цыганского театра «Ромэн»[21]

28 сентября 1992 года, № 1139

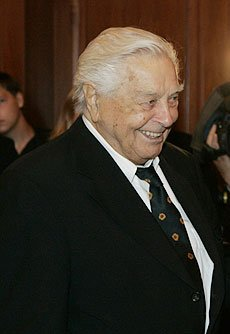
Ю. П. Любимов

1. Любимов, Юрий Петрович (1917—2014) — художественный руководитель Московского театра на Таганке[22]

13 октября 1992 года, № 1208
1. Смирнов, Виктор Фёдорович (1945—2017) — артист Санкт-Петербургского академического театра драмы имени А. С. Пушкина[23]

13 октября 1992 года, № 1209
1. Зотова, Альбина Сергеевна (р. 1939) — артистка Государственной компании «Российский цирк», город Москва[24]

20 ноября 1992 года, № 1465
1. Бортников, Геннадий Леонидович (1939—2007) — артист Государственного академического театра имени Моссовета, город Москва[25]

20 ноября 1992 года, № 1466
1. Куприянова, Маргарита Григорьевна (1924—2005) — артистка Российского академического молодёжного театра, город Москва[26]

20 ноября 1992 года, № 1467
1. Радина, Лия Ефимовна (1921—2000) — артистка Ульяновского драматического театра[27]

20 ноября 1992 года, № 1470
1. Чермянинов, Владимир Дмитриевич (1929—2009) — артист Екатеринбургского академического театра драмы[28]

8 декабря 1992 года, № 1523
1. Ибрагимова, Раиса Николаевна (1951—2012) — артистка-дрессировщица, артист Государственной компании «Российский цирк»[29]
2. Ибрагимов, Грант Евгеньевич (р. 1951) — артист-дрессировщик, артист Государственной компании «Российский цирк»[29]
3. Касеев, Рустам Расыкович (1929—1997) — артист-дрессировщик, артист Государственной компании «Российский цирк»[29]
4. Павленко, Николай Карпович (р. 1943) — артист-дрессировщик, артист Государственной компании «Российский цирк»[29]

8 декабря 1992 года, № 1546
1. Петрунин, Владимир Петрович (р. 1948) — солист балета Московского академического музыкального театра имени К. С. Станиславского и Вл. И. Немировича-Данченко[30]

8 декабря 1992 года, № 1548
1. Райкин, Константин Аркадьевич (р. 1950) — художественный руководитель Государственного театра «Сатирикон» имени А. И. Райкина, город Москва[31]

31 декабря 1992 года, № 1724
1. Полевцова, Жанна Михайловна — артистка хора Санкт-Петербургской государственной академической капеллы имени М. И. Глинки[32]

31 декабря 1992 года, № 1725
1. Лебешев, Павел Тимофеевич (1940—2003) — кинооператор-постановщик киноконцерна «Мосфильм»[33]

31 декабря 1992 года, № 1726
1. Княжинский, Александр Леонидович (1936—1996) — кинооператор-постановщик киноконцерна «Мосфильм»[34]

31 декабря 1992 года, № 1727
1. Иванов, Николай Николаевич (1943—2020) — артист Санкт-Петербургского театра юных зрителей имени А. А. Брянцева[35]

### 1993 год (48 человек)
15 января 1993 года, № 58
1. Жуков, Вадим Васильевич (1934—2021) — художественный руководитель Липецкого областного театра кукол[36]

15 января 1993 года, № 59
1. Ломоносов, Александр Михайлович (р. 1939) — солист оперы Государственного академического Большого театра России, город Москва[37]

2 февраля 1993 года, № 167
1. Бекузарова, Орзета Алихановна (1934—2007) — артистка Северо-Осетинского драматического театра[38]

2 февраля 1993 года, № 168
1. Горобец, Юрий Васильевич (1932—2022) — артист Московского художественного академического театра имени М. Горького[39]

20 февраля 1993 года, № 247
1. Бруштейн, Леонарда Носоновна (1935—1999) — артистка оркестра Московского художественного академического театра имени М. Горького[40]

2 марта 1993 года, № 302
1. Копельман, Михаил Самуилович (р. 1947) — артист Государственного струнного квартета имени А. П. Бородина Московской государственной филармонии[41]

18 марта 1993 года, № 361
1. Боброва, Ляля Анатольевна (1939—2021) — артистка Московского цыганского театра «Ромэн»[42]

23 апреля 1993 года, № 522
1. Пискунов, Геннадий Венедиктович (1939—2020) — солист оперы Московского государственного академического детского музыкального театра[43]

23 апреля 1993 года, № 523

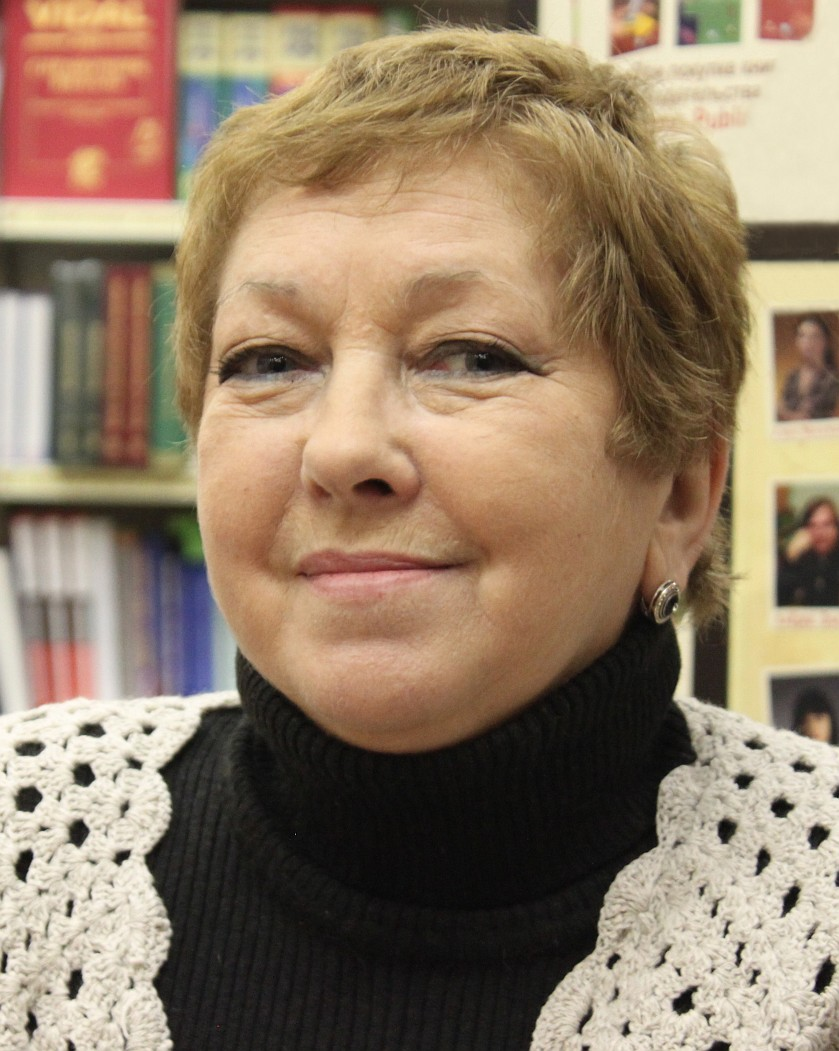
О. В. Волкова

1. Волкова, Ольга Владимировна (р. 1939) — артистка Санкт-Петербургского академического Большого драматического театра имени Г. Товстоногова[44]

7 мая 1993 года, № 632
1. Матеулин, Тахир Мусеевич (1935—2005) — артист Калининградского областного драматического театра[45]

13 мая 1993 года, № 664
1. Фоменко, Пётр Наумович (1932—2012) — режиссёр-постановщик Государственного академического театра имени Евг. Вахтангова, город Москва[46]

13 мая 1993 года, № 673
1. Стеблов, Евгений Юрьевич (р. 1945) — артист Государственного академического театра имени Моссовета[47]

13 мая 1993 года, № 680
1. Цаллагова, Эмилия Максимовна (р. 1947) — солистка Северо-Осетинской государственной филармонии[48]

13 мая 1993 года, № 681
1. Хейфец, Леонид Ефимович (1934—2022) — главный режиссёр Центрального академического театра Российской Армии, город Москва[49]

13 мая 1993 года, № 682
1. Пшеничный, Леонид Викторович (р. 1944) — солист дважды Краснознамённого академического имени А. В. Александрова ансамбля песни и пляски, город Москва[50]

13 мая 1993 года, № 683
1. Любимов, Анатолий Сергеевич (р. 1941) — артист Государственного академического симфонического оркестра под управлением Евгения Светланова, город Москва[51]

13 мая 1993 года, № 684
1. Золотарёва, Людмила Александровна (1947—2010) — артистка Воронежского академического театра драмы имени А. Кольцова[52]

13 мая 1993 года, № 685
1. Заворотнюк, Валентина Борисовна (р. 1943) — артистка Астраханского театра юного зрителя[53]

22 мая 1993 года, № 757
1. Журина, Ирина Михайловна (р. 1946) — солистка оперы Государственного академического Большого театра России, город Москва[54]

22 мая 1993 года, № 759

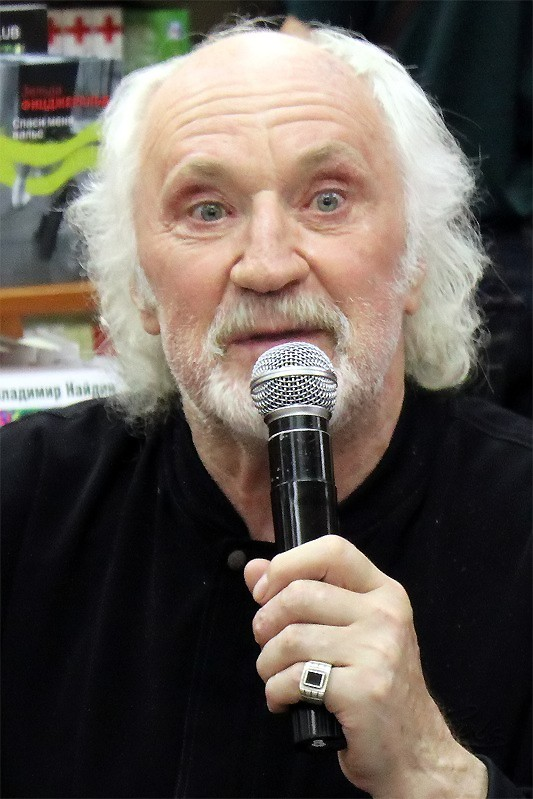
Б. П. Химичев

1. Химичев, Борис Петрович (1933—2014) — артист театра и кино, город Москва[55]

1 июня 1993 года, № 812
1. Токарская, Валентина Георгиевна (1906—1996) — артистка Московского академического театра сатиры[56]

16 июня 1993 года, № 923
1. Степанов, Иван Прокопьевич (р. 1945) — солист оперы Государственного театра оперы и балета Республики Саха (Якутия)[57]

16 июня 1993 года, № 924
1. Оконешников, Семён Петрович (1944—2019) — солист оперы Государственного театра оперы и балета Республики Саха (Якутия)[58]

3 июля 1993 года, № 985
1. Гаранян, Георгий Арамович (1934—2010) — главный дирижёр оркестра Московского цирка на Цветном бульваре[59]

14 июля 1993 года, № 1041
1. Слободкин, Павел Яковлевич (1945—2017) — вице-президент Международного союза деятелей эстрадного искусства, художественный руководитель — директор театрально-концертного центра «Весёлые ребята», город Москва[60]

27 июля 1993 года, № 1130
1. полковник Иванов, Виктор Леонидович (р. 1941) — художественный руководитель, начальник Президентского оркестра комендатуры Московского Кремля[61]

27 июля 1993 года, № 1136
1. Джангишерашвили, Мириан Иванович (1943—2018) — художественный руководитель Нового экспериментального театра, город Волгоград[62]

20 августа 1993 года, № 1293
1. Кудряшов, Владимир Васильевич (1939—2006) — солист оперы Государственного академического Большого театра России, город Москва[63]

20 августа 1993 года, № 1294
1. Тонха, Владимир Константинович (р. 1941) — профессор, заведующий кафедрой Российской академии музыки имени Гнесиных, город Москва[64]

26 октября 1993 года, № 1755
1. Демент, Раиса Ивановна (р. 1941) — артистка Московского цыганского театра «Ромэн»[65]

26 октября 1993 года, № 1756
1. Додин, Лев Абрамович (р. 1944) — художественный руководитель Санкт-Петербургского государственного Малого драматического театра[66]

28 октября 1993 года, № 1780
1. Матвеев, Михаил Михайлович (1937—2000) — артист Санкт-Петербургского государственного драматического театра имени В. Ф. Комиссаржевской[67]

28 октября 1993 года, № 1781
1. Евтушенко, Юрий Трофимович (р. 1943) — художественный руководитель, дирижёр Московского оркестра гусляров, солист Московской областной филармонии[68]

23 ноября 1993 года, № 1991
1. Сикора, Ружена Владимировна (1916—2006) — солистка Московского государственного концертного объединения «Москонцерт»[69]

30 ноября 1993 года, № 2022
1. Матаев, Иосиф Самуилович (1940—2018) — художественный руководитель и главный балетмейстер Государственного ансамбля народного танца Дагестана «Лезгинка»[70]

30 ноября 1993 года, № 2023
1. Штефуца, Василий Иванович (р. 1936) — солист дважды Краснознамённого академического имени А. В. Александрова ансамбля песни и пляски Российской Армии, город Москва[71]

16 декабря 1993 года, № 2153
1. Абраменков, Андрей Федотович (1935—2023) — артист Государственного квартета имени А. П. Бородина, город Москва[72]

16 декабря 1993 года, № 2154
1. Соловьёв, Сергей Александрович (1944—2021) — кинорежиссёр-постановщик киноконцерна «Мосфильм»[73]

16 декабря 1993 года, № 2155
1. Тонунц, Гурген Оганесович (1922—1997) — артист Государственного театра киноактёра, город Москва[74]

16 декабря 1993 года, № 2156
1. Остроумова, Ольга Михайловна (р. 1947) — артистка Государственного академического театра имени Моссовета, город Москва[75]

18 декабря 1993 года, № 2204
1. Лапиадо, Глеб Александрович (1926—2007) — артист Государственной компании «Российский цирк»[76]
2. Петринская, Галина Георгиевна (1935—2000) — артист Государственной компании «Российский цирк»[76]

20 декабря 1993 года, № 2220
1. Князев, Евгений Иванович (1942—2024) — артист Государственного драматического театра «Колесо», город Тольятти Самарской области[77]

20 декабря 1993 года, № 2221
1. Морозова, Валентина Николаевна (р. 1953) — солистка балета Санкт-Петербургского театра балета под руководством Б. Эйфмана[78]

20 декабря 1993 года, № 2222
1. Николаев, Леонид Владимирович (1940—2009) — профессор Московской государственной консерватории имени П. И. Чайковского[79]

20 декабря 1993 года, № 2223
1. Стерлинг, Татьяна Сергеевна (р. 1942) — солистка Московской государственной филармонии[80]

20 декабря 1993 года, № 2224
1. Тихонов, Виталий Викторович (р. 1938) — артист Государственной компании «Российский цирк», город Москва[81]

20 декабря 1993 года, № 2225
1. Бочтарёва, Татьяна Алексеевна (р. 1953) — солистка Государственного Кубанского казачьего хора Центра народной культуры Кубани, Краснодарский край[82]

### 1994 год (96 человек)
6 января 1994 года, № 34
1. майор Овсянников, Павел Борисович (р. 1951) — старший военный дирижёр, заместитель начальника Президентского оркестра комендатуры Московского Кремля[83]

6 января 1994 года, № 35
1. Баглюков, Олег Александрович (р. 1940) — артист Камчатского областного театра драмы и комедии[84]

6 января 1994 года, № 36
1. Кнестиков, Владимир Васильевич (1950—1999) — артист Читинского областного драматического театра[85]

6 января 1994 года, № 37
1. Скляров, Александр Владимирович (1949—2023) — солист Воронежского государственного гастрольно-концертного объединения «Филармония»[86]

11 января 1994 года, № 76
1. Кожевников, Андрей Дмитриевич (1933—2011) — художественный руководитель и главный дирижёр Государственного Московского областного хора[87]

11 января 1994 года, № 77
1. Воронов, Игорь Николаевич (р. 1953) — художественный руководитель и солист мужского вокального квартета «Росс — Антик» Пермской областной филармонии[88]

11 января 1994 года, № 78
1. Вольховский, Валерий Абрамович (1938—2003) — художественный руководитель и директор Воронежского областного театра кукол[89]

11 января 1994 года, № 79
1. Абакумовская, Юлия Дмитриевна (р. 1942) — солистка Московского муниципального театра «Новая опера»[90]

11 января 1994 года, № 86
1. Аранович, Семён Давидович (1934—1996) — кинорежиссёр-постановщик, творческий работник Санкт-Петербургской киностудии «Ленфильм»[91]
2. Герман, Алексей Георгиевич (1938—2013) — кинорежиссёр-постановщик, творческий работник Санкт-Петербургской киностудии «Ленфильм»[91]
3. Романов, Эрнст Иванович (1936—2024) — артист, творческий работник Санкт-Петербургской киностудии «Ленфильм»[91]

9 февраля 1994 года, № 256
1. Фейгин, Валентин Яковлевич (1934—1995) — доцент Московской государственной консерватории имени П. И. Чайковского[92]

9 февраля 1994 года, № 257
1. Матвеев, Владимир Гаврилович (1939—2017) — артист Амурского государственного театра драмы и комедии[93]

9 февраля 1994 года, № 258
1. Киселёв, Борис Николаевич (1943—2016) — артист Томского муниципального театра музыкальной комедии[94]

9 февраля 1994 года, № 259
1. Ильцаранова, Валентина Бадминовна (1939—2010) — солистка Калмыцкого государственного ансамбля песни и танца «Тюльпан»[95]

9 февраля 1994 года, № 260
1. Бутуханов, Георгий Борисович (р. 1932) — артист Государственного Бурятского академического театра драмы имени Х. Намсараева[96]

12 февраля 1994 года, № 293
1. Ивченко, Валерий Михайлович (1939—2024) — артист, творческий работник Санкт-Петербургского академического Большого драматического театра имени Г. А. Товстоногова[97]
2. Усатова, Нина Николаевна (р. 1951) — артистка, творческий работник Санкт-Петербургского академического Большого драматического театра имени Г. А. Товстоногова[97]
3. Чхеидзе, Темур Нодарович (1943—2022) — режиссёр-постановщик, творческий работник Санкт-Петербургского академического Большого драматического театра имени Г. А. Товстоногова[97]

1 марта 1994 года, № 434
1. Ерёменко, Николай Николаевич (1949—2001) — артист Центральной киностудии детских и юношеских фильмов имени М. Горького, город Москва[98]

1 марта 1994 года, № 435
1. Мартынов, Андрей Леонидович (р. 1945) — артист Центральной киностудии детских и юношеских фильмов имени М. Горького, город Москва[99]

1 марта 1994 года, № 436
1. Носик, Валерий Бенедиктович (1940—1995) — артист Государственного академического Малого театра России, город Москва[100]

1 марта 1994 года, № 437

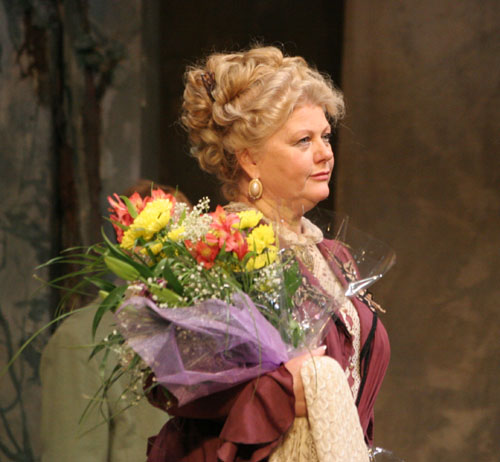
И. В. Муравьёва

1. Муравьёва, Ирина Вадимовна (р. 1949) — артистка театра и кино, город Москва[101]

14 марта 1994 года, № 473
1. Бернадский, Эдуард Николаевич (1942—2014) — артист Государственной компании «Российский цирк»[102]
2. Попов, Александр Иванович (р. 1940) — артист Государственной компании «Российский цирк»[102]

14 марта 1994 года, № 474
1. Былова, Мария Владимировна (р. 1956) — солистка балета Государственного академического Большого театра России, город Москва[103]

14 марта 1994 года, № 538
1. Ерастова, Татьяна Сергеевна (р. 1947) — солистка оперы Государственного академического Большого театра России, город Москва[104]

21 марта 1994 года, № 570
1. Маркин, Эдуард Митрофанович (р. 1941) — директор и художественный руководитель Центра хоровой музыки, город Владимир[105]

11 апреля 1994 года, № 701
1. Салес, Михаил Абрамович (р. 1946) — художественный руководитель Калининградского драматического театра[106]

11 апреля 1994 года, № 717
1. Новохижин, Юрий Михайлович (р. 1942) — артист Псковского областного театра драмы имени А. С. Пушкина[107]

11 апреля 1994 года, № 718
1. Пермяков, Иван Иванович (р. 1944) — солист Уральского государственного русского народного хора, Свердловская область[108]

11 апреля 1994 года, № 719
1. Чайка, Вера Сергеевна (р. 1947) — солистка Санкт-Петербургского государственного театра музыкальной комедии[109]

11 апреля 1994 года, № 722
1. Тараканов, Альберт Михайлович (р. 1938) — солист Саратовской областной филармонии[110]

11 апреля 1994 года, № 746
1. Кучев, Николай Лаврентьевич (1927—2002) — артист Русского республиканского театра драмы, Республика Хакасия[111]

11 апреля 1994 года, № 747
1. Мишина, Елена Петровна (р. 1941) — артистка Нижегородского областного театра кукол[112]

11 апреля 1994 года, № 748
1. Любушкин, Владимир Николаевич (р. 1946) — солист Уральского государственного русского народного хора, Свердловская область[113]

11 апреля 1994 года, № 749
1. Юхтин, Гений Гаврилович (1932—2022) — артист Государственного театра киноактёра, город Москва[114]

11 апреля 1994 года, № 750
1. Натансон, Георгий Григорьевич (1921—2017) — кинорежиссёр-постановщик киноконцерна «Мосфильм»[115]

11 апреля 1994 года, № 751
1. Герасимов, Евгений Владимирович (р. 1951) — артист, кинорежиссёр-постановщик Центральной киностудии детских и юношеских фильмов имени М. Горького, город Москва[116]

11 апреля 1994 года, № 752
1. Коган, Павел Леонидович (р. 1952) — художественный руководитель и главный дирижёр Московского государственного академического симфонического оркестра России[117]

6 мая 1994 года, № 886
1. Соболев, Анатолий Николаевич (1939—2012) — дирижёр Государственного академического русского народного оркестра имени Н. П. Осипова, город Москва[118]

26 мая 1994 года, № 1034
1. Гончарова, Раиса Ильинична (р. 1954) — артист Государственного академического Кубанского казачьего хора[119]
2. Лизвинский, Анатолий Владимирович (1947—2008) — артист Государственного академического Кубанского казачьего хора[119]

26 мая 1994 года, № 1035
1. Щербаков, Борис Васильевич (р. 1949) — артист Московского художественного академического театра имени А. П. Чехова[120]

3 июня 1994 года, № 1132
1. Иванов, Анатолий Васильевич (1941—2009) — художественный руководитель Воронежского академического театра драмы имени А. Кольцова[121]

3 июня 1994 года, № 1133
1. Галковский, Александр Владимирович (1945—2016) — артист Государственного квартета имени Д. Д. Шостаковича[122]
2. Корчагин, Александр Александрович (1945—2022) — артист Государственного квартета имени Д. Д. Шостаковича[122]
3. Пищугин, Сергей Иванович (р. 1941) — артист Государственного квартета имени Д. Д. Шостаковича[122]
4. Шишлов, Андрей Анатольевич (1945—2016) — артист Государственного квартета имени Д. Д. Шостаковича[122]

28 июня 1994 года, № 1371
1. Антонова, Ольга Сергеевна (р. 1937) — артистка Санкт-Петербургского государственного академического театра комедии имени Н. П. Акимова[123]

6 июля 1994 года, № 1428
1. Гаврыш, Игорь Иванович (р. 1945) — профессор Московской государственной консерватории имени П. И. Чайковского[124]

6 июля 1994 года, № 1429
1. Герасимова, Наталья Борисовна (р. 1950) — солистка камерного ансамбля «Барокко» Ярославской областной филармонии[125]

6 июля 1994 года, № 1430
1. Неведомский, Леонид Витальевич (1939—2018) — артист Санкт-Петербургского академического Большого драматического театра имени Г. А. Товстоногова[126]
2. Пустохин, Анатолий Феофанович (1938—2011) — артист Санкт-Петербургского академического Большого драматического театра имени Г. А. Товстоногова[126]

6 июля 1994 года, № 1431
1. Яцыныч (Черных), Лидия Алексеевна (р. 1950) — солистка оперы Московского академического музыкального театра имени К. С. Станиславского и Вл. И. Немировича-Данченко[127]

6 июля 1994 года, № 1434
1. Юрская, Наталья Максимовна (1944—2025) — артистка Московского художественного академического театра имени А. П. Чехова[128]

6 июля 1994 года, № 1435
1. Байков, Сергей Владимирович — солист ансамбля песни и пляски Московского округа противовоздушной обороны[129]

6 июля 1994 года, № 1442
1. Ветров, Александр Николаевич (р. 1961) — солист балета Государственного академического Большого театра России, город Москва[130]

6 июля 1994 года, № 1443
1. Васильева, Алла Евгеньевна (1933—2018) — солистка Государственного камерного оркестра России Московской государственной филармонии[131]

29 августа 1994 года, № 1766
1. Филозов, Альберт Леонидович (1937—2016) — артист Московского театра «Школа современной пьесы»[132]

29 августа 1994 года, № 1768
1. Новиков, Борис Кузьмич (1925—1997) — артист театра и кино, город Москва[133]

29 августа 1994 года, № 1769
1. Иванов, Михаил Александрович (1929—1995) — артист Государственной компании «Российский цирк», город Москва[134]

29 августа 1994 года, № 1781
1. Бондурянский, Александр Зейликович (р. 1945) — солист «Московского трио» Московской государственной филармонии[135]
2. Иванов, Владимир Михайлович (р. 1948) — солист «Московского трио» Московской государственной филармонии[135]
3. Уткин, Михаил Юрьевич (р. 1952) — солист «Московского трио» Московской государственной филармонии[135]

29 августа 1994 года, № 1786
1. Жарков, Алексей Дмитриевич (1948—2016) — артист Московского Художественного академического театра имени А .П. Чехова[136]

12 сентября 1994 года, № 1875
1. Лазаренко, Капитолина Андреевна (1925—2007) — солистка Московского государственного концертного объединения «Москонцерт»[137]

1 декабря 1994 года, № 2139
1. Баранова, Валентина Викторовна (р. 1951) — солистка оперы Саратовского академического театра оперы и балета[138]
2. Бобракова, Ия Петровна (1927—2012) — художественный руководитель и главный режиссёр Государственного театра оперы и балета Республики Коми[138]
3. Верестников, Владислав Аркадьевич (1947—2024) — солист оперы Государственного академического Большого театра России, город Москва[138]
4. Дербенёв, Вадим Клавдиевич (1934—2016) — кинорежиссёр-постановщик киноконцерна «Мосфильм»[138]
5. Кладничкина, Татьяна Олеговна (р. 1956) — артистка балета Новосибирского государственного академического театра оперы и балета[138]
6. Костина, Фаина Ивановна (р. 1939) — артистка Санкт-Петербургского театра кукол-марионеток[138]
7. Криворучко, Иван Семёнович (р. 1940) — артист Псковского областного театра драмы имени А. С. Пушкина[138]
8. Крылатов, Евгений Павлович (1934—2019) — композитор, город Москва[138]
9. Куимов, Александр Эдуардович (1958—2021) — артист балета Красноярского театра оперы и балета[138]
10. Кумратова, Асият Сулеймановна (р. 1940) — солистка хора Государственной телерадиовещательной компании «Дагестан»[138]
11. Куулар, Надежда Агбан-Шыыраповна (р. 1947) — артистка ансамбля «Саяны» Тувинской государственной филармонии[138]
12. Липс, Фридрих Робертович (р. 1948) — профессор Российской академии музыки имени Гнесиных, город Москва[138]
13. Маркова, Римма Васильевна (1925—2015) — артистка кино, город Москва[138]
14. Москвитина, Эмилия Андреевна (р. 1939) — солистка Академического Большого симфонического оркестра Российской государственной телерадиокомпании «Останкино», город Москва[138]
15. Плинер, Виктор Львович (1915—1999) — режиссёр-постановщик товарищества «Московский цирк на Цветном бульваре»[138]
16. Шибанов, Игорь Георгиевич (1944—2019) — артист Санкт-Петербургского государственного театра юных зрителей имени А. А. Брянцева[138]
17. Денисов, Степан Карпович (р. 1941) — артист (Государственная компания «Российский цирк»)[138]
18. Эльворти, Эльвина Мишелевна (1928—2014) — артистка (Государственная компания «Российский цирк»)[138]

29 декабря 1994 года, № 2227
1. Ахеджакова, Лия Меджидовна (р. 1938) — артистка Московского театра «Современник»[139]
2. Биляуэр, Евгений Эмильевич (р. 1947) — артист Государственной компании «Российский цирк», город Москва[139]
3. Васильев, Анатолий Александрович (р. 1946) — артист Центрального академического театра Российской Армии, город Москва[139]
4. Виситаев, Адам Мовсарович (р. 1948) — артист Государственной компании «Российский цирк», город Москва[139]Э. В. Денисов

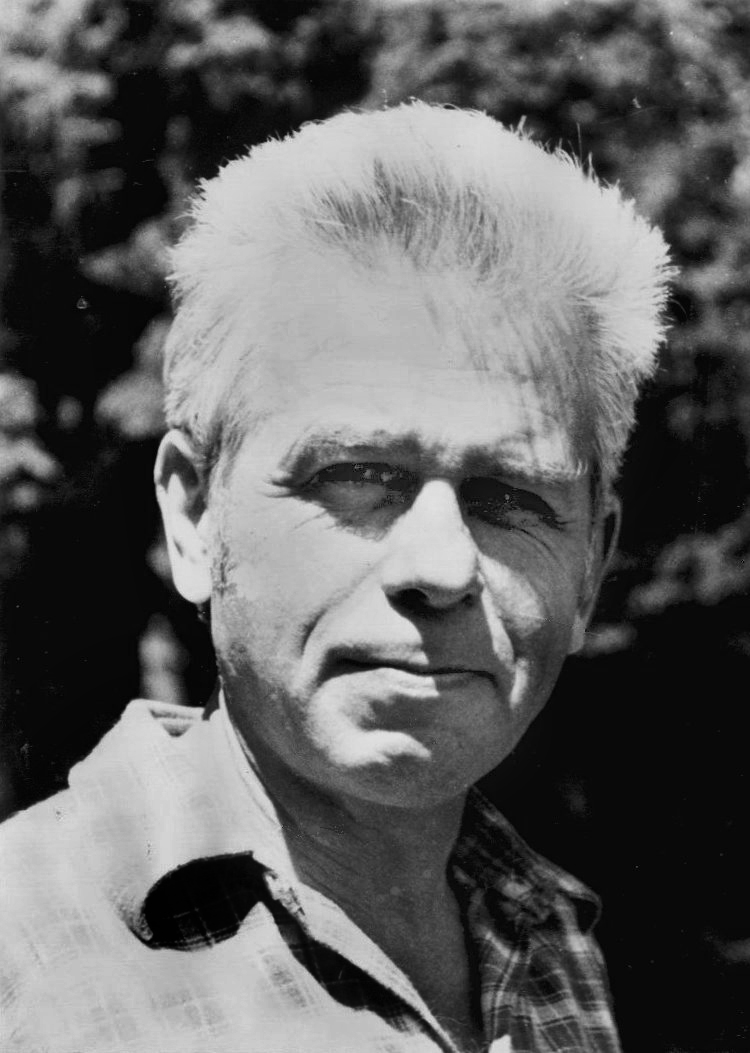
Э. В. Денисов

5. Денисов, Эдисон Васильевич (1929—1996) — композитор, город Москва[139]
6. Лоевский, Юрий Григорьевич (р. 1939) — солист, концертмейстер группы виолончелей Государственного академического симфонического оркестра под управлением Е. Светланова, город Москва[139]
7. Павлов, Виктор Павлович (1940—2006) — артист Государственного академического Малого театра России, город Москва[139]
8. Полищук, Любовь Григорьевна (1949—2006) — артистка Московского театра «Школа современной пьесы»[139]
9. Пороховщиков, Александр Шалвович (1939—2012) — артист Московского драматического театра имени А. С. Пушкина[139]
10. Рожков, Михаил Федотович (1918—2018) — солист Государственного академического русского народного оркестра имени Н. П. Осипова, город Москва[139]
11. Сарач, Алексей Еремеевич (1943—2024) — артист Государственной компании «Российский цирк», город Москва[139]

### 1995 год (86 человек)
27 января 1995 года, № 78
1. Авшаров, Юрий Михайлович (1937—2010) — артист Московского академического театра сатиры[140]
2. Аржанов, Борис Яковлевич (1942—2021) — артист Рязанского государственного драматического театра[140]
3. Атнабаева, Зинире Касимовна (1934—2013) — артистка Башкирского академического театра драмы имени М. Гафури[140]
4. Бочкова, Ирина Васильевна (1938—2020) — доцент Московской государственной консерватории имени П. И. Чайковского[140]
5. Бычков, Владимир Петрович (1928—2024) — художественный руководитель и главный балетмейстер народного ансамбля «Весенние зори» Дома культуры профтехобразования, город Воронеж[140]
6. Ветров, Борис Алексеевич (р. 1943) — артист Амурского государственного театра драмы и комедии[140]
7. Власенко, Владимир Леонидович (р. 1932) — солист, концертмейстер группы фаготов Российского Национального симфонического оркестра под управлением М. Плетнёва, город Москва[140]
8. Габдуллин, Рустем Искандерович (р. 1944) — концертмейстер группы контрабасов Российского Национального симфонического оркестра под управлением М. Плетнёва, город Москва[140]
9. Карпов, Пётр Иванович (1947—2020) — солист театра оперетты Кузбасса, Кемеровская область[140]
10. Круглов, Вячеслав Павлович (р. 1945) — художественный руководитель квартета «Мандолина» Московского фонда сохранения культуры[140]
11. Леденёв, Роман Семёнович (1930—2019) — композитор, город Москва[140]
12. Мидзяева, Галина Ивановна (1941–2024) — артистка Республиканского русского драматического театра Республики Башкортостан[140]
13. Панкова, Наталья Георгиевна (р. 1951) — профессор Уральской государственной консерватории имени М. П. Мусоргского, город Екатеринбург[140]
14. Рубин, Владимир Ильич (1924—2019) — композитор, город Москва[140]
15. Симачёв, Николай Романович (1927—1996) — балетмейстер Государственного академического Большого театра России, город Москва[140]
16. Соловьёв, Леонид Алексеевич (1940—2010) — артист Владимирского областного драматического театра имени А. Луначарского[140]
17. Сычёва, Лариса Борисовна (р. 1954) — артистка балета Красноярского театра оперы и балета[140]
18. Терентьева, Нина Николаевна (р. 1946) — солистка оперы Государственного академического Большого театра России, город Москва[140]
19. Шаврина, Екатерина Феоктистовна (р. 1942) — солистка Московского государственного концертного объединения «Москонцерт»[140]

27 февраля 1995 года, № 215
1. Подполковник Бажалкин, Анатолий Николаевич (р. 1949) — начальник художественный руководитель ансамбля песни и пляски Ракетных войск «Красная звезда»[141]

17 марта 1995 года, № 284
1. Ананиашвили, Нина Гедеоновна (р. 1963) — солистка балета Государственного академического Большого театра России, город Москва[142]
2. Гецов, Григорий Ефимович (1918—2000) — артист Свердловского государственного академического театра драмы[142]
3. Зайцева, Галина Семёновна (р. 1947) — солистка оперы Челябинского театра оперы и балета имени М. И. Глинки[142]
4. Мезенцев, Александр Валентинович (1951—2015) — артист Челябинского государственного академического театра драмы имени С. Цвиллинга[142]
5. Прокопович, Николай Константинович (1925—2005) — артист Государственного академического театра имени Моссовета, город Москва[142]
6. Шарова-Заспанова, Нина Алексеевна (1918—2006) — артистка Свердловского государственного академического театра драмы[142]
7. Янко, Михаил Леонидович (1950—2025) — артист Липецкого государственного академического драматического театра имени Л. Н. Толстого[142]

25 апреля 1995 года, № 411
1. Вербицкий, Владимир Игоревич (р. 1943) — художественный руководитель, главный дирижёр симфонического оркестра Воронежского государственного гастрольно-концертного объединения «Филармония»[143]
2. Волкова, Римма Степановна (1940—2021) — солистка «Артагентства» Союза концертных деятелей Санкт-Петербурга[143]
3. Елбонов, Михаил Гомбоевич (1945—2023) — артист Бурятского государственного академического театра драмы имени Х. Намсараева[143]
4. Заволокин, Геннадий Дмитриевич (1948—2001) — художественный руководитель — директор товарищества "Российский центр «Играй гармонь», Новосибирская область[143]
5. Новик, Владислав Адамович (р. 1951) — художественный руководитель, главный дирижёр ансамбля солистов «Певчие России» Пермской областной филармонии[143]
6. Прошкин, Александр Анатольевич (р. 1940) — кинорежиссёр-постановщик киноконцерна «Мосфильм»[143]
7. Шестакова, Татьяна Борисовна (р. 1948) — артистка Санкт-Петербургского академического Малого драматического театра[143]

11 мая 1995 года, № 483
1. Рождествов, Геннадий Алексеевич (1934—2005) — балетмейстер-постановщик ансамбля песни и пляски Сибирского военного округа[144]

30 мая 1995 года, № 551
1. Калантарян, Рубина Рубеновна (1925—2024) — солистка «Артагентства» Союза концертных деятелей Санкт-Петербурга[145]
2. Камбурова, Елена Антоновна (р. 1940) — артистка и художественный руководитель «Театра музыки и поэзии», город Москва[145]
3. Помельников, Вячеслав Николаевич (р. 1947) — художественный руководитель Государственного академического Воронежского русского народного хора[145]
4. Перегудов, Николай Андреевич (1930—2009) — концертмейстер группы виолончелей (Академический Большой концертный оркестр Российской государственной телерадиокомпании «Останкино»)[145]

4 августа 1995 года, № 812
1. Барляев, Владимир Алексеевич (1947—2008) — солист Магаданского государственного музыкального театра[146]
2. Бочкарёв, Василий Иванович (р. 1942) — артист Государственного академического Малого театра России, город Москва[146]
3. Воробьёв, Пётр Сергеевич (р. 1942) — артист Орловского государственного драматического театра имени И. С. Тургенева[146]
4. Мозговенко, Иван Пантелеевич (1924—2021) — профессор Российской академии музыки имени Гнесиных, город Москва[146]
5. Мозговенко, Николай Васильевич (р. 1947) — солист, концертмейстер Академического симфонического оркестра Московской государственной филармонии[146]Ю. П. Ошеров

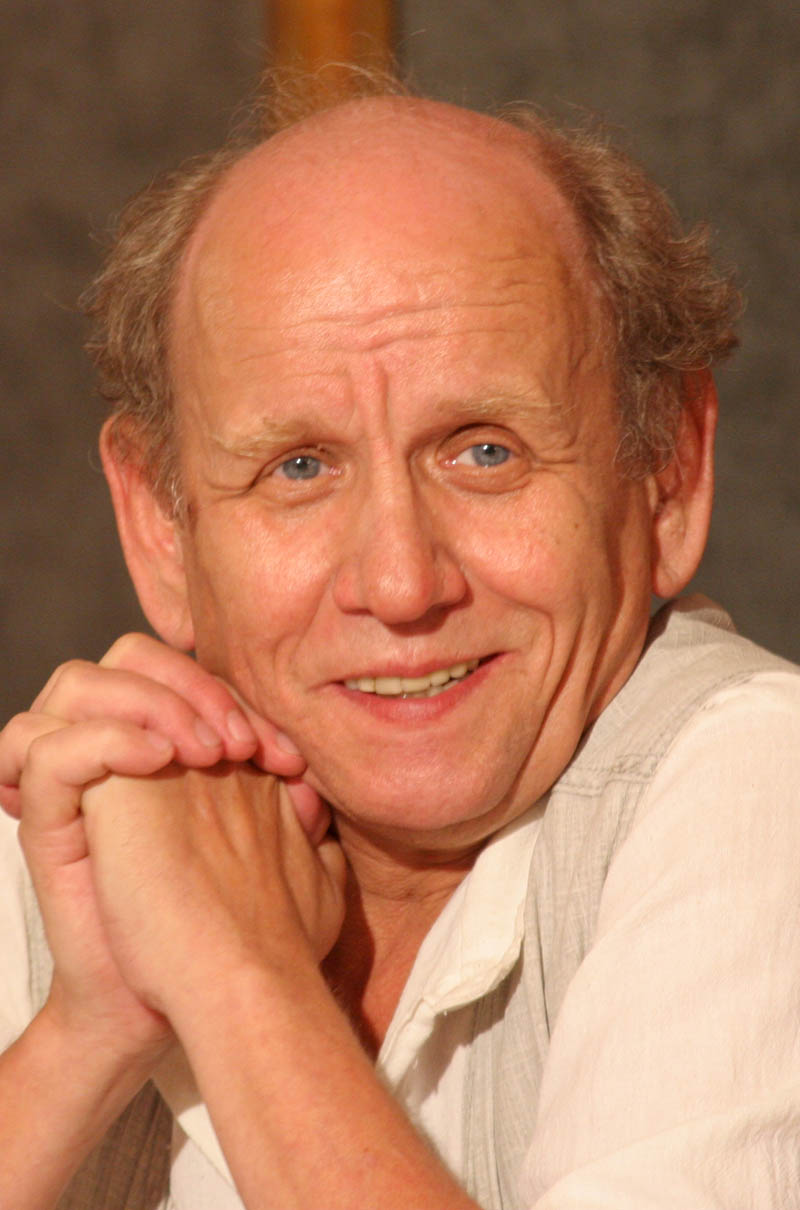
Ю. П. Ошеров

6. Ошеров, Юрий Петрович (1942—2019) — артист и режиссёр Саратовского театра юного зрителя[146]
7. Шишков, Николай Михайлович (р. 1946) — артист Московского музыкально-драматического цыганского театра «Ромэн»[146]

5 августа 1995 года, № 820
1. Ганеева, Венера Ахатовна (р. 1955) — солистка оперы Татарского академического театра оперы и балета имени М. Джалиля[147]
2. Иванов, Георгий Николаевич (1927—2010) — профессор Новосибирской государственной консерватории имени М. И. Глинки[147]
3. Киселёва, Иветта Григорьевна (1927—2006) — артистка Московского театрацентра имени М. Н. Ермоловой[147]
4. Козаев, Зелимхан Петрович (р. 1951) — солист Северо-Осетинского государственного ансамбля народного танца «Алан»[147]
5. Любецкий, Лев Григорьевич (1920—2000) — артист Московского театрацентра имени М. Н. Ермоловой[147]
6. Макеев, Николай Константинович (1920—1998) — артист Московского театра-центра имени М. Н. Ермоловой[147]
7. Сабитова, Лилия Рашитовна (р. 1953) — артистка балета Московской областной филармонии[147]
8. Сунгатуллина, Зиля Даяновна (р. 1949) — солистка оперы Татарского академического театра оперы и балета имени М. Джалиля[147]
9. Тевлин, Борис Григорьевич (1931—2012) — профессор Московской государственной консерватории имени П. И. Чайковского[147]Д. А. Хворостовский

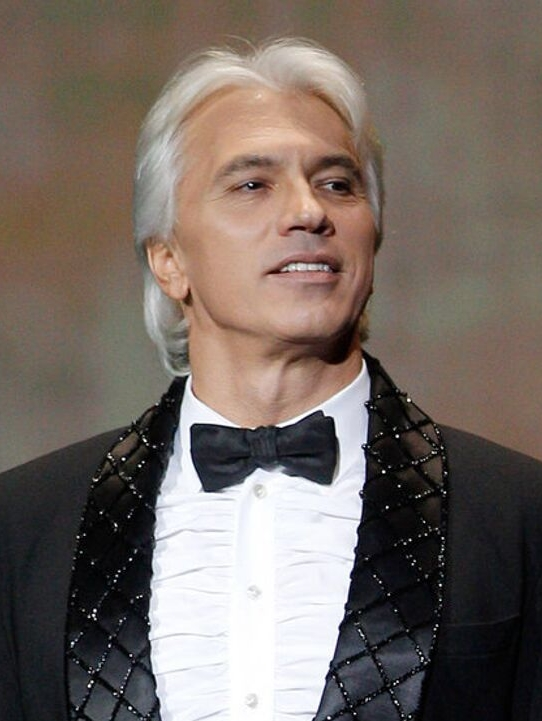
Д. А. Хворостовский

10. Хворостовский, Дмитрий Александрович (1962—2017) — солист товарищества «Л`ВИСТА (интернейшнл менеджмент)», город Москва[147]

11 августа 1995 года, № 845
1. Акулов, Евгений Алексеевич (1905—1996) — профессор Российской академии театрального искусства, город Москва[148]

17 августа 1995 года, № 860
1. старшина сверхсрочной службы Нестеров, Владимир Иванович (р. 1931) — солист ансамбля песни и пляски Северного флота[149]

19 октября 1995 года, № 1062
1. Бошнякович, Олег Драгомирович (1920—2006) — профессор Российской академии музыки имени Гнесиных, город Москва[150]
2. Глушенко, Евгения Константиновна (р. 1952) — артистка Государственного академического Малого театра России, город Москва[150]
3. Икаев, Маирбек Сидамонович (1927—2004) — артист Северо-Осетинского государственного академического театра имени В. Тхапсаева[150]
4. Костолевский, Игорь Матвеевич (р. 1948) — артист Московского академического театра имени Вл. Маяковского[150]
5. Кузнецова, Алина Вацлавовна (1938—2024) — артистка Краснодарского государственного театра драмы имени М. Горького[150]
6. Кулиш, Савва Яковлевич (1936—2001) — кинорежиссёр-постановщик киноконцерна «Мосфильм»[150]
7. Семёнов, Вячеслав Анатольевич (р. 1946) — солист Государственного академического русского народного оркестра имени Н. П. Осипова, город Москва[150]
8. Ташков, Евгений Иванович (1926—2012) — кинорежиссёр-постановщик, город Москва[150]
9. Тимофеева, Любовь Борисовна (р. 1951) — солистка Российской государственной концертной компании «Содружество», город Москва[150]
10. Фиготин, Борис Семёнович (1923—1998) — композитор, город Москва[150]

27 ноября 1995 года, № 1185
1. Бурэ-Небельсен, Юрий Валерьевич (р. 1938) — художественный руководитель Курского государственного драматического театра имени А. С. Пушкина[151]
2. Клейнер, Рафаэль Александрович (1939—2024) — артист Московской государственной филармонии[151]
3. Кузнецова, Антонина Михайловна (р. 1941) — артистка Московской государственной филармонии[151]
4. Тарасова, Ирэна Борисовна (р. 1938) — артистка Московского музыкально-драматического цыганского театра «Ромэн»[151]
5. Кузьмичёва, Любовь Алексеевна (1937—2014) — солистка хора (Академический хор русской песни Российской государственной телерадиокомпании «Останкино»)[151]
6. Лаптева, Алевтина Анатольевна (р. 1938) — солистка хора (Академический хор русской песни Российской государственной телерадиокомпании «Останкино»)[151]
7. Рождественская, Галина Дмитриевна (1925—2001) — дирижёр (Академический хор русской песни Российской государственной телерадиокомпании «Останкино»)[151]

28 декабря 1995 года, № 1325
1. Александрович, Анатолий Константинович (1922—2016) — солист Государственного концертно-филармонического учреждения «Петербург-концерт»[152]
2. Бибичева, Галина Михайловна (р. 1948) — солистка оперы Новосибирского государственного академического театра оперы и балета[152]
3. Бурылёв, Владимир Сергеевич (1944—2015) — солист Краснодарской краевой филармонии[152]
4. Василёв, Владимир Юдич (1931—2017) — художественный руководитель — генеральный директор Государственного театра классического балета, город Москва[152]
5. Ибрагимов, Наби Магомедович (1935—2022) — артист Даргинского государственного драматического театра имени О. Батырая, Республика Дагестан[152]
6. Кузнецов, Лев Леонтьевич (1944—2008) — солист оперы Государственного академического Большого театра России, город Москва[152]
7. Кустабаева, Лима Галиевна (р. 1945) — художественный руководитель Государственного ансамбля песни и танца Республики Татарстан[152]А. Н. Леонтьев

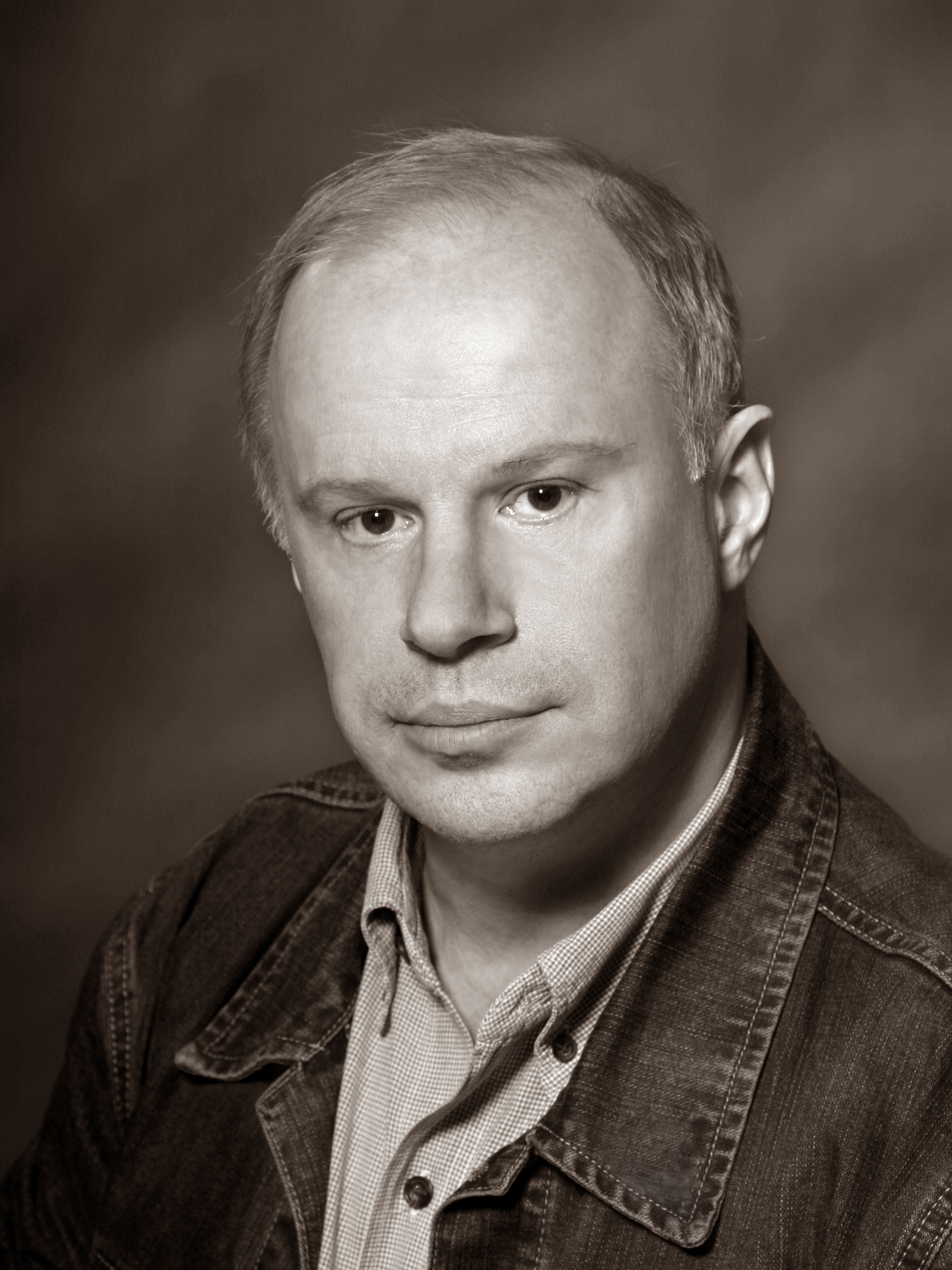
А. Н. Леонтьев

8. Леонтьев, Авангард Николаевич (р. 1947) — артист Московского театра «Современник»[152]
9. Пинясов, Григорий Павлович (р. 1948) — солист Государственного академического русского народного хора имени М. Е. Пятницкого, город Москва[152]
10. Симонова, Евгения Павловна (р. 1955) — артистка Московского академического театра имени Вл. Маяковского[152]
11. Филатов, Леонид Алексеевич (1946—2003) — артист Московского театра «Содружество актёров на Таганке»[152]

### 1996 год (78 человек)
29 января 1996 года, № 116
1. Белаонова, Долорес-Луиза Николаевна (1937—2009) — солистка Северо-Осетинского государственного музыкального театра[153]
2. Добрынин, Вячеслав Григорьевич (1946—2024) — композитор, город Москва[153]
3. Коршунова, Людмила Прокопьевна (р. 1950) — артистка Рязанского государственного театра драмы[153]И. Я. Крутой

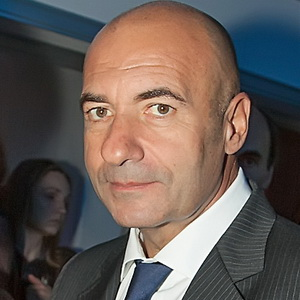
И. Я. Крутой

4. Крутой, Игорь Яковлевич (р. 1954) — композитор, город Москва[153]
5. Федотов, Авангард Алексеевич (1925—2015) — профессор Российской академии музыки имени Гнесиных, город Москва[153]
6. Фокин, Валерий Владимирович (р. 1946) — генеральный директор и художественный руководитель Творческого центра имени Вс. Мейерхольда, город Москва[153]
7. Чернышёва, Тамара Алексеевна (1922—2007) — артистка Московского драматического театра имени Н. В. Гоголя[153]
8. Шварц, Исаак Иосифович (1923—2009) — композитор, город Санкт-Петербург[153]

21 февраля 1996 года, № 244
1. Бурдонский, Александр Васильевич (1941—2017) — режиссёр-постановщик Центрального академического театра Российской Армии[154]
2. подполковник Назарко, Сергей Константинович (р. 1951) — художественный руководитель и главный дирижёр ансамбля песни и пляски Московского округа противовоздушной обороны[154]
3. Михайлов, Павел Иванович (р. 1943) — солист ансамбля песни и пляски Кавказского особого пограничного округа[154]

9 марта 1996 года, № 366
1. Бойков, Владимир Васильевич (1935—2009) — дирижёр Нижегородского государственного академического театра оперы и балета имени А. С. Пушкина[155]
2. Дрожняк, Юрий Эдуардович (р. 1943) — солист Краснодарского государственного театра оперетты[155]
3. Захаров, Сергей Георгиевич (1950—2019) — солист «Артагентства» Союза концертных деятелей города Санкт-Петербурга[155]
4. Келин, Владимир Фёдорович (1936—2013) — солист Ивановского областного музыкального театра[155]
5. Ковтун, Валерий Андреевич (1942—2017) — солист Московского государственного концертного объединения «Москонцерт»[155]
6. Левицкий, Алексей Яковлевич (1931—2008) — солист оперы Новосибирского государственного академического театра оперы и балета[155]
7. Леонтьев, Валерий Яковлевич (р. 1949) — артист экспериментальной студии Валерия Леонтьева Международного союза деятелей эстрадного искусства, город Москва[155]
8. Темирканов, Борис Хатуевич (1937—2018) — главный дирижёр симфонического оркестра Кабардино-Балкарской государственной филармонии[155]

9 апреля 1996 года, № 512
1. Адоскин, Анатолий Михайлович (1927—2019) — артист Государственного академического театра имени Моссовета, город Москва[156]
2. Васильева (Унд), Нина Леонардовна (р. 1945) — солистка Краснодарского государственного краевого театра оперетты[156]
3. Васильев, Константин Евгеньевич (1933—2020) — артист Российской государственной цирковой компании, город Москва[156]
4. Векшин, Анатолий Иванович (1930—2016) — артист Российской государственной цирковой компании, город Москва[156]
5. Дёмина, Галина Яковлевна (1925—2005) — артистка Государственного академического Малого театра России, город Москва[156]
6. Зименкова, Елена Николаевна (р. 1944) — солистка Московской государственной филармонии[156]
7. Зимненко, Леонид Орестович (1943—2021) — солист оперы Московского академического музыкального театра имени К. С. Станиславского и Вл. И. Немировича-Данченко[156]
8. Молодцова, Ходаче Михайловна (р. 1949) — солистка ансамбля «Русская гармонь», Воронежская область[156]
9. Полянский, Валерий Кузьмич (р. 1949) — главный дирижёр и художественный руководитель Государственной симфонической капеллы России, город Москва[156]

2 мая 1996 года, № 617
1. Бирагов, Константин Александрович (1936—1999) — артист Северо-Осетинского государственного академического драматического театра имени В. Тхапсаева[157]
2. Вершинин, Вячеслав Григорьевич (р. 1942) — артист Республиканского русского драматического театра, город Владикавказ Республики Северная Осетия — Алания[157]
3. Жапхандаев, Майдари Хайдапович (1946—2008) — артист Бурятского академического театра драмы имени Х. Намсараева[157]
4. Селезнёва, Наталья Игоревна (р. 1945) — артистка кино и театра, город Москва[157]
5. Усов, Александр Дмитриевич (1937—1998) — артист Нижегородского театра юного зрителя[157]
6. Филиппов, Михаил Иванович (р. 1947) — артист Московского академического театра имени Вл. Маяковского[157]
7. Цифринович, Марта Владимировна (1924—2009) — артистка Московского государственного концертного объединения «Москонцерт»[157]

7 июня 1996 года, № 844
1. Азарин, Александр Хаимович (1919—2004) — артист Московского государственного концертного объединения «Москонцерт»[158]
2. Безродная, Светлана Борисовна (р. 1934) — главный дирижёр, художественный руководитель, солистка Российского государственного камерного академического «Вивальди-оркестра», город Москва[158]
3. Грачёва, Надежда Александровна (р. 1969) — солистка балета Государственного академического Большого театра России, город Москва[158]
4. Степаненко, Галина Олеговна (р. 1966) — солистка балета Государственного академического Большого театра России, город Москва[158]
5. Штаркман, Наум Львович (1927—2006) — солист Московской государственной филармонии[158]
6. Яковлев, Владимир Андрианович (1930—2008) — солисту Московского государственного концертного объединения «Москонцерт»[158]

13 июня 1996 года, № 887
1. Константинова, Нинель Александровна (1926—2010) — артистка Республиканского русского драматического театра имени Георгия Константинова (Республика Марий Эл)[159]
2. Новакова, Наталья Павловна (р. 1947) — артистка Ставропольского академического театра драмы имени М. Ю. Лермонтова (Ставропольский край)[159]
3. Овчинникова, Ольга Александровна (р. 1950) — артистка Липецкого государственного академического театра драмы имени Л. Н. Толстого (Липецкая область)[159]
4. Агафонников, Владислав Германович (р. 1936) — композитор (город Москва)[159]
5. Демуров, Георгий Сергеевич (1940—2023) — артист Нижегородского государственного академического театра драмы имени М. Горького (Нижегородская область)[159]
6. Аникеева, Лидия Александровна (1950—2024) — артистка областного драматического театра (Пермская область)[159]
7. Светин, Михаил Семёнович (1929—2015) — артист Санкт-Петербургского государственного академического театра комедии имени Н. П. Акимова (город Санкт-Петербург)[159]
8. Пчёлкина, Евгения Ивановна (1928—1997) — артистка Тульского государственного академического театра драмы имени М. Горького (Тульская область)[159]
9. Варфоломеев, Леонард Иванович (1936—2010) — артист Челябинского государственного академического театра драмы имени С. Цвиллинга (Челябинская область)[159]

20 июня 1996 года, № 956

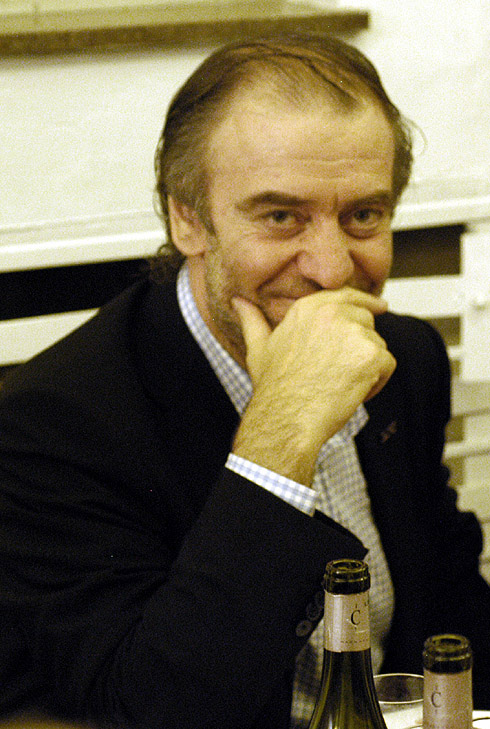
В. А. Гергиев

1. Гергиев, Валерий Абисалович (р. 1953) — художественный руководитель оперы — главный дирижёр Государственного академического Мариинского театра, город Санкт-Петербург[160]

30 августа 1996 года, № 1284
1. Азов, Валерий Григорьевич (р. 1941) — артист, заместитель генерального директора Российского фонда «Чеховское наследие», город Москва[161]
2. Вавилов, Олег Михайлович (1950—2022) — артист Московского драматического театра на Малой Бронной[161]
3. Гайнуллина, Алсу Аскаровна (р. 1954) — артистка Татарского государственного академического театра имени Г. Камала[161]
4. Гинзбург, Валерий Аркадьевич (1925—1998) — кинооператор, город Москва[161]
5. Глуз, Михаил Семёнович (1951—2021) — вице-президент Международной ассоциации развития еврейской культуры, главный дирижёр Еврейского музыкального театра, город Москва[161]
6. Казенин, Владислав Игоревич (1937—2014) — композитор, город Москва[161]
7. Лаврентьев, Клим Анатольевич (р. 1937) — кинорежиссёр, город Москва[161]
8. Миансарова (Ремнёва), Тамара Григорьевна (1931—2017) — солистка Московского государственного концертного объединения «Москонцерт»[161]
9. Норштейн, Юрий Борисович (р. 1941) — кинорежиссёр Международного фонда развития кино и телевидения для детей и юношества, город Москва[161]
10. Поляков, Лев Александрович (1927—2001) — артист кино, город Москва[161]

12 сентября 1996 года, № 1352
1. Беляев, Анатолий Владимирович (р. 1931) — солист Московского государственного концертного объединения «Москонцерт»[162]
2. Лернер, Давид Михайлович (1909—2012) — артист Московского государственного концертного объединения «Москонцерт»[162]
3. Темнов, Виктор Иванович (1934—2014) — композитор, музыкальный руководитель эстрадно-циркового коллектива «Любава», город Москва[162]
4. Федотов, Юрий Степанович (1938—2008) — артист Казанского государственного Большого драматического театра имени В. И. Качалова, Республика Татарстан[162]

22 октября 1996 года, № 1481
1. Ашкенази, Давид Вульфович (1915—1997) — артист Московского государственного концертного объединения «Москонцерт»[163]
2. Баринова, Галина Всеволодовна (1910—2006) — профессор Московской государственной консерватории имени П. И. Чайковского[163]
3. Берман (Родин), Александр Николаевич (1936—2003) — артист Российской государственной цирковой компании, город Москва[163]
4. Лыков, Станислав Михайлович (р. 1948) — художественный руководитель хора Государственного академического Большого театра России, город Москва[163]
5. Сергеев, Геннадий Дмитриевич (1926—2012) — артист Государственного академического Малого театра России, город Москва[163]
6. Терехова, Маргарита Борисовна (р. 1942) — артистка театра и кино, город Москва[163]
7. Шишков, Михаил Михайлович (1927—2005) — артист эстрады и кино, город Москва[163]

11 декабря 1996 года, № 1669
1. Абдулаев, Анатолий Гафарович (1944—2012) — артист Воронежского государственного театра юного зрителя[164]
2. Бурляев, Николай Петрович (р. 1946) — артист кино, кинорежиссёр-постановщик, город Москва[164]
3. Петухов, Юрий Николаевич (р. 1953) — солист балета Санкт-Петербургского государственного академического театра оперы и балета имени М. П. Мусоргского[164]
4. Скоморохов, Михаил Юрьевич (р. 1949) — художественный руководитель Пермского государственного театра юного зрителя[164]
5. Терновская, Нинель Фёдоровна (1927—2021) — артистка Российского академического молодёжного театра, город Москва[164]
6. Эйфман, Борис Янкелевич (р. 1946) — художественный руководитель Санкт-Петербургского государственного театра балета под руководством Бориса Эйфмана[164]

### 1997 год (71 человек)
22 января 1997 года, № 34
1. Андропов, Владимир Павлович (р. 1946) — дирижёр сценического оркестра Государственного академического Большого театра России, город Москва[165]
2. Багдасаров, Михаил Ашотович (1945—2021) — артист Российской государственной цирковой компании, город Москва[165]
3. Брятко, Николай Афанасьевич (1930—2020) — солист оперы Саратовского академического театра оперы и балета[165]
4. Егорова, Лариса Ильинична (р. 1949) — артистка Бурятского государственного академического театра драмы имени Х. Намсараева[165]
5. Заломнов, Пётр Дмитриевич (р. 1942) — солист оперы Чувашского государственного театра оперы и балета[165]
6. Климов, Элем Германович (1933—2003) — кинорежиссёр-постановщик, город Москва[165]
7. Маторин, Владимир Анатольевич (р. 1948) — солист оперы Государственного академического Большого театра России, город Москва[165]
8. Обликин, Игорь Фёдорович (1936—2023) — дирижёр ансамбля русских народных инструментов Академического хора русской песни Российского государственного музыкального центра телевидения и радиовещания, город Москва[165]
9. Огновенко, Владимир Михайлович (р. 1947) — солист оперы Государственного академического Мариинского театра, город Санкт-Петербург[165]
10. Тарасенко, Александр Георгиевич (1941—2015) — артист Воронежского государственного театра юного зрителя[165]
11. Фадеечев, Алексей Николаевич (р. 1960) — солист балета Государственного академического Большого театра России, город Москва[165]
12. Цапник, Юрий Викторинович (1945—2014) — артист Челябинского государственного академического театра драмы имени С. Цвиллинга[165]
13. Цуканова, Лидия Николаевна (р. 1945) — артистка Кемеровского областного драматического театра[165]

16 апреля 1997 года, № 357

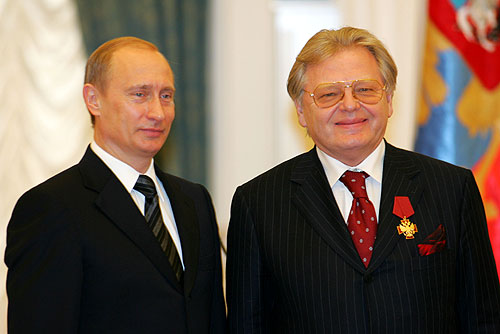
Ю. М. Антонов

1. Антонов, Юрий Михайлович (р. 1945) — композитор и певец, город Москва[166]
2. Виноградов, Владислав Борисович (р. 1938) — кинорежиссёр-постановщик, город Санкт-Петербург[166]
3. Гатов, Леонард Григорьевич (1937—2007) — художественный руководитель муниципальной театрально-концертной организации — Краснодарского творческого объединения «Премьера»[166]
4. Кешнер, Вадим Валентинович (1937—2023) — артист Казанского академического русского Большого драматического театра имени В. И. Качалова, Республика Татарстан[166]
5. Малинин, Александр Николаевич (р. 1958) — артист акционерного общества «ЛИС`С», город Москва[166]
6. Михайлов, Леонид Васильевич (1935—2006) — артист Государственного академического Северного русского народного хора, Архангельская область[166]
7. Носихин, Леонид Фёдорович (1933—2003) — балетмейстер образцового хореографического ансамбля «Юность» Дворца детского и юношеского творчества города Санкт-Петербурга[166]
8. Попов, Борис Фёдорович (1921—2003) — артист Московской государственной филармонии[166]
9. Розовский, Эдуард Александрович (1926—2011) — кинооператор-постановщик Санкт-Петербургской киностудии «Ленфильм»[166]
10. Романов, Юрий Борисович (1945—2015) — художественный руководитель и дирижёр ансамбля русской песни «Воронежские девчата» Воронежского гастрольно-концертного объединения «Филармония»[166]
11. Хозяйчев, Валерий Михайлович (1946—2018) — солист Хабаровского краевого театра музыкальной комедии[166]
12. Янченко, Олег Григорьевич (1939—2002) — солист Московской государственной филармонии[166]

30 мая 1997 года, № 539
1. Айгумов, Айгум Эльдарович (р. 1937) — художественный руководитель Дагестанского государственного кумыкского музыкально-драматического театра имени А. П. Салаватова[167]
2. Бацазов, Юрий Азмадиевич (1941—2024) — солист Северо-Осетинского государственного музыкального театра[167]
3. Васильев, Юрий Васильевич (р. 1946) — художественный руководитель и главный дирижёр Чувашского государственного академического ансамбля песни и танца[167]
4. Вознесенская, Анастасия Валентиновна (1943—2022) — артистка Московского Художественного академического театра имени А. П. Чехова[167]
5. Галкин, Виктор Аполлонович (1947—2004) — солист Академического Большого симфонического оркестра имени П. И. Чайковского, город Москва[167]
6. Гладнев, Анатолий Иванович (1939—2023) — артист Воронежского академического театра драмы имени А. Кольцова[167]
7. Глухов, Андрей Евгеньевич (1952—2011) — солист заслуженного коллектива России — Академического симфонического оркестра Санкт-Петербургской государственной филармонии имени Д. Д. Шостаковича[167]
8. Горохов, Николай Анатольевич (1950–2025) — артист Владимирского областного драматического театра имени А. В. Луначарского[167]
9. Иванов, Анатолий Васильевич (1934—2012) — солист заслуженного коллектива России — Академического симфонического оркестра Санкт-Петербургской государственной филармонии имени Д. Д. Шостаковича[167]
10. Кузнецов, Александр Иванович (р. 1941) — артист Государственного русского драматического театра Республики Саха (Якутия)[167]
11. Кузьмин, Геннадий Михайлович (1941—2021) — концертмейстер симфонического оркестра Саратовской областной филармонии[167]
12. Леньков, Александр Сергеевич (1943—2014) — артист Государственного академического театра имени Моссовета, город Москва[167]
13. Поздеев, Эрнст Иванович (1939—2015) — первый концертмейстер группы виолончелей Российского Национального симфонического оркестра под руководством М. Плетнёва, город Москва[167]
14. Скобелев, Анатолий Тихонович (1946—2011) — солист Российского Национального симфонического оркестра под руководством М. Плетнёва, город Москва[167]

29 июля 1997 года, № 795
1. Анисимов, Валерий Викторович (р. 1953) — артист Театра балета Государственного Кремлёвского Дворца, город Москва[168]
2. Кудрявцева, Людмила Андреевна (1941—2015) — артистка Московского художественного академического театра имени М. Горького[168]
3. Смирнов, Юрий Николаевич (р. 1938) — артист Московского театра на Таганке[168]
4. Соловьёв, Борис Нифантьевич (1940—2007) — художественный руководитель Кемеровского областного драматического театра[168]
5. Тихонов, Кирилл Клементьевич (1921—1998) — главный дирижёр Московского музыкального театра «Геликон»[168]
6. Яковенко, Сергей Борисович (1937—2020) — певец, город Москва[168]

2 августа 1997 года, № 818
1. Бикташев, Евгений Михайлович (1939—2024) — художественный руководитель главный режиссёр Государственного учреждения культуры Саратовской областной концертной организации «Поволжье»[169]
2. Гусев, Владимир Поликарпович (1940—2023) — художественный руководитель и главный дирижёр Русского академического оркестра Государственной телерадиокомпании «Новосибирск»[169]
3. Лантратов, Валерий Васильевич (р. 1958) — артист Театра балета Государственного Кремлёвского Дворца, город Москва[169]
4. Сергиенко, Николай Николаевич (р. 1949) — артист Московского музыкально-драматического цыганского театра «Ромэн», город Москва[169]
5. Стриженова, Любовь Васильевна (1940—2024) — артистка Московского Художественного академического театра имени М. Горького[169]
6. Туркина, Галина Андреевна (1920—1999) — профессор Российской академии музыки имени Гнесиных, город Москва[169]
7. Туркина, Юлия Андреевна (1921—2022) — профессор Московской государственной консерватории[169]

25 августа 1997 года, № 937
1. Васильев, Владимир Валерьянович (1942—2005) — главный хормейстер Пермского государственного академического театра оперы и балета имени П. И. Чайковского[170]
2. Волков, Леонид Михайлович (1934—2013) — кинорежиссёр-оператор Санкт-Петербургской киностудии «Леннаучфильм»[170]
3. Мацапура, Валерий Афанасьевич (1946—2005) — артист Брянского областного драматического театра[170]
4. Пучинян, Степан Филиппович (1927—2018) — кинорежиссёр-постановщик Центральной киностудии детских и юношеских фильмов имени М. Горького, город Москва[170]

11 сентября 1997 года, № 1004
1. Шанина, Елена Юрьевна (р. 1952) — артистка, творческий работник Московского государственного театра «Ленком»[171]
2. Шувалова (Струнова), Маргарита Ивановна (1938—2007) — артистка, творческий работник Московского государственного театра «Ленком»[171]

19 ноября 1997 года, № 1240
1. Абашев, Владимир Владимирович (р. 1947) — артист Сахалинского международного театрального центра имени А. П. Чехова[172]
2. Алексеев, Валерий Иванович (р. 1948) — артист Омского государственного академического театра драмы[172]
3. Балашов, Виктор Иванович (1924—2021) — диктор телевидения, город Москва[172]
4. Каплан, Михаил Яковлевич (1932—2022) — артист Пензенского областного драматического театра имени А. В. Луначарского[172]
5. Кулагина, Елена Фёдоровна (р. 1964) — артистка балета Пермского государственного академического театра оперы и балета имени П. И. Чайковского[172]
6. Непало, Евгений Михайлович (р. 1936) — солист Государственного академического камерного оркестра Московской государственной академической филармонии[172]К. Б. Новикова

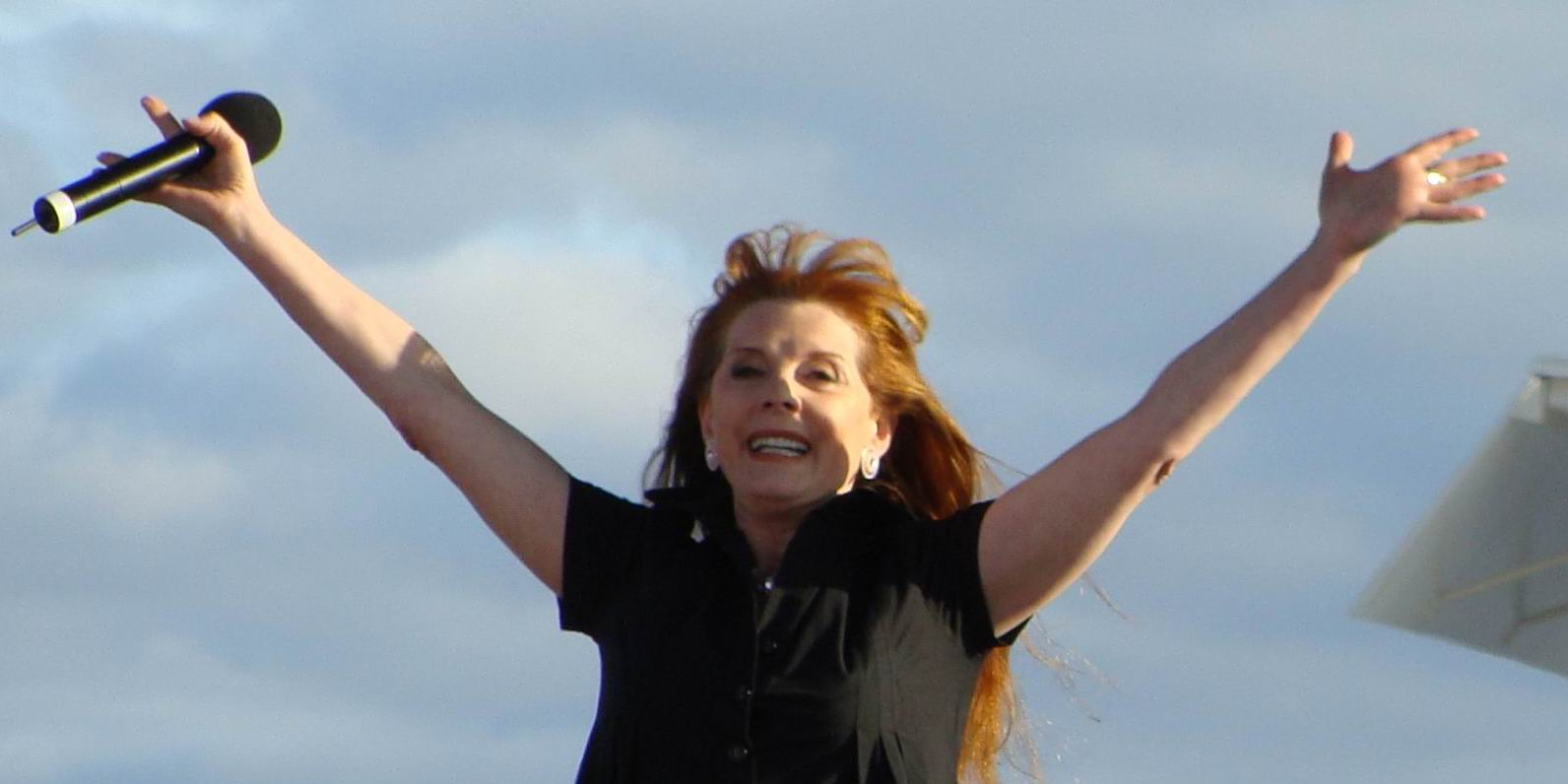
К. Б. Новикова

7. Новикова, Клара Борисовна (р. 1946) — артистка Московского театра миниатюр[172]
8. Петеров, Николай Владимирович (1932—2011) — артист и директор Калининградского областного драматического театра[172]
9. Политиков, Сергей Иванович (р. 1949) — художественный руководитель главный дирижёр симфонического оркестра Общероссийской радиостанции «Радио-1», город Москва[172]
10. Радун, Вадим Иосифович (1940—2014) — главный режиссёр Псковского государственного академического театра драмы имени А. С. Пушкина[172]
11. Радченко, Валерий Павлович (р. 1946) — солист Липецкой государственной филармонии[172]
12. Трушин, Вячеслав Михайлович (р. 1940) — художественный руководитель и дирижёр камерного оркестра «Российская камерата» Тверской областной филармонии[172]
13. Фролов, Игорь Александрович (1937—2013) — солист Московского государственного концертного объединения «Москонцерт»[172]

### 1998 год (63 человека)
26 января 1998 года, № 80
1. Базин, Виталий Васильевич (1947—2010) — артист Тульского государственного академического театра драмы имени М. Горького[173]
2. Долина, Лариса Александровна (р. 1955) — артистка благотворительного кооперативно-коммерческого центра «Аленький цветочек», город Москва[173]
3. Коняев, Виталий Анатольевич (1937—2023) — артист Государственного академического Малого театра России, город Москва[173]
4. Кролл, Анатолий Ошерович (р. 1943) — художественный руководитель и главный дирижёр джаз-оркестра МКС Биг Бэнд, город Москва[173]
5. Мансуров, Фуат Шакирович (1928—2010) — дирижёр Государственного академического Большого театра России, город Москва[173]
6. Мокиенко, Екатерина Ивановна (1921—2014) — артистка Красноярского краевого драматического театра имени А. С. Пушкина[173]
7. Русланова, Нина Ивановна (1945—2021) — артистка Московского драматического театра имени Рубена Симонова[173]
8. Сафиулин, Анатолий Александрович (р. 1944) — солист Московской государственной академической филармонии[173]
9. Токарь (Токарев), Валерий Абрамович (1922—2006) — артист Московской государственной академической филармонии[173]
10. Футер, Аркадий Наумович (1932—2011) — концертмейстер первых скрипок камерного оркестра «Виртуозы Москвы» под управлением В. Спивакова[173]

3 февраля 1998 года, № 122
1. Балтер, Алла Давидовна (1939—2000) — артистка, работник Московского академического театра имени Вл. Маяковского[174]
2. Виторган, Эммануил Гедеонович (р. 1939) — артист, работник Московского академического театра имени Вл. Маяковского[174]

23 февраля 1998 года, № 191
1. Ухналёв, Олег Яковлевич (1946—2005) — солист ансамбля песни и пляски Московского округа противовоздушной обороны[175]

24 апреля 1998 года, № 432
1. Богданова, Ольга Михайловна (р. 1951) — артистка Центрального академического театра Российской Армии[176]
2. Плотников, Борис Григорьевич (1949—2020) — артист Центрального академического театра Российской Армии[176]

4 июля 1998 года, № 769
1. Солодилова, Зоя Дмитриевна (р. 1948) — солистка оперы Воронежского государственного театра оперы и балета[177]
2. Таращенко, Виталий Васильевич (р. 1947) — солист оперы Государственного академического Большого театра России, город Москва[177]

9 июля 1998 года, № 815
1. Воронец, Майя Ивановна — солистка Национального академического оркестра народных инструментов России имени Н. П. Осипова, город Москва[178]
2. Копылов, Юрий Семёнович (1942—2012) — художественный руководитель, главный режиссёр Ульяновского областного драматического театра[178]
3. Марягин, Леонид Георгиевич (1937—2003) — кинорежиссёр-постановщик ассоциации «Мосфильм», город Москва[178]
4. Сазонова, Галина Васильевна (р. 1947) — концертмейстер малых домр Национального академического оркестра народных инструментов России имени Н. П. Осипова, город Москва[178]
5. Славутский, Александр Яковлевич (р. 1947) — главный режиссёр Казанского академического русского Большого драматического театра имени В. И. Качалова, Республика Татарстан[178]
6. Тирон, Вадим Васильевич (р. 1947) — солист Тверской областной филармонии[178]

15 августа 1998 года, № 974
1. Сулимов, Владимир Сергеевич (р. 1936) — артист, работник Московского государственного академического театра имени Моссовета[179]

31 августа 1998 года, № 1038
1. Амарфий, Лилия Яковлевна (1949—2010) — солистка Московского государственного академического театра оперетты[180]
2. Грачёв, Анатолий Дмитриевич (1937—2005) — артист Московского театра «ЕТС» под художественным руководством А. Калягина[180]
3. Гришмановский, Юрий Сергеевич (1920—2005) — артист Петрозаводского республиканского русского театра драмы, Республика Карелия[180]
4. Зеленкин, Сергей Александрович (р. 1944) — солист, концертмейстер академического симфонического оркестра Томской областной филармонии[180]
5. Коренев, Владимир Борисович (1940—2021) — артист Московского драматического театра имени К. С. Станиславского[180]
6. Красная, Надежда Сергеевна (1947—2024) — солистка Московской государственной академической филармонии[180]
7. Леонькина, Марина Владимировна (р. 1961) — солистка балета Воронежского государственного театра оперы и балета[180]
8. Мохов, Николай Павлович (1928—2020) — артист Томского областного театра драмы, режиссёр муниципального экспериментального камерного театра-студии «Интим»[180]
9. Севидов, Аркадий Гаврилович (р. 1947) — солист Московской государственной академической филармонии[180]

11 сентября 1998 года, № 1064
1. Тихомиров, Дмитрий Васильевич — художественный руководитель акционерного общества «Компания Геокон», город Москва[181]

21 сентября 1998 года, № 1123
1. Быкова, Альбина Алексеевна — артистка Магаданского государственного музыкального и драматического театра[182]
2. Суржиков, Иван Николаевич (1928—2000) — солист Московского государственного концертного объединения «Москонцерт»[182]
3. Яшин, Сергей Иванович (р. 1947) — главный режиссёр Московского драматического театра имени Н. В. Гоголя[182]

13 октября 1998 года, № 1229
1. Александрович (Жемчужный), Георгий Николаевич (1945—2021) — режиссёр-постановщик Московского музыкально-драматического цыганского театра «Ромэн»[183]
2. Бриль, Игорь Михайлович (р. 1944) — художественный руководитель ансамбля «Игорь Бриль и новое поколение», город Москва[183]
3. Маковецкий, Сергей Васильевич (р. 1958) — артист театра и кино, город Москва[183]
4. Мигицко, Сергей Григорьевич (р. 1953) — артист Санкт-Петербургского государственного академического Открытого театра[183]
5. Новохижин, Михаил Михайлович (1921—2012) — профессор Института переподготовки работников искусства, культуры и туризма, город Москва[183]
6. Полока, Геннадий Иванович (1930—2014) — кинорежиссёр-постановщик, город Москва[183]
7. Тамбулатова, Мария Ивановна (1936—2010) — артистка Пензенского областного драматического театра имени А. В. Луначарского[183]
8. Удовиченко, Лариса Ивановна (р. 1955) — артистка кино, город Москва[183]
9. Цыганков, Александр Андреевич (р. 1948) — солист и главный концертмейстер Национального академического оркестра народных инструментов России имени Н. П. Осипова, город Москва[183]
10. Чернобровкина, Татьяна Анатольевна (р. 1965) — артистка балета Московского академического музыкального театра имени К. С. Станиславского и Вл. И. Немировича-Данченко[183]
11. Шульга, Владимир Ильич (р. 1954) — артист Пермского государственного театра юного зрителя[183]

23 октября 1998 года, № 1300
1. Барнет, Ольга Борисовна (1951—2021) — артистка Московского Художественного академического театра имени А. П. Чехова[184]
2. Градополов, Константин Константинович (1927—2012) — артист Московского Художественного академического театра имени М. Горького[184]
3. Кочкожаров, Геннадий Николаевич (р. 1941) — артист Московского Художественного академического театра имени М. Горького[184]
4. Кошукова, Луиза Александровна (1925—2006) — артистка Московского Художественного академического театра имени М. Горького[184]
5. Семёнов, Анатолий Владимирович (1938—2015) — артист Московского Художественного академического театра имени М. Горького[184]

14 ноября 1998 года, № 1390
1. Выскрибенцев, Александр Тимофеевич (р. 1949) — солист Новосибирского театра музыкальной комедии[185]
2. Иванова, Халида Ивановна (р. 1949) — артистка Новосибирского государственного драматического театра «Старый дом»[185]
3. Красноярцев, Владимир Сергеевич (1937—2018) — концертмейстер Государственного академического русского народного ансамбля «Россия», город Москва[185]
4. Пахоменко, Мария Леонидовна (1937—2013) — солистка Союза концертных деятелей города Санкт-Петербурга[185]
5. Приз, Виктор Владимирович (1941—2009) — артист Рязанского государственного театра драмы[185]
6. Скрипка, Сергей Иванович (р. 1949) — художественный руководитель, главный дирижёр Российского государственного симфонического оркестра кинематографии, город Москва[185]

27 ноября 1998 года, № 1427
1. Абусалимов, Эльмар Давуд оглы (1936—2000) — дирижёр, работник Московского государственного академического театра оперетты[186]
2. Маркелов, Александр Николаевич (р. 1949) — солист, работник Московского государственного академического театра оперетты[186]

27 ноября 1998 года, № 1428
1. Гордеев, Сергей Фёдорович (1943—2006) — артист Новгородского областного театра драмы имени Ф. М. Достоевского[187]

18 декабря 1998 года, № 1602
1. Николаев, Юрий Александрович (р. 1948) — генеральный директор акционерного общества «Юникс», город Москва[188]

### 1999 год (95 человек)
8 января 1999 года, № 36
1. Артемьев, Эдуард Николаевич (1937—2022) — композитор, город Москва[189]
2. Бабаян (Державина), Роксана Рубеновна (р. 1946) — солистка концертного объединения «Эстрада» при Московском государственном концертном объединении «Москонцерт»[189]
3. Бодров, Юрий Сергеевич (1937—2021) — артист Курганского государственного театра драмы[189]
4. Ильин, Владимир Адольфович (р. 1947) — артист кино, город Москва[189]
5. Киржеманов, Дмитрий Дмитриевич (1941—2016) — артист Томского областного театра драмы[189]
6. Коршунов, Александр Викторович (р. 1954) — артист Государственного академического Малого театра России, город Москва[189]
7. Ляховицкий, Вульф Наумович (1925—2002) — артист Московского концертного объединения «Эстрада» при Московском государственном концертном объединении «Москонцерт»[189]
8. Панков, Сергей Леонидович (1941—2009) — артист Государственного русского драматического театра имени Н. А. Бестужева, Республика Бурятия[189]
9. Паршин, Сергей Иванович (р. 1952) — артист Российского государственного академического театра драмы имени А. С. Пушкина, город Санкт-Петербург[189]
10. Пономаренко (Журавлёва), Вера Ивановна (р. 1954) — солистка Краснодарской краевой государственной филармонии[189]
11. Рябцев, Владимир Павлович — солист, второй дирижёр Национального академического оркестра народных инструментов России имени Н. П. Осипова[189]
12. Селивохин, Владимир Витальевич (1946—2015) — солист Московской государственной академической филармонии[189]
13. Стадлер, Сергей Валентинович (р. 1962) — артист, город Санкт-Петербург[189]
14. Туманова-Рыжова, Нина Константиновна (р. 1945) — артистка Государственного русского драматического театра имени Н. А. Бестужева, Республика Бурятия[189]
15. Фарада, Семён Львович (1933—2009) — артист театра и кино, город Москва[189]
16. Францева, Александра Евгеньевна (р. 1948) — руководитель струнного квартета Тверской областной филармонии[189]
17. Чистяков, Андрей Николаевич (1949—2000) — дирижёр Государственного академического Большого театра России, город Москва[189]
18. Шокин, Евгений Сергеевич (1944—2023) — артист Кемеровского областного драматического театра[189]

26 января 1999 года, № 135
1. Анисько, Владимир Антонович (1937—2005) — артист Московского драматического театра имени К. С. Станиславского[190]
2. Белецкий, Владимир Борисович (1938—2023) — артист Ивановского областного драматического театра[190]
3. Васильев, Юрий Николаевич (1939—1999) — артист Государственного академического Малого театра России, город Москва[190]
4. Дранга, Юрий Петрович (р. 1947) — профессор Российской академии музыки имени Гнесиных, город Москва[190]
5. Жигалова, Александра Павловна (1929—2023) — артистка Оренбургского государственного областного драматического театра имени М. Горького[190]
6. Камбург, Нинель Давидовна (1940—2002) — художественный руководитель, главный дирижёр, директор Московской капеллы мальчиков при Московском музыкальном обществе[190]
7. Сатановский, Леонид Моисеевич (1932—2015) — артист Московского драматического театра имени К. С. Станиславского[190]
8. Титель, Александр Борухович (р. 1949) — художественный руководитель оперы Московского академического музыкального театра имени К. С. Станиславского и Вл. И. Немировича-Данченко[190]

4 марта 1999 года, № 318
1. Белинский, Александр Аркадьевич (1928—2014) — художественный руководитель Санкт-Петербургского государственного театра музыкальной комедии[191]
2. Вишневски (Архангельская), Наталия Сергеевна (р. 1937) — артистка Московского театра — Центра имени М. Н. Ермоловой[191]
3. Гвоздицкий, Виктор Васильевич (1952—2007) — артист Московского Художественного академического театра имени А. П. Чехова[191]
4. Дроздова, Наталья Степановна (р. 1954) — артистка Государственного драматического театра «Колесо», город Тольятти Самарской области[191]
5. Качурина, Валентина Васильевна (р. 1948) — артистка Челябинского государственного академического театра драмы имени С. Цвиллинга[191]
6. Родыгин, Евгений Павлович (1925—2020) — композитор, Свердловская область[191]
7. Рябченко, Валерий Харитонович (1944—2025) — артист Государственного академического симфонического оркестра под управлением Евгения Светланова[191]
8. Федотова, Валентина Александровна (р. 1947) — артистка Саратовского государственного академического театра драмы[191]
9. Юченков, Константин Глебович (1947—2019) — артист Тверского областного академического театра драмы[191]

1 апреля 1999 года, № 408
1. Ермаков, Владимир Николаевич (1946—2007) — солист оперы Нижегородского государственного академического театра оперы и балета имени А. С. Пушкина[192]
2. Каданцев, Сергей Михайлович (1941—2010) — солист оперы Воронежского государственного театра оперы и балета[192]
3. Селезнёв, Георгий Васильевич (1938—2007) — профессор Санкт-Петербургской государственной консерватории имени Н. А. Римского-Корсакова[192]
4. Ситнова, Ирина Николаевна (р. 1940) — солистка Ивановского музыкального театра[192]
5. Трухина, Лариса Николаевна (р. 1958) — солистка Московского государственного концертного объединения «Москонцерт»[192]

18 апреля 1999 года, № 502
1. Баринов, Валерий Александрович (р. 1946) — артист Государственного академического Малого театра России, город Москва[193]
2. Данильченко, Татьяна Михайловна (1943—2011) — артистка Приморского академического краевого драматического театра имени М. Горького[193]
3. Краснов, Владимир Александрович (р. 1940) — артист Саратовского театра юного зрителя имени Ю. П. Киселева[193]
4. Пашутин, Александр Сергеевич (р. 1943) — артист театра и кино, город Москва[193]
5. Шейнин, Алексей Игоревич (р. 1947) — артист Московского театра центра имени М. Н. Ермоловой[193]

17 июня 1999 года, № 786
1. Бутырский, Иван Ефимович (1927—2013) — солист оркестра Государственного академического Большого театра России, город Москва[194]
2. Декань, Тамара Николаевна (р. 1947) — артистка Академического Большого хора Российского государственного музыкального центра телевидения и радиовещания, город Москва[194]
3. Дикуль, Валентин Иванович (р. 1948) — артист Российской государственной цирковой компании, город Москва[194]
4. Жемчужная, Екатерина Андреевна (р. 1944) — артистка Московского музыкально-драматического цыганского театра «Ромэн»[194]
5. Кадышева, Надежда Никитовна (р. 1959) — солистка Национального театра музыки и песни «Золотое кольцо», город Москва[194]
6. Левицкая (Баянова), Алла Николаевна (1914—2011) — солистка мастерской эстрадных вокалистов и инструменталистов концертного объединения «Эстрада» при Московском государственном концертном объединении «Москонцерт»[194]
7. Ливанов, Аристарх Евгеньевич (р. 1947) — артист театра и кино, город Москва[194]
8. Ляхова, Екатерина Фёдоровна (1929—2020) — артистка Свердловского государственного академического театра драмы[194]
9. Мочалова, Ольга Васильевна (р. 1959) — артистка Челябинского театра юного зрителя[194]
10. Попова, Елена Кимовна (р. 1956) — артистка Государственного академического Большого драматического театра имени Г. А. Товстоногова, город Санкт-Петербург[194]
11. Попов, Александр Иосифович (1944—2011) — художественный руководитель Тульского государственного академического театра драмы[194]
12. Седлецкая, Ольга Яковлевна (1938—2018) — артистка Магаданского государственного музыкального и драматического театра[194]
13. Филимонов, Вениамин Александрович (1938—2008) — артист Иркутского областного театра юного зрителя имени А. Вампилова[194]
14. Шейдин, Александр Абрамович (1926—?) — концертмейстер группы альтов оркестра Государственного академического Большого театра России, город Москва[194]
15. Ярцева, Нина Николаевна (1925—2010) — артистка драматического театра города Комсомольска-на-Амуре Хабаровского края[194]

30 июля 1999 года, № 940
1. Григоренко, Ольга Григорьевна (1950—2016) — солистка Государственной Ставропольской краевой филармонии[195]
2. Исаченко, Алексей Алексеевич (р. 1950) — артист Озёрского муниципального театра драмы и комедии «Наш дом» Челябинской области[195]
3. Кац, Роман Аншелевич (Карцев, Роман Андреевич) (1939—2018) — артист Московского театра миниатюр под художественным руководством М. Жванецкого[195]
4. Петров, Борис Николаевич (р. 1939) — артист Челябинского государственного академического театра драмы имени С. Цвиллинга[195]
5. Сквирский, Николай Яковлевич (р. 1948) — артист Российской государственной цирковой компании, город Москва[195]

30 августа 1999 года, № 1132
1. Лисакович, Виктор Петрович (р. 1937) — заведующий кафедрой, работник Всероссийского государственного института кинематографии имени С. А. Герасимова[196]

3 сентября 1999 года, № 1155
1. Еланская, Екатерина Ильинична (1928—2013) — художественный руководитель Московского государственного драматического театра «Сфера»[197]
2. Кушелевская, Тамара Дмитриевна (1930—2003) — артистка Российского государственного театра «Сатирикон» имени Аркадия Райкина, город Москва[197]

6 сентября 1999 года, № 1172
1. Милейковский, Александр Семёнович (1938—2025) — концертмейстер Академического симфонического оркестра Ростовской областной государственной филармонии[198]
2. Сорокин, Николай Евгеньевич (1952—2013) — главный режиссёр Ростовского-на-Дону академического театра драмы имени Максима Горького[198]

25 октября 1999 года, № 1434
1. Полякова, Людмила Петровна (р. 1939) — артистка (Государственный академический Малый театр России)[199]
2. Торопов, Анатолий Михайлович (1928—2019) — артист (Государственный академический Малый театр России)[199]

3 ноября 1999 года, № 1471

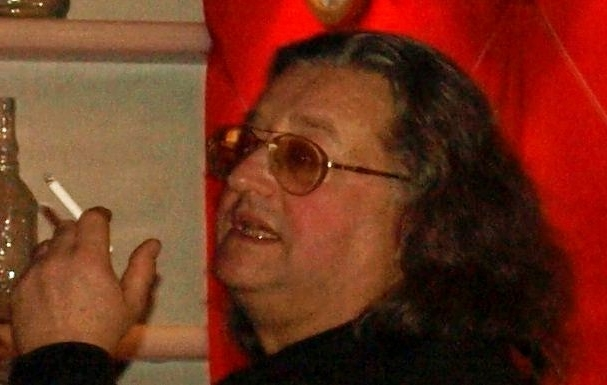
А. Б. Градский

1. Градский, Александр Борисович (1949—2021) — композитор, город Москва[200]

22 ноября 1999 года, № 1557
1. Алашеева, Маргарита Порфирьевна (р. 1940) — артистка Нижегородского государственного академического театра драмы имени М. Горького[201]
2. Алиев, Валерий Сейфуллаевич (р. 1951) — художественный руководитель, солист Калининградского экспериментального театра музыки[201]
3. Борисов, Владимир Владимирович (1948—2023) — артист Самарского академического театра драмы имени М. Горького[201]
4. Голощёкин, Давид Семёнович (р. 1944) — солист, художественный руководитель Санкт-Петербургской филармонии джазовой музыки[201]
5. Ермаков, Александр Юрьевич (р. 1952) — артист Государственного академического Малого театра России, город Москва[201]
6. Ицков, Юрий Леонидович (р. 1950) — артист Государственного учреждения «Омский академический театр драмы»[201]
7. Кононов, Михаил Иванович (1940—2007) — артист Центральной киностудии детских и юношеских фильмов имени М. Горького, город Москва[201]
8. Кочергов, Юрий Васильевич (1943—2010) — артист Воронежского академического театра драмы имени А. Кольцова[201]
9. Луппиан, Лариса Регинальдовна (р. 1953) — артистка Санкт-Петербургского государственного академического Открытого театра[201]А. В. Макаревич

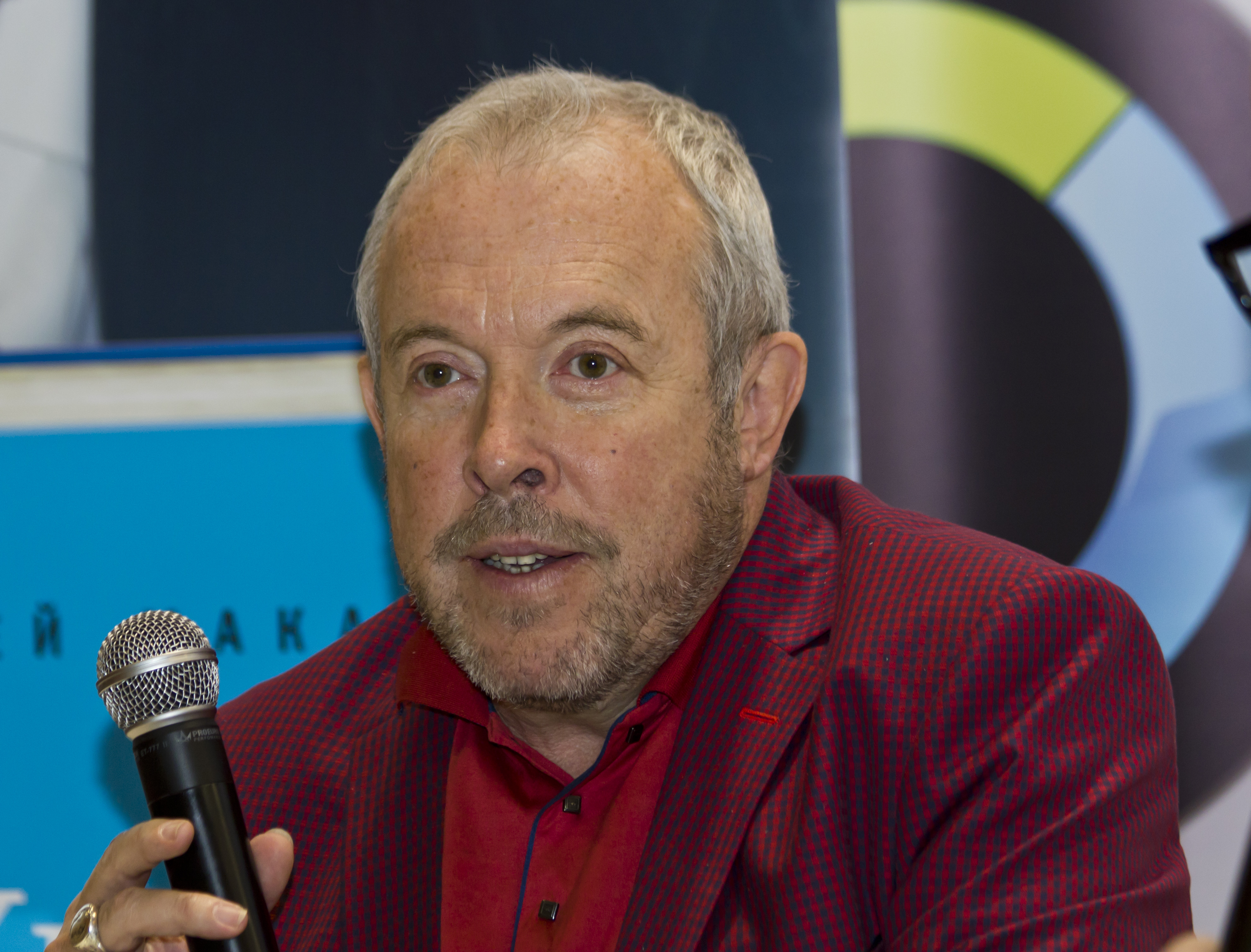
А. В. Макаревич

10. Макаревич, Андрей Вадимович (р. 1953) — руководитель группы «Машина времени» акционерного общества «Синтез Рекордз», город Москва[201]
11. Малягина, Татьяна Константиновна (р. 1955) — артистка Свердловского государственного академического театра драмы[201]
12. Очагавия, Эмиляно Лоренсович (1945—2016) — артист Костромского областного драматического театра имени А. Н. Островского[201]
13. Петрова, Нинель Александровна (р. 1924) — главный балетмейстер Санкт-Петербургского государственного академического театра балета[201]
14. Пилецкая, Татьяна Львовна (р. 1928) — артистка Санкт-Петербургского государственного театра «Балтийский дом»[201]И. Л. Райхельгауз

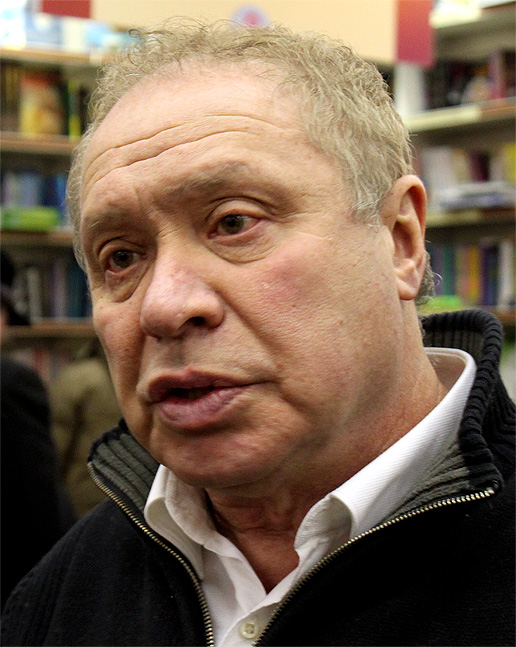
И. Л. Райхельгауз

15. Райхельгауз, Иосиф Леонидович (р. 1947) — художественный руководитель Московского театра «Школа современной пьесы»[201](р. 1950)
16. Рыбников, Алексей Львович (р. 1945) — композитор, город Москва[201]
17. Узденский, Анатолий Ефимович (1952—2018) — артист Новосибирского государственного драматического театра «Старый дом»[201]
18. Устинова, Лидия Абрамовна (р. 1937) — балетмейстер-постановщик Государственного академического русского народного хора имени М. Е. Пятницкого, город Москва[201]

29 ноября 1999 года, № 1583
1. Войнаровский, Вячеслав Игоревич (1946—2020) — солист оперы, работник Московского академического музыкального театра имени К. С. Станиславского и В. И. Немировича-Данченко[202]
2. Горелик, Вольф Михайлович (1933—2013) — дирижёр, работник Московского академического музыкального театра имени К. С. Станиславского и В. И. Немировича-Данченко[202]
3. Поликанин, Евгений Алексеевич (р. 1947) — солист оперы, работник Московского академического музыкального театра имени К. С. Станиславского и В. И. Немировича-Данченко[202]

3 декабря 1999 года, № 1594
1. Верник, Эмиль Григорьевич (1924—2021) — главный режиссёр Главной редакции художественно-политического вещания акционерного общества «Радио-1»[203]

## 2000-е годы (655 человек)

### 2000 год (50 человек)
23 марта 2000 года, № 542
1. Михайлушкин, Александр Викторович (1943—2010) — артист, работник Центрального академического театра Российской Армии[204]
2. Назаров, Дмитрий Юрьевич (р. 1957) — артист, работник Центрального академического театра Российской Армии[204]

28 марта 2000 года, № 589
1. Моргунова, Светлана Михайловна (1940—2024) — художественный руководитель ведущих информаций телевидения канала «Прометей» АСТ, город Москва[205]

12 апреля 2000 года, № 672
1. Кириллова, Зинаида Ивановна (1931—2024) — артистка, город Москва[206]
2. Малышева, Галина Андреевна (1941—2015) — артистка Кировского областного драматического театра имени С. М. Кирова[206]
3. Мартынов, Равиль Энверович (1946—2004) — художественный руководитель, главный дирижёр Академического симфонического оркестра Ростовской областной государственной филармонии[206]
4. Саранцев, Юрий Дмитриевич (1928—2005) — артист Центральной киностудии детских и юношеских фильмов имени М. Горького, город Москва[206]
5. Филатова, Татьяна Валентиновна (р. 1949) — артистка Российской государственной цирковой компании, город Москва[206]

5 июня 2000 года, № 1050
1. Довейко, Владимир Владимирович (р. 1951) — артист Российской государственной цирковой компании, город Москва[207]
2. Ошеровский, Матвей Абрамович (1920—2009) — профессор Российской академии театрального искусства, город Москва[207]
3. Поплавский, Евгений Семёнович (р. 1947) — артист Курского государственного драматического театра имени А. С. Пушкина[207]
4. Шенгелая, Ариадна Всеволодовна (р. 1937) — артистка Центральной киностудии детских и юношеских фильмов имени М. Горького, город Москва[207]

4 июля 2000 года, № 1245
1. Миннуллина (Ихсанова), Назиба Гимаевна (1938—2021) — артистка Татарского государственного академического театра имени Галиасгара Камала[208]

26 июля 2000 года, № 1380
1. Бортко, Владимир Владимирович (р. 1946) — кинорежиссёр-постановщик Санкт-Петербургской киностудии «Ленфильм»[209]
2. Бортник, Иван Сергеевич (1939—2019) — артист Московского театра на Таганке[209]
3. Зейфман (Баскин), Григорий Ефимович (1942—2010) — главный режиссёр, артист Санкт-Петербургского концертного зала «ГИГАНТ-ХОЛЛ»[209]
4. Левинсон, Бернгард Леопольдович (1919—2002) — артист Московского театра «У Никитских ворот»[209]
5. Рузиматов, Фарух Садиллоевич (р. 1963) — солист балета Государственного академического Мариинского театра, город Санкт-Петербург[209]
6. Спивак, Соломон Яковлевич (р. 1950) — художественный руководитель Санкт-Петербургского государственного молодёжного театра на Фонтанке[209]
7. Сударчикова, Любовь Кузьминична (1947—2006) — артистка Большого Московского государственного цирка на проспекте Вернадского[209]
8. Сударчиков, Анатолий Александрович (р. 1944) — артист Большого Московского государственного цирка на проспекте Вернадского[209]

27 июля 2000 года, № 1392
1. полковник Лужецкий, Геннадий Анатольевич (р. 1948) — начальник художественный руководитель ансамбля песни и пляски Воздушно-десантных войск, город Москва[210]
2. Попова, Валентина Поликарповна (р. 1942) — артистка драматического театра имени Б. Лавренёва Черноморского флота Российской Федерации, город Севастополь[210]

5 августа 2000 года, № 1427
1. Дементьев, Алексей Степанович (1960—2000) — артист, работник Российской государственной цирковой компании[211]
2. Корнилова, Таисия Анатольевна (р. 1961) — артистка, работник Российской государственной цирковой компании[211]

25 сентября 2000 года, № 1694
1. Бражник, Евгений Владимирович (1945—2023) — главный дирижёр Екатеринбургского государственного академического театра оперы и балета[212]
2. Кочетков, Юрий Владимирович (р. 1940) — художественный руководитель Астраханского государственного театра юного зрителя[212]
3. Погребничко, Юрий Николаевич (р. 1939) — художественный руководитель Астраханского государственного театра юного зрителя[212]
4. Романова, Татьяна Флоровна (р. 1953) — солистка Корякского национального ансамбля танца «Мэнго» Корякского автономного округа[212]
5. Фёдоров, Владимир Матвеевич (1920—2007) — артист Новосибирского молодёжного театра «Глобус»[212]А. Г. Филиппенко

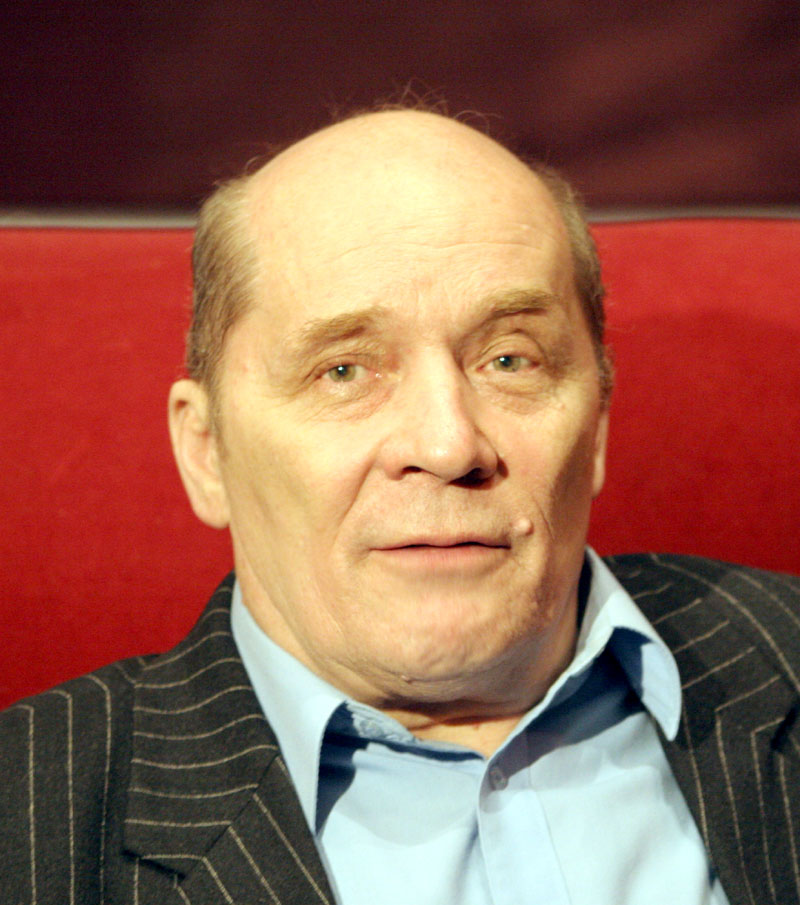
А. Г. Филиппенко

6. Филиппенко, Александр Георгиевич (р. 1944) — артист театра и кино, город Москва[212]

27 октября 2000 года, № 1809
1. Бабичева, Тансулпан Догиевна (р. 1953) — артистка Башкирского академического театра драмы имени Мажита Гафури[213]
2. Бальжинимаев, Вячеслав Дашинимаевич (р. 1948) — солист оперы Бурятского государственного академического театра оперы и балета[213]
3. Валитов, Загир Суфиянович (1940—2019) — артист Башкирского академического театра драмы имени Мажита Гафури[213]
4. Кириличев, Вячеслав Тимофеевич (1939—2022) — артист Свердловского государственного академического театра драмы[213]
5. Надеждина (Романенко), Жанна Анатольевна (р. 1946) — артистка Самарского академического театра драмы имени М. Горького[213]
6. Обухов, Георгий Тихонович (р. 1938) — артист Алтайского краевого театра драмы имени В. М. Шукшина[213]
7. Телиус, Людмила Анатольевна (р. 1959) — артистка балета Саратовского академического театра оперы и балета[213]
8. Тюменцев, Валерий Иванович (1941—2003) — солист оперы Пермского государственного академического театра оперы и балета имени П. И. Чайковского[213]
9. Шелкова, Галина Дмитриевна (1940—2021) — артистка Государственного русского драматического театра имени Н. А. Бестужева, Республика Бурятия[213]
10. Щукин, Анатолий Васильевич (1923—2003) — артист Хакасского национального театра Республики Хакасия[213]

6 ноября 2000 года, № 1846
1. Сурикова, Алла Ильинична (р. 1940) — режиссёр-постановщик киноконцерна «Мосфильм», город Москва[214]

11 ноября 2000 года, № 1875
1. Тухманов, Давид Фёдорович (р. 1940) — композитор, город Москва[215]

18 ноября 2000 года, № 1885
1. Бобрешова, Валентина Алексеевна (р. 1948) — артистка Омского государственного музыкального театра[216]
2. Догилева, Татьяна Анатольевна (р. 1957) — артистка театра и кино, город Москва[216]
3. Журавлёва, Алла Иосифовна (1937—2024) — артистка Мурманского областного драматического театра[216]
4. Кастельский, Валерий Владимирович (1941—2001) — профессор Московской государственной консерватории имени П. И. Чайковского[216]
5. Мурина, Екатерина Алексеевна (р. 1938) — профессор Санкт-Петербургской государственной консерватории имени Н. А. Римского-Корсакова[216]
6. Савельева, Анна Дмитриевна (р. 1949) — артистка Камчатского областного театра драмы и комедии[216]
7. Школьникова, Елена Петровна (р. 1952) — солистка Московской государственной академической филармонии[216]

### 2001 год (72 человека)
15 января 2001 года, № 36
1. Богин, Владимир Георгиевич (1946—2017) — артист Государственного академического Малого театра России, город Москва[217]
2. Васильев, Юрий Борисович (р. 1954) — артист Московского академического театра сатиры[217]
3. Захарова, Александра Марковна (р. 1962) — артистка Московского государственного театра «Ленком»[217]
4. Лонской, Валерий Яковлевич (1941—2021) — кинорежиссёр-постановщик киноконцерна «Мосфильм», город Москва[217]
5. Певцов, Дмитрий Анатольевич (р. 1963) — артист Московского государственного театра «Ленком»[217]
6. Суворова, Маргарита Николаевна (1938—2014) — солистка творческой мастерской эстрадных вокалистов и инструменталистов концертного объединения «Эстрада» при Московском государственном концертном объединении «Москонцерт»[217]

26 января 2001 года, № 81
1. Борисов, Лев Иванович (1933—2011) — артист, работник Московского театра-центра имени М. Н. Ермоловой[218]
2. Быстров, Борис Евгеньевич (1945—2024) — артист, работник Московского театра-центра имени М. Н. Ермоловой[218]
3. Назарова, Александра Ивановна (1940—2019) — артистка, работник Московского театра-центра имени М. Н. Ермоловой[218]

19 февраля 2001 года, № 204
1. Горячева, Елена Ивановна (р. 1949) — главный хормейстер, работник Государственного академического русского народного хора имени М. Е. Пятницкого[219]

22 марта 2001 года, № 325
1. Гаврилова, Мария Германовна (р. 1963) — солистка оперы, работник Государственного академического Большого театра России[220]
2. Зеленская, Елена Эмильевна (р. 1961) — солистка оперы, работник Государственного академического Большого театра России[220]
3. Уваров, Андрей Иванович (р. 1971) — солист балета, работник Государственного академического Большого театра России[220]
4. Филин, Сергей Юрьевич (р. 1970) — солист балета, работник Государственного академического Большого театра России[220]Н. М. Цискаридзе

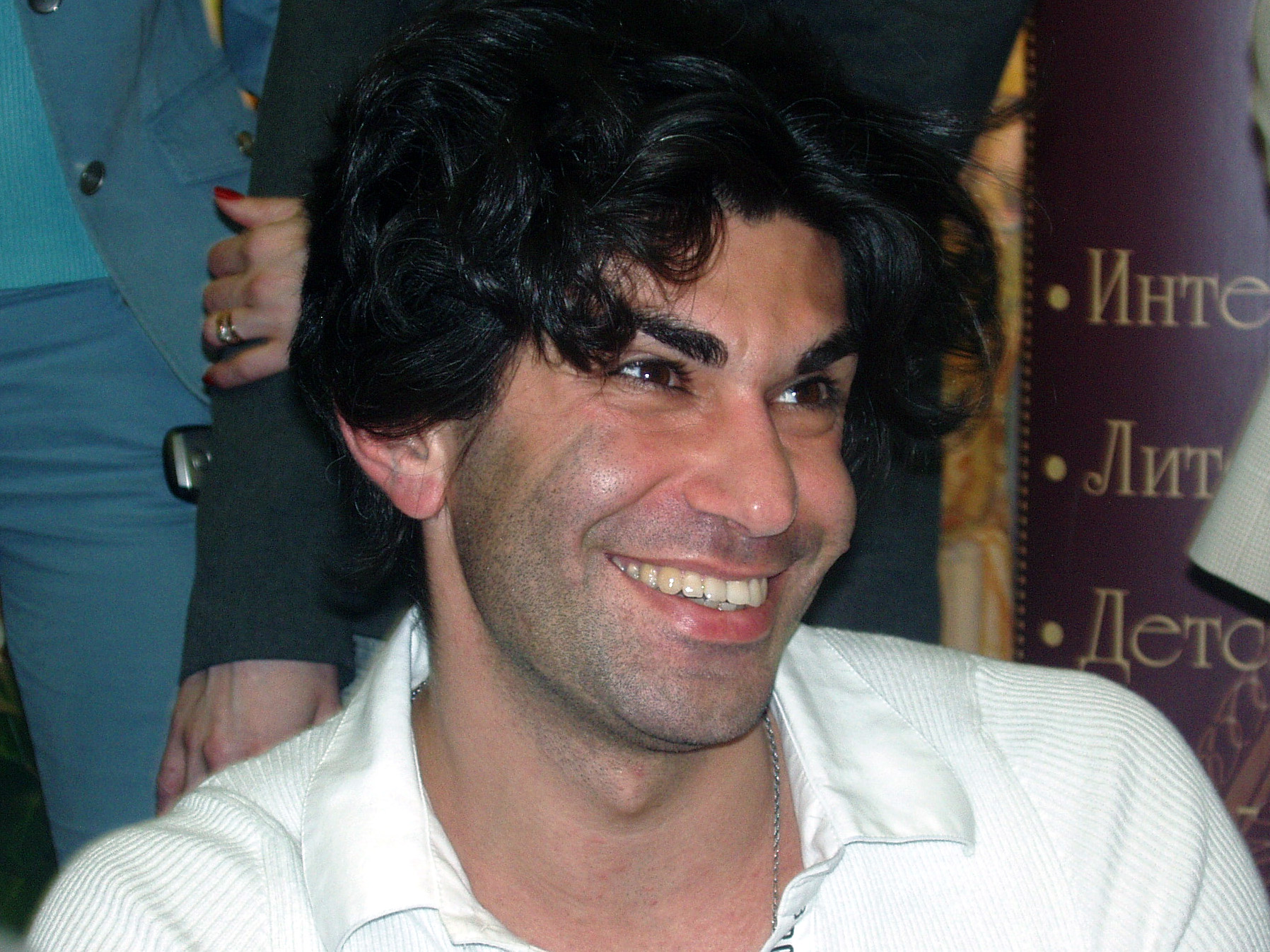
Н. М. Цискаридзе

5. Цискаридзе, Николай Максимович (р. 1973) — солист балета, работник Государственного академического Большого театра России[220]

26 апреля 2001 года, № 471
1. Олейников (Клявер), Илья Львович (1947—2012) — артист, режиссёр-постановщик акционерного общества «Студия Позитив TV», город Санкт-Петербург[221]
2. Стоянов, Юрий Николаевич (р. 1957) — артист, режиссёр-постановщик акционерного общества «Студия Позитив TV», город Санкт-Петербург[221]

7 мая 2001 года, № 521
1. Аскарян, Азиз Михайлович (р. 1954) — артист товарищества «Московский цирк Никулина на Цветном бульваре»[222]
2. Еремеев, Сергей Сергеевич (р. 1943) — артист Государственного академического Малого театра России, город Москва[222]
3. Королёва, Наталья Васильевна (1948—2023) — артистка Иркутского академического драматического театра имени Н. П. Охлопкова[222]
4. Олейник, Тамара Викторовна (р. 1943) — артистка Иркутского академического драматического театра имени Н. П. Охлопкова[222]

15 мая 2001 года, № 541
1. Глубокий, Пётр Сергеевич (р. 1947) — солист оперы Государственного академического Большого театра России, город Москва[223]А. Я. Розенбаум

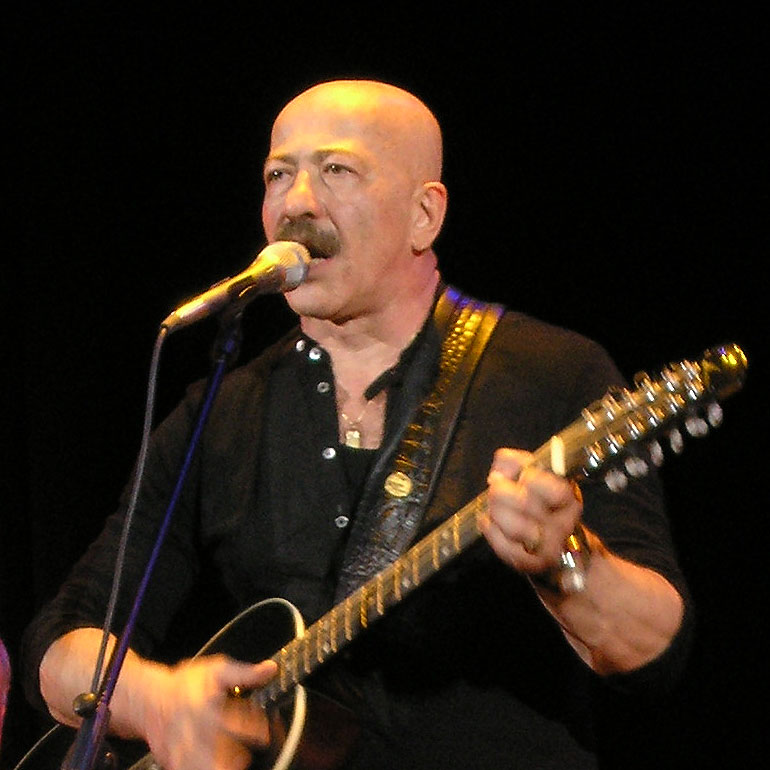
А. Я. Розенбаум

2. Розенбаум, Александр Яковлевич (р. 1951) — художественный руководитель общества «Великий город», город Санкт-Петербург[223]

31 мая 2001 года, № 615
1. Андреева, Ольга Давыдовна (1915—2007) — профессор-консультант Санкт-Петербургской государственной консерватории имени Н. А. Римского-Корсакова[224]
2. Вилькин, Александр Михайлович (р. 1943) — художественный руководитель Московского театрального центра «Вишнёвый сад»[224]

6 июня 2001 года, № 656
1. Асылмуратова, Алтынай Абдуахимовна (р. 1961) — солистка балета Государственного академического Мариинского театра, город Санкт-Петербург[225]
2. Полунин, Вячеслав Иванович (р. 1950) — артист, режиссёр-постановщик Российского государственного театрального агентства, город Москва[225]
3. Саркисян, Эмма Тиграновна (р. 1935) — солистка оперы Московского театра «Новая опера»[225]
4. Стеклов, Владимир Александрович (р. 1948) — артист Московского театра «Школа современной пьесы»[225]
5. Терюшнова, Ольга Александровна (р. 1948) — солистка оперы Государственного академического Большого театра России, город Москва[225]
6. Ясулович, Игорь Николаевич (1941—2023) — артист Московского театра юного зрителя[225]

28 июня 2001 года, № 779
1. Варенцов, Владимир Васильевич (1947—2011) — артист Томского областного театра драмы[226]
2. Журавлёва, Вера Александровна (1944—2020) — солистка Московского концертно-филармонического объединения Московского государственного концертного объединения «Москонцерт»[226]

19 июля 2001 года, № 892
1. Басаргина, Надежда Александровна (р. 1951) — артистка Свердловского академического театра музыкальной комедии[227]

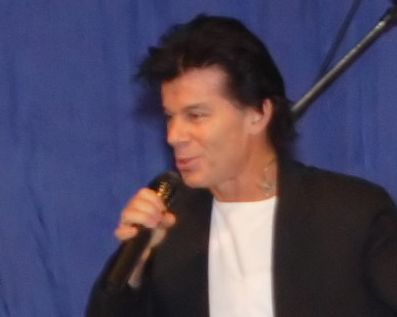
О. М. Газманов

# Газманов, Олег Михайлович (р. 1951) — артист, композитор, город Москва
1. Хорошевцев, Евгений Александрович (1944—2020) — художественный руководитель, заместитель председателя правления акционерного общества «Союз радиовещательных компаний», город Москва[227]
2. Штиль, Георгий Антонович (р. 1932) — артист Российского государственного академического Большого драматического театра имени Г. А. Товстоногова, город Санкт-Петербург[227]

6 сентября 2001 года, № 1106
1. Апанаева, Гюзель Махмудовна (р. 1948) — директор Школы-студии при Государственном академическом ансамбле народного танца под руководством Игоря Моисеева, город Москва[228]
2. Мовсесов (Мовсесян), Георгий Викторович (1945—2011) — композитор, город Москва[228]
3. Никитушкин, Виктор Александрович (р. 1944) — ассистент балетмейстера Государственного академического ансамбля народного танца под руководством Игоря Моисеева, город Москва[228]
4. Оглу, Мося Сулейманович (р. 1955) — артист Московского музыкально-драматического цыганского театра «Ромэн»[228]
5. Хмельницкий, Борис Алексеевич (1940—2008) — артист кино, город Москва[228]
6. Щербаков, Михаил Александрович (р. 1951) — главный дирижёр и художественный руководитель академического симфонического оркестра Самарской государственной филармонии[228]

24 сентября 2001 года, № 1145
1. Байковский, Ефим Ицкович (1928—2015) — артист Московского академического театра имени Вл. Маяковского[229]
2. Кузнецов, Алексей Алексеевич (р. 1941) — художественный руководитель ансамбля «Джаз-аккорд» салона музыкальных инструментов «Аккорд», город Москва[229]
3. Розум, Юрий Александрович (р. 1954) — солист Московской государственной академической филармонии[229]
4. Рудин, Александр Израилевич (р. 1960) — художественный руководитель и дирижёр академического камерного оркестра «Музыка вива» Московской государственной академической филармонии[229]
5. Устинова, Татьяна Аркадьевна (р. 1947) — артистка Новгородского академического театра драмы имени Ф. М. Достоевского[229]

11 октября 2001 года, № 1201
1. Брон, Захар Нухимович (р. 1947) — заведующий кафедрой Новосибирской государственной консерватории имени М. И. Глинки[230]
2. Догадова, Алла Викторовна — солистка Национального академического оркестра народных инструментов России имени Н. П. Осипова, город Москва[230]
3. Комаров, Владимир Константинович (р. 1940) — композитор, главный музыкальный редактор киноконцерна «Мосфильм»[230]
4. Левитин, Михаил Захарович (р. 1945) — художественный руководитель Московского театра «Эрмитаж»[230]
5. Рабовская, Вера Абрамовна (1944—2015) — артистка Ставропольского академического театра драмы имени М. Ю. Лермонтова[230]

1 ноября 2001 года, № 1267
1. Березин, Сергей Владимирович (1937—2019) — художественный руководитель экспериментально-творческой студии «Поли», Московская область[231]
2. Дружинина, Светлана Сергеевна (р. 1935) — кинорежиссёр-постановщик киноконцерна «Мосфильм»[231]
3. Зозулин, Виктор Викторович (1944—2022) — артист Государственного академического театра имени Евг. Вахтангова, город Москва[231]
4. Иванова, Елена Константиновна — солистка Московской государственной академической филармонии[231]
5. Каргатова, Светлана Викторовна (р. 1954) — солистка Саратовского академического театра оперы и балета[231]
6. Князев, Евгений Владимирович (р. 1955) — артист Государственного академического театра имени Евг. Вахтангова, город Москва[231]
7. Симонов, Владимир Александрович (р. 1957) — артист Государственного академического театра имени Евг. Вахтангова, город Москва[231]

21 ноября 2001 года, № 1338
1. Алисов, Вадим Валентинович (1941—2021) — кинооператор-постановщик киноконцерна «Мосфильм»[232]
2. Бугреев, Анатолий Владимирович (1932—2014) — артист Приморского академического краевого драматического театра имени М. Горького[232]
3. Горобцов, Михаил Анатольевич (р. 1956) — солист и концертмейстер группы альтовых домр Национального академического оркестра народных инструментов России имени Н. П. Осипова, город Москва[232]
4. Давыдова, Лидия Анатольевна (1932—2011) — художественный руководитель вокально-инструментального ансамбля «Мадригал» Московской государственной академической филармонии[232]
5. Тамерьян, Юлий Авдеевич (1934—2021) — главный режиссёр республиканского академического Русского театра имени Е. Вахтангова, Республика Северная Осетия — Алания[232]
6. Уваров, Владимир Иванович (р. 1950) — артист республиканского академического Русского театра имени Е. Вахтангова, Республика Северная Осетия — Алания[232]

23 декабря 2001 года, № 1473
1. Бобров, Павел Анатольевич (р. 1952) — артист Московского музыкально-драматического цыганского театра «Ромэн»[233]
2. Буров, Николай Витальевич (р. 1953) — артист Российского государственного академического театра драмы имени А. С. Пушкина, город Санкт-Петербург[233]
3. Громов, Юрий Иосифович (1933—2010) — заведующий кафедрой хореографического искусства Санкт-Петербургского гуманитарного университета профсоюзов[233]
4. Звонов, Валерий Васильевич (1931—2004) — концертмейстер, солист Государственного академического симфонического оркестра Российской Федерации, город Москва[233]
5. Красницкий, Евгений Иосифович (1926—2006) — артист Московского драматического театра имени Н. В. Гоголя[233]
6. Лукин, Сергей Фёдорович (р. 1957) — солист, концертмейстер Национального академического оркестра народных инструментов России имени Н. П. Осипова, город Москва[233]

### 2002 год (70 человек)
14 января 2002 года, № 34
1. Яковлева, Елена Алексеевна (р. 1961) — артистка Московского театра «Современник»[234]

14 января 2002 года, № 35
1. Балмусов, Юльен Сергеевич (1940—2020) — артист Российского государственного академического молодёжного театра, город Москва[235]
2. Гринденко, Татьяна Тихоновна (р. 1946) — художественный руководитель ансамбля «Академия старинной музыки», солистка Московской государственной академической филармонии[235]
3. Калмыков, Владимир Алексеевич (1927—2008) — артист Российского государственного академического молодёжного театра, город Москва[235]
4. Каширин, Николай Иванович (1941—2006) — артист Российского государственного академического молодёжного театра, город Москва[235]
5. Орлов, Герман Тимофеевич (1921—2013) — артист Государственного концертно-филармонического учреждения «Петербург-концерт», город Санкт-Петербург[235]
6. Родин, Владимир Васильевич (р. 1940) — солист Московского государственного академического театра оперетты[235]
7. Смирнов, Леонид Константинович (1940—2025) — главный дирижёр Государственного академического хореографического ансамбля «Берёзка», город Москва[235]А. Е. Учитель

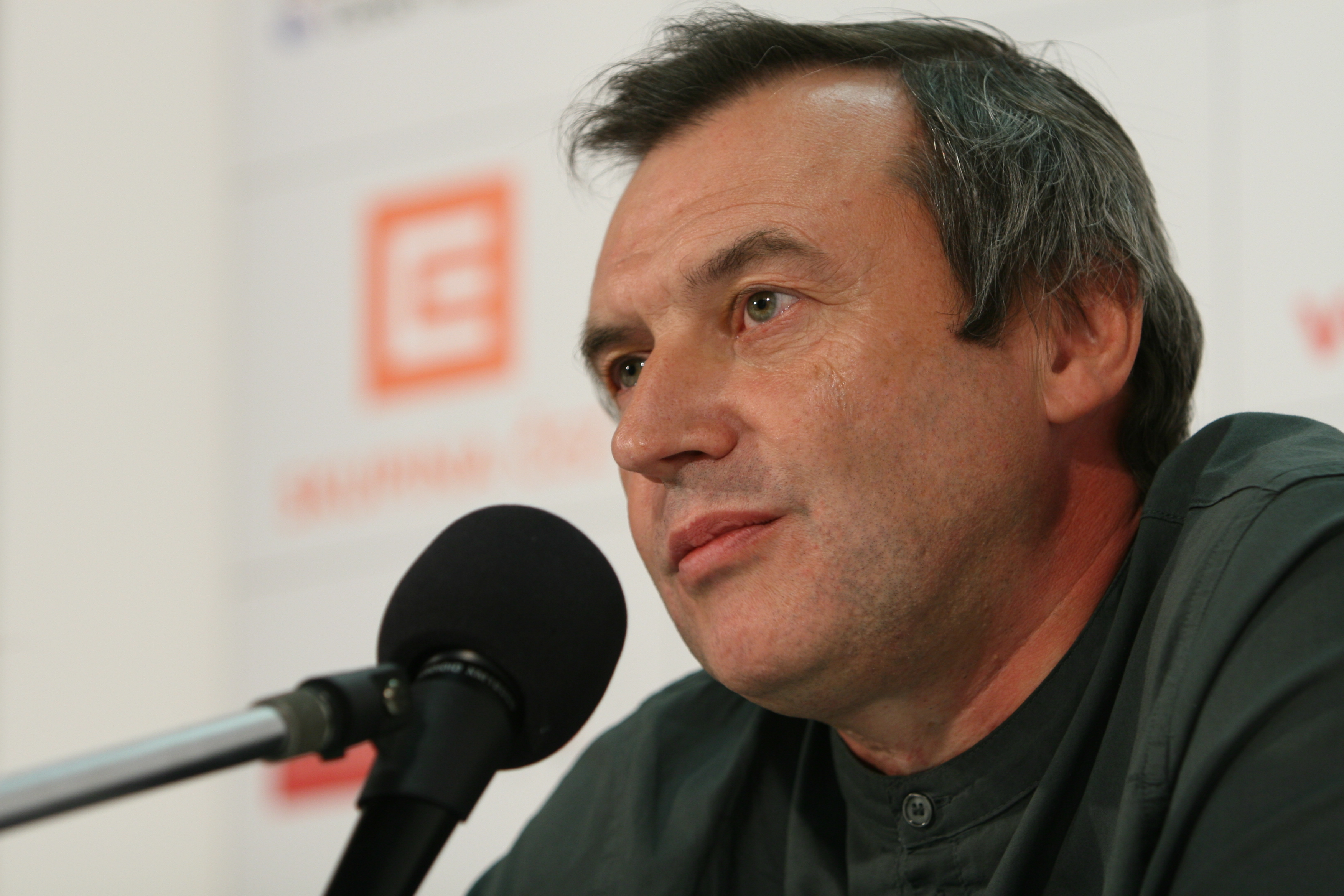
А. Е. Учитель

8. Учитель, Алексей Ефимович (р. 1951) — кинорежиссёр-постановщик, город Санкт-Петербург[235]
9. Хотченков, Александр Яковлевич (р. 1946) — артист Российского государственного академического молодёжного театра, город Москва[235]
10. Шамбер, Алексей Алексеевич (1947—2018) — солист Свердловского академического театра музыкальной комедии[235]

31 января 2002 года, № 116
1. Гладков, Геннадий Игоревич (1935—2023) — композитор, город Москва[236]Алла Иошпе

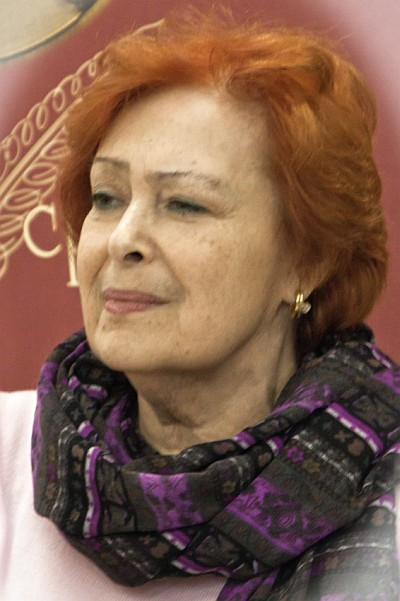
Алла Иошпе

2. Иошпе, Алла Яковлевна (1937—2021) — солистка концертного объединения «Эстрада» государственного учреждения "Московское государственное объединение «Москонцерт»[236]Стахан Рахимов

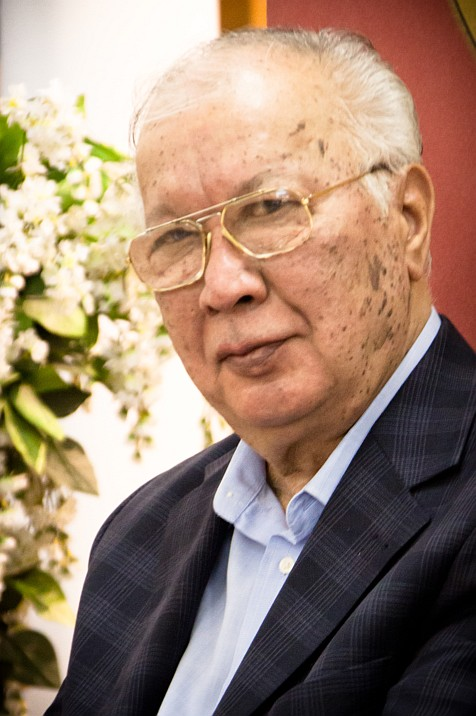
Стахан Рахимов

3. Рахимов, Стахан Мамаджанович (1937—2021) — солист, директор, художественный руководитель концертного объединения «Эстрада» государственного учреждения "Московское государственное объединение «Москонцерт»[236]
4. Смирнов, Юрий Павлович (р. 1945) — художественный руководитель, главный дирижёр оркестра баянистов имени П. Смирнова Дворца культуры молодёжи города Санкт-Петербурга[236]
5. Черниевский, Вячеслав Казимирович (р. 1948) — артист Российской государственной цирковой компании, город Москва[236]

13 марта 2002 года, № 278
1. Горенштейн, Марк Борисович (р. 1946) — главный дирижёр и художественный руководитель Российского государственного симфонического оркестра, город Москва[237]
2. Скавронский, Алексей Григорьевич (1931—2008) — профессор Российской академии музыки имени Гнесиных, город Москва[237]
3. Федотов, Максим Викторович (р. 1961) — солист Московской государственной академической филармонии[237]
4. Хлевинский, Валерий Михайлович (1943—2021) — артист театра и кино, город Москва[237]

3 апреля 2002 года, № 316
1. Алиханов, Тигран Абрамович (1943—2023) — солист Московской государственной академической филармонии, профессор Московской государственной консерватории имени П. И. Чайковского[238]
2. Пащенко, Александр Кириллович (р. 1945) — режиссёр Оренбургского государственного областного театра музыкальной комедии[238]
3. Понькин, Владимир Александрович (р. 1951) — художественный руководитель и главный дирижёр Государственного симфонического оркестра Московской государственной академической филармонии[238]
4. Снегирёв, Валентин Михайлович (1932—2018) — концертмейстер Государственного академического симфонического оркестра России, город Москва[238]
5. Фалик, Юрий Александрович (1936—2009) — профессор Санкт-Петербургской государственной консерватории имени Н. А. Римского-Корсакова[238]
6. Шаболтай, Пётр Михайлович (р. 1951) — генеральный директор Государственного Кремлёвского Дворца, президент Международного союза деятелей эстрадного искусства, город Москва[238]

15 апреля 2002 года, № 390
1. Абрамова, Лидия Павловна (р. 1950) — доцент Московского государственного института музыки имени А. Шнитке[239]
2. Евсюков, Алексей Павлович (1949—2021) — артист открытого акционерного общества «Московит — Холдинг», город Москва[239]
3. Лиепа, Илзе Марисовна (р. 1963) — артистка Московского драматического театра «Модернъ»[239]
4. Осинская, Марина Львовна (р. 1956) — артистка закрытого акционерного общества «Московский цирк Никулина на Цветном бульваре»[239]
5. Прохоров, Валерий Викторович (1941—2008) — артист государственного учреждения культуры «Московский театр ОКОЛО дома Станиславского»[239]
6. Сенчина, Людмила Петровна (1950—2018) — солистка Государственного концертно-филармонического учреждения «Петербург-концерт»[239]

27 апреля 2002 года, № 421
1. Александров, Борис Владимирович (1949—2010) — артист Ульяновского областного драматического театра[240]
2. Винник, Павел Борисович (1925—2011) — артист кино, город Москва[240]
3. Кох, Татьяна Леонидовна (1954—2023) — артистка Большого Московского государственного цирка на проспекте Вернадского[240]
4. Кукес, Юрий Матвеевич (1951—2020) — артист Большого Московского государственного цирка на проспекте Вернадского[240]
5. Лошак, Анатолий Александрович (р. 1950) — солист оперы Московского академического музыкального театра имени К. С. Станиславского и Вл. И. Немировича-Данченко[240]
6. Малиновская, Любовь Ивановна (1921—2009) — артистка Санкт-Петербургской киностудии «Ленфильм»[240]

1 июля 2002 года, № 678
1. Кокшенов, Михаил Михайлович (1936—2020) — артист кино, город Москва[241]
2. Лещенко, Андрей Фёдорович (1945—2023) — артист Оренбургского государственного областного драматического театра имени М. Горького[241]
3. Славутская (Романова), Светлана Геннадьевна (р. 1952) — артистка Казанского академического русского Большого драматического театра имени В. И. Качалова Республики Татарстан[241]
4. Якубович, Леонид Аркадьевич (р. 1945) — ведущий и художественный руководитель программы «Поле чудес» закрытого акционерного общества «Телекомпания ВИД», город Москва[241]

29 июля 2002 года, № 813

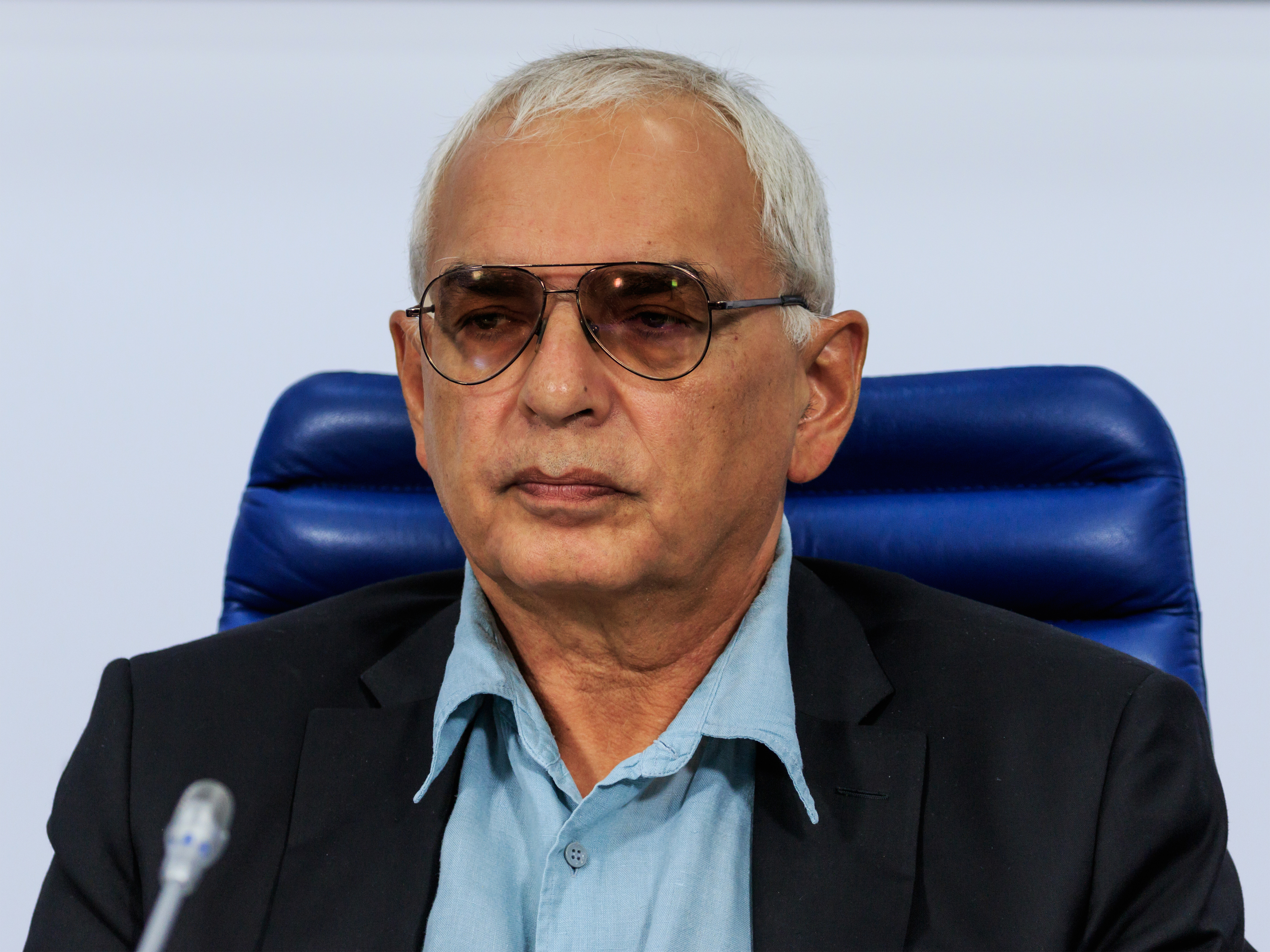
К. Г. Шахназаров

1. Шахназаров, Карен Георгиевич (р. 1952) — кинорежиссёр-постановщик, генеральный директор федерального государственного унитарного предприятия киноконцерна «Мосфильм», город Москва[242]

16 сентября 2002 года, № 990
1. Кравченко, Татьяна Эдуардовна (р. 1953) — артистка, работник Московского государственного театра «Ленком»[243]

30 сентября 2002 года, № 1098
1. Николаева, Людмила Ивановна (р. 1960) — солистка Московского концертного объединения «Эстрада» государственного учреждения "Московское государственное концертное объединение «Москонцерт»[244]

4 октября 2002 года, № 1126
1. Белякович, Валерий Романович (1950—2016) — художественный руководитель, главный режиссёр Московского театра на Юго-Западе[245]
2. Ремнёв, Леонид Яковлевич (1946—2024) — артист Нижегородского театра юного зрителя[245]
3. Чередниченко, Зинаида Владимировна (р. 1947) — артистка Липецкого государственного академического театра драмы имени Л. Н. Толстого[245]

10 октября 2002 года, № 1149
1. Егорова, Наталья Сергеевна (р. 1950) — артистка Московского Художественного академического театра имени А. П. Чехова[246]
2. Расторгуев, Николай Вячеславович (р. 1963) — бессменный лидер и солист группы «Любэ» общества с ограниченной ответственностью «Продюсерский центр Игоря Матвиенко», город Москва[246]
3. Тиц, Виктор Зигфридович (1938—2006) — художественный руководитель и главный дирижёр Дальневосточного симфонического оркестра, Хабаровский край[246]

28 октября 2002 года, № 1269
1. Бородина, Ольга Владимировна (р. 1963) — солистка Государственного академического Мариинского театра, город Санкт-Петербург[247]
2. Жуков, Анатолий Галактионович (1921—2007) — профессор Новосибирской государственной консерватории (академии) имени М. И. Глинки[247]
3. Клейменов, Александр Михайлович (1952—2010) — артист Ростовского государственного музыкального театра, Ростовская область[247]Б. В. Клюев

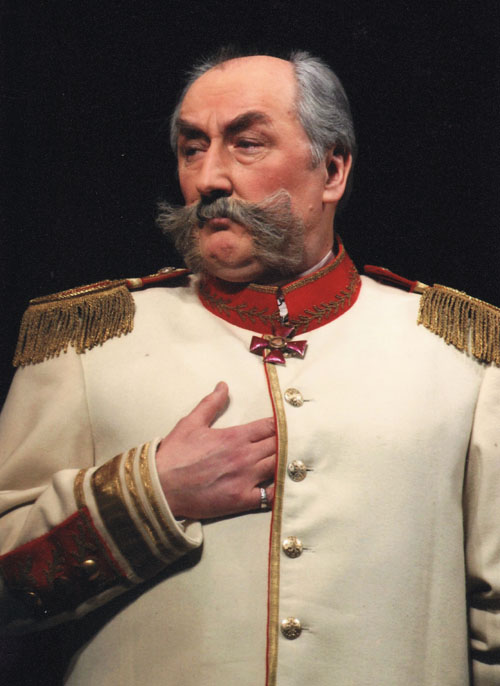
Б. В. Клюев

4. Клюев, Борис Владимирович (1944—2020) — артист Государственного академического Малого театра России, город Москва[247]
5. Краснопольская, Татьяна Сергеевна (1949—2010) — артистка Воронежского академического театра драмы имени А. В. Кольцова[247]
6. Мартынов, Алексей Павлович (р. 1947) — солист Московской государственной академической филармонии[247]
7. Микшиев, Пётр Григорьевич (1935—2021) — артист Государственного национального театра Республики Карелия[247]

27 ноября 2002 года, № 1362
1. Зыков, Александр Маркович (р. 1945) — художественный руководитель Норильского Заполярного театра драмы имени Вл. Маяковского, Красноярский край[248]
2. Каменный, Геннадий Аркадьевич (р. 1948) — солист Брянской областной филармонии[248]
3. Кильдиярова, Флюра Ахметшеевна (р. 1952) — солистка Башкирской государственной филармонии[248]
4. Кит, Михаил Иванович (р. 1943) — солист оперы Государственного академического Мариинского театра, город Санкт-Петербург[248]
5. Кутасова, Наталья Ивановна (р. 1955) — артистка Театра сатиры на Васильевском, город Санкт-Петербург[248]
6. Петров, Иван Петрович (1926—2012) — главный режиссёр Государственного молодёжного театра «Творческая мастерская», Республика Карелия[248]

19 декабря 2002 года, № 1429
1. Андрианова, Ирина Васильевна (р. 1949) — артистка Тверского областного академического театра драмы[249]
2. Антипов, Феликс Николаевич (1942—2016) — артист Московского театра на Таганке[249]
3. Беззубенков, Геннадий Иванович (р. 1949) — солист оперы Государственного академического Мариинского театра, город Санкт-Петербург[249]
4. Бирюков, Владлен Егорович (1942—2005) — артист Новосибирского государственного академического драматического театра «Красный факел»[249]
5. Решетников, Василий Васильевич (1950—2024) — артист Норильского Заполярного театра драмы имени Вл. Маяковского, Красноярский край[249]
6. Ткач, Татьяна Дмитриевна (р. 1944) — артистка Государственного драматического театра на Литейном, город Санкт-Петербург[249]

### 2003 год (72 человека)
10 января 2003 года, № 23
1. Коледова, Марина Викторовна (р. 1952) — артистка, работник Московского государственного академического театра оперетты[250]

27 января 2003 года, № 75
1. Вантух, Мирослав Михайлович (р. 1939) — генеральный директор — художественный руководитель Национального заслуженного академического ансамбля танца Украины имени П. Вирского, деятель культуры и искусства Украины[251]
2. Назарова, Татьяна Евгеньевна (р. 1960) — артистка Национального академического театра русской драмы имени Леси Украинки, деятель культуры и искусства Украины[251]

24 января 2003 года, № 77
1. Мунтян, Михаил Владимирович (1935—2024) — солист камерного ансамбля «Солисты Москвы» под управлением Ю. Башмета общества с ограниченной ответственностью «Музыкант», город Москва[252]

30 января 2003 года, № 89
1. Врагова-Гюрджян, Светлана Александровна (р. 1953) — художественный руководитель Московского драматического театра «Модернъ»[253]
2. Гребень, Юрий Григорьевич (1941—2014) — артист муниципального театра драмы и комедии «Галёрка», город Омск[253]
3. Девятов, Владимир Сергеевич (р. 1955) — солист, директор — художественный руководитель концертно-творческого коллектива «Русские напевы» государственного учреждения "Московское государственное концертное объединение «Москонцерт»[253]
4. Канюка, Анатолий Романович (р. 1940) — солист Чувашского государственного театра оперы и балета[253]
5. Литвиненко, Анна Павловна (р. 1952) — солистка концертного объединения «Эстрада» государственного учреждения "Московское государственное концертное объединение «Москонцерт»[253]
6. Пахоменко, Михаил Арсентьевич (р. 1938) — артист Калужского государственного драматического театра[253]
7. Путилин, Николай Георгиевич (р. 1954) — солист Государственного академического Мариинского театра, город Санкт-Петербург[253]
8. Рычкова, Вера Дмитриевна (р. 1950) — артистка Тверского областного академического театра драмы[253]
9. Фролова, Татьяна Александровна (р. 1965) — солистка балета Воронежского государственного театра оперы и балета[253]

22 февраля 2003 года, № 236
1. Клоков, Александр Павлович (р. 1952) — художественный руководитель Кировского государственного театра юного зрителя «Театр на Спасской»[254]
2. Пурбуев, Цыдендамба Пурбуевич (1932—2013) — артист Государственного Бурятского академического театра драмы имени Хоца Намсараева[254]
3. Резник, Илья Рахмиэлевич (р. 1938) — художественный руководитель концертных программ, руководитель секции эстрадной песни общероссийской общественной организации «Союз литераторов Российской Федерации», город Москва[254]
4. Соловьёв, Александр Яковлевич (р. 1941) — артист Саратовского академического театра юного зрителя имени Ю. П. Киселёва[254]

17 марта 2003 года, № 336
1. Запашный, Мстислав Мстиславович (р. 1967) — артист Российской государственной цирковой компании, город Москва[255]
2. Марзоева, Лариса Владимировна (р. 1949) — солистка оперы Красноярского государственного театра оперы и балета[255]
3. Невский, Юрий Анатольевич (р. 1943) — кинооператор-постановщик киноконцерна «Мосфильм», город Москва[255]

19 мая 2003 года, № 537
1. Аннамамедов, Мурад Атаевич (р. 1955) — художественный руководитель и главный дирижёр Ярославского академического губернаторского симфонического оркестра Ярославской областной филармонии[256]
2. Батейко, Валерий Львович (1937—2009) — солист Московского государственного академического театра оперетты[256]
3. Дурова, Тереза Ганнибаловна (р. 1953) — художественный руководитель Московского театра клоунады под руководством Терезы Дуровой[256]
4. Дядькова, Лариса Ивановна (р. 1952) — солистка оперы Государственного академического Мариинского театра, город Санкт-Петербург[256]
5. Кашинцев, Игорь Константинович (1932—2015) — артист Московского академического театра имени Вл. Маяковского[256]
6. Мартынюк, Георгий Яковлевич (1940—2014) — артист Московского драматического театра на Малой Бронной[256]
7. Овсянников, Василий Петрович (р. 1960) — солист некоммерческой организации музыкального фонда «Слава/Глория», город Москва[256]
8. Пятигорская, Лариса Семёновна — солистка ансамбля солистов «Мадригал» Московской государственной академической филармонии[256]
9. Ренард-Кио, Игорь Эмильевич (1944—2006) — артист, художественный руководитель, генеральный директор закрытого акционерного общества «Династия — это шоу-иллюзион Игоря Кио», город Москва[256]

5 июня 2003 года, № 621
1. Маринина, Ксения Борисовна (1922—2014) — режиссёр, художественный руководитель программы «Кинопанорама» общества с ограниченной ответственностью телекомпании «АГА», город Москва[257]
2. Меньшиков, Олег Евгеньевич (р. 1960) — артист кино, город Москва[257]

11 июня 2003 года, № 669
1. Звеняцкий, Ефим Самуилович (р. 1947) — художественный руководитель Приморского академического краевого драматического театра имени М. Горького[258]
2. Козлов, Алексей Семёнович (р. 1935) — композитор, город Москва[258]
3. Надеждина, Татьяна Дмитриевна (1931—2019) — артистка Российского государственного академического молодёжного театра, город Москва[258]
4. Нам, Людмила Валентиновна (1947—2007) — солистка Московской государственной академической филармонии[258]
5. Орловецкий, Емельян Алексеевич (1937—2013) — солист Московского государственного академического театра оперетты[258]
6. Сергеев, Валерий Валентинович (1952—2007) — артист, директор Российского государственного академического театра драмы имени Фёдора Волкова, Ярославская область[258]
7. Шейман, Валерий Сергеевич (р. 1950) — артист Ульяновского областного драматического театра[258]

1 сентября 2003 года, № 1018
1. Галичанин, Альберт Евгеньевич (р. 1965) — артист балета Санкт-Петербургского государственного академического театра балета под руководством Б. Эйфмана[259]
2. Гинкас, Кама Миронович (р. 1941) — художественный руководитель режиссёрского отделения Школы-студии (вуза) имени Вл. И. Немировича-Данченко при Московском Художественном академическом театре имени А. П. Чехова[259]
3. Гурьянов, Виктор Алексеевич (1957—2019) — артист Большого Московского государственного цирка на проспекте Вернадского[259]
4. Иванова, Людмила Георгиевна (р. 1957) — солистка Московской государственной академической филармонии[259]
5. Минков, Марк Анатольевич (1944—2012) — композитор, город Москва[259]
6. Мотыль, Владимир Яковлевич (1927—2010) — кинорежиссёр, город Москва[259]
7. Нечаев, Леонид Алексеевич (1939—2010) — режиссёр-постановщик киностудии «Глобус», город Москва[259]
8. Смирнов, Андрей Сергеевич (р. 1941) — кинорежиссёр-постановщик, артист кино, город Москва[259]

15 сентября 2003 года, № 1071
1. Дик, Виктор Егорович (р. 1967) — артист балета Московского академического музыкального театра имени К. С. Станиславского и Вл. И. Немировича-Данченко[260]
2. Мансуров, Булат Богаутдинович (1937—2011) — кинорежиссёр-постановщик киноконцерна «Мосфильм», город Москва[260]
3. Степутенко, Алексей Алексеевич (1932—2008) — артист Московского государственного академического театра оперетты[260]
4. Танич, Михаил Исаевич (1923—2008) — художественный руководитель группы «Лесоповал», город Москва[260]
5. Токуренова, Нина Гармаевна (1946—2025) — артистка Государственного Бурятского академического театра драмы имени Хоца Намсараева[260]

2 октября 2003 года, № 1173
1. Коробко, Вячеслав Алексеевич (1939—2014) — художественный руководитель и главный дирижёр, работник Академического ансамбля песни и пляски Российской Армии имени А. В. Александрова[261]
2. Куликов, Лев Васильевич (1940—2017) — главный балетмейстер, работник Академического ансамбля песни и пляски Российской Армии имени А. В. Александрова[261]

15 октября 2003 года, № 1223
1. Гостищев, Владислав Дмитриевич (1940—2024) — артист Костромского государственного драматического театра имени А. Н. Островского[262]
2. Мосин, Эдуард Сергеевич (1939—2009) — артист Хабаровского краевого театра драмы[262]

24 октября 2003 года, № 1232
1. Высоковский, Зиновий Моисеевич (1932—2009) — артист театра и кино, город Москва[263]
2. Зацепин, Александр Сергеевич (р. 1926) — композитор, город Москва[263]
3. Ледовская, Наталья Викторовна (р. 1968) — артистка балета Московского академического музыкального театра имени К. С. Станиславского и Вл. И. Немировича-Данченко[263]
4. Нестеров, Владимир Иванович (р. 1947) — артист Екатеринбургского муниципального театра юного зрителя Свердловской области[263]

22 ноября 2003 года, № 1379
1. Багдасарян, Рафаэль Оганесович (1937—2016) — профессор Московской государственной консерватории имени П. И. Чайковского[264]
2. Белявский, Александр Борисович (1932—2012) — артист кино, город Москва[264]
3. Васильев, Игорь Алексеевич (1938—2007) — артист Московского Художественного академического театра имени А. П. Чехова[264]
4. Раков, Виктор Викторович (р. 1962) — артист Московского государственного театра «Ленком»[264]
5. Смирнов, Евгений Владимирович (1947—2016) — артист Омского академического театра драмы[264]
6. Штокбант, Исаак Романович (1925—2020) — художественный руководитель Санкт-Петербургского государственного музыкально-драматического театра «Буфф»[264]

29 ноября 2003 года, № 1416
1. Винокур, Анатолий Яковлевич (р. 1945) — художественный руководитель и главный дирижёр Государственного русского народного оркестра «Виртуозы Кубани» Краснодарской краевой филармонии[265]
2. Дегтярь, Валерий Александрович (р. 1955) — артист Российского государственного академического Большого драматического театра имени Г. А. Товстоногова, город Санкт-Петербург[265]
3. Леонова, Марина Константиновна (р. 1949) — ректор Московской государственной академии хореографии[265]
4. Любимов, Алексей Борисович (р. 1944) — солист Московской государственной академической филармонии[265]
5. Рецептер, Владимир Эмануилович (р. 1935) — художественный руководитель государственного учреждения культуры «Государственный Пушкинский театральный центр в Санкт-Петербурге»[265]
6. Семёнова, Тамара Ивановна (1946—2025) — артистка Воронежского академического театра драмы имени Алексея Кольцова[265]

29 декабря 2003 года, № 1534
1. Бражник, Валентина Сергеевна (р. 1950) — артистка Липецкого муниципального театра[266]

### 2004 год (74 человека)
15 января 2004 года, № 36
1. Митницкий, Эдуард Маркович (1947—2018) — художественный руководитель Киевского государственного театра драмы и комедии, гражданин Украины[267]

15 января 2004 года, № 37
1. Анофриев, Олег Андреевич (1930—2018) — артист театра и кино, город Москва[268]
2. Ахметшин, Айрат Акрамович (р. 1949) — артист Башкирского государственного театра кукол[268]
3. Игнатьева, Зинаида Алексеевна (1938—2022) — профессор Московской государственной консерватории имени П. И. Чайковского[268]
4. Линховоин, Дарима Лхасарановна (р. 1951) — концертмейстер Бурятского государственного академического театра оперы и балета[268]
5. Назаров, Владимир Васильевич (р. 1952) — художественный руководитель Государственного музыкального театра национального искусства под руководством Владимира Назарова, город Москва[268]
6. Новожилов, Сергей Анатольевич (р. 1937) — артист Государственного концертно-филармонического учреждения «Петербург-концерт» города Санкт-Петербурга[268]
7. Стрежнев, Кирилл Савельевич (1954—2022) — главный режиссёр Свердловского государственного академического театра музыкальной комедии[268]

2 февраля 2004 года, № 131
1. Гантварг, Михаил Ханонович (р. 1947) — солист Государственного концертно-филармонического учреждения «Петербург-концерт»[269]
2. Крапивин, Михаил Вольевич (р. 1949) — балетмейстер-репетитор государственного учреждения культуры «Московский академический музыкальный театр имени народных артистов К. С. Станиславского и Вл. И. Немировича-Данченко»[269]
3. Музакаев, Дикалу Абузедович (р. 1960) — художественный руководитель Государственного ансамбля танца «Вайнах» Чеченской Республики[269]
4. Нехай, Аслан Касимович (р. 1943) — художественный руководитель Государственного ансамбля народной песни Адыгеи «Исламей»[269]
5. Потанин, Валерий Викторович (1954—2019) — артист Государственного Воронежского академического театра драмы имени Алексея Кольцова[269]
6. Сокуров, Александр Николаевич (р. 1951) — кинорежиссёр-постановщик Санкт-Петербургского государственного унитарного предприятия "Киностудия «Ленфильм»[269]
7. Уфимцев, Иван Васильевич (1928—2010) — кинорежиссёр, город Москва[269]
8. Яковлев, Владимир Александрович (р. 1954) — солист Иркутского областного музыкального театра имени Н. М. Загурского[269]
9. Яновская, Генриэта Наумовна (р. 1940) — главный режиссёр государственного учреждения культуры «Московский театр юного зрителя»[269]

7 февраля 2004 года, № 156
1. Гиршенко, Сергей Георгиевич (р. 1953) — солист-концертмейстер Государственного академического симфонического оркестра России, город Москва[270]А. В. Клюквин

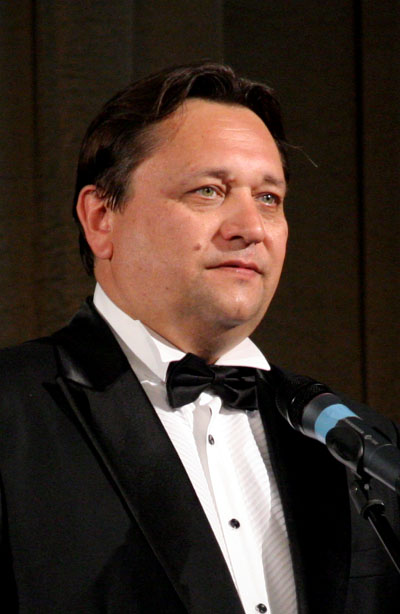
А. В. Клюквин

2. Клюквин, Александр Владимирович (р. 1956) — артист Государственного академического Малого театра России, город Москва[270]
3. Морозов, Александр Сергеевич (р. 1948) — композитор, город Москва[270]М. Г. Розовский

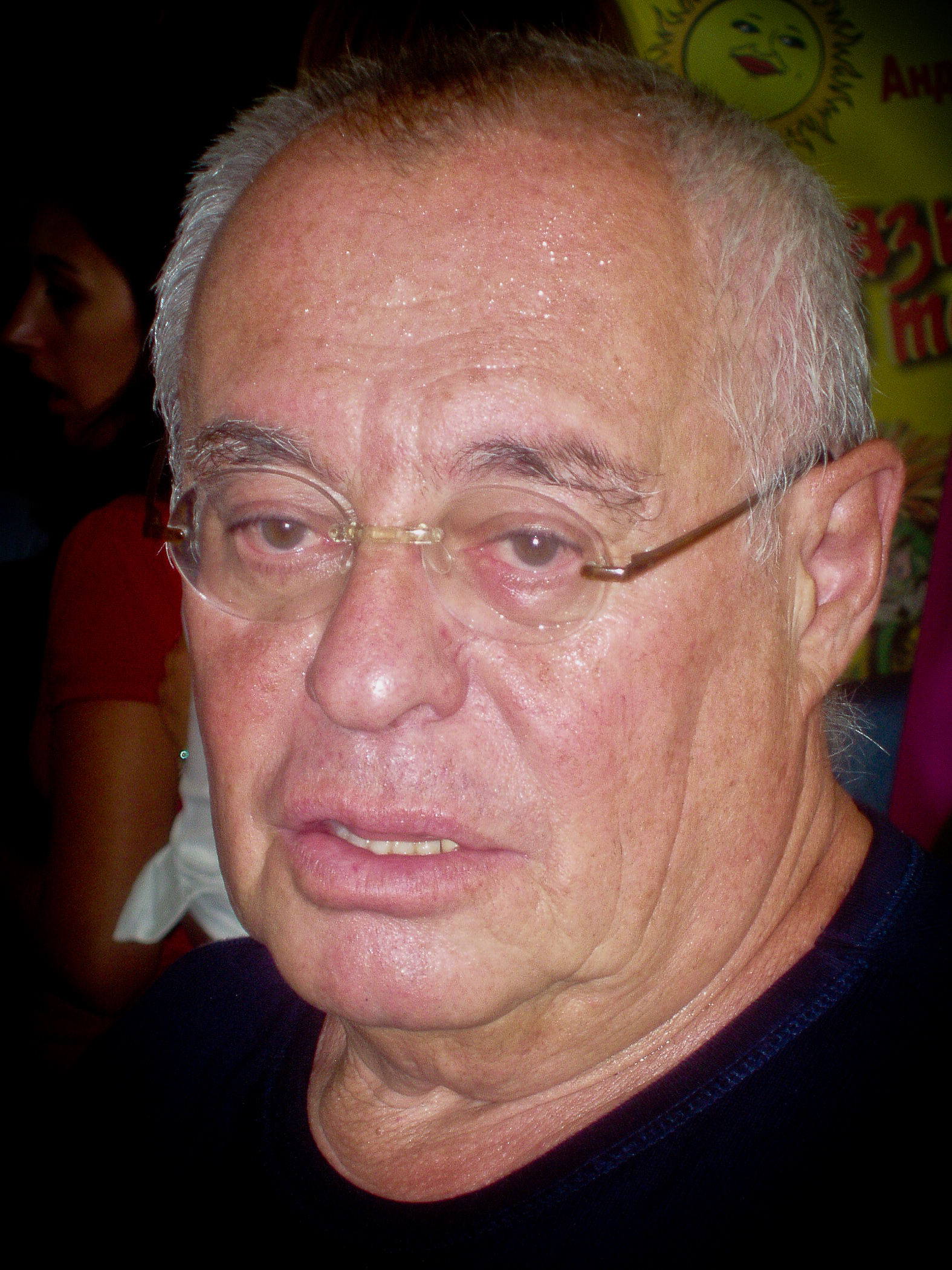
М. Г. Розовский

4. Розовский, Марк Григорьевич (р. 1937) — художественный руководитель государственного учреждения культуры "Московский театр «У Никитских ворот»[270]

4 марта 2004 года, № 298
1. Агапова, Тамара Степановна (1939—2018) — артистка Красноярского государственного театра музыкальной комедии[271]
2. Алёхина, Галина Александровна (р. 1946) — артистка Новосибирского государственного академического драматического театра «Красный факел»[271]

10 марта 2004 года, № 339
1. Василиади, Моисей Филиппович (р. 1950) — артист государственного учреждения «Омский академический театр драмы»[272]
2. Лаптева, Анна Григорьевна (р. 1943) — артистка Амурского государственного театра драмы[272]
3. Смоляков, Андрей Игоревич (р. 1958) — артист Московского театра под руководством О. Табакова[272]
4. Стецюр-Мова, Игорь Георгиевич (р. 1965) — артист балета Саратовского академического театра оперы и балета[272]
5. Титкова, Ольга Васильевна (1941—2025) — солистка Новосибирского театра музыкальной комедии[272]
6. Хомяков, Михаил Михайлович (р. 1959) — артист Московского театра под руководством О. Табакова[272]

19 марта 2004 года, № 340
1. Васильева, Любовь Григорьевна (1938—2010) — артистка Амурского государственного театра драмы[273]
2. Капитонов, Георгий Владимирович (1946—2024) — артист — первый концертмейстер федерального государственного учреждения культуры «Государственный академический симфонический оркестр России», город Москва[273]
3. Карпов, Сергей Викторович (р. 1955) — артист Воронежского академического театра драмы имени А. В. Кольцова[273]
4. Макаров, Анатолий Николаевич (1941—2016) — артист Орловского государственного академического театра имени И. С. Тургенева[273]
5. Миронов, Евгений Витальевич (р. 1966) — артист Московского театра под руководством О. Табакова[273]

7 апреля 2004 года, № 503
1. Дьяченко, Валерий Анатольевич (р. 1958) — артист Санкт-Петербургского государственного театра юных зрителей имени А. А. Брянцева[274]
2. Романов, Борис Леонидович (р. 1942) — артист Московского театра «Эрмитаж»[274]
3. Романько, Виктор Алексеевич (р. 1953) — профессор Уральской государственной консерватории имени М. П. Мусоргского, Свердловская область[274]
4. Ульянов, Александр Андреевич (1936—2012) — артист Сахалинского международного театрального центра имени А. П. Чехова[274]

20 мая 2004 года, № 654
1. Большиянов, Юрий Андреевич (1922—2004) — профессор Санкт-Петербургской государственной консерватории имени Н. А. Римского-Корсакова[275]
2. Демченко, Михаил Иванович (1947—2010) — заведующий кафедрой сольного пения Московского государственного университета культуры и искусств[275]
3. Добролюбова, Вера Геннадьевна (р. 1961) — солистка Ивановской государственной филармонии[275]
4. Камышев, Иосиф Петрович (1949—2024) — артист Брянского областного драматического театра имени А. К. Толстого[275]
5. Рогожкин, Александр Владимирович (1949—2021) — кинорежиссёр-постановщик Санкт-Петербургского государственного унитарного предприятия "Киностудия «Ленфильм»[275]
6. Скульский, Александр Моисеевич (1942—2022) — художественный руководитель — главный дирижёр академического симфонического оркестра Нижегородской государственной академической филармонии[275]
7. Яклашкин, Морис Николаевич (р. 1947) — художественный руководитель и главный дирижёр государственного учреждения культуры «Чувашская государственная академическая капелла» Чувашской Республики[275]

22 мая 2004 года, № 659
1. Заклунная-Мироненко, Валерия Гаврииловна (1942—2016) — артистка Национального академического театра русской драмы имени Леси Украинки, гражданка Украины[276]
2. Кадочникова, Лариса Валентиновна (р. 1937) — артистка Национального академического театра русской драмы имени Леси Украинки, гражданка Украины[276]

12 июня 2004 года, № 764
1. Кобзев, Вячеслав Михайлович (р. 1941) — солист музыкально-драматического ансамбля «Созвучие», город Москва[277]
2. Постникова, Виктория Валентиновна (р. 1944) — солистка оркестра Государственной академической симфонической капеллы России, город Москва[277]

12 июня 2004 года, № 774
1. Гончаров, Владимир Ульянович (р. 1947) — концертмейстер, солист оркестра Государственной академической симфонической капеллы России, город Москва[278]
2. Иванов, Игорь Юрьевич (р. 1954) — артист Ленинградского областного государственного учреждения культуры «Академический Малый драматический театр — Театр Европы»[278]
3. Михайлов, Владимир Михайлович (1942—2021) — композитор, главный дирижёр Большого Московского государственного цирка на проспекте Вернадского[278]

14 июля 2004 года, № 900
1. Зорина, Татьяна Юрьевна (р. 1956) — солистка оперы Новосибирского государственного академического театра оперы и балета[279]
2. Шугом, Лев Исаевич (1946—2017) — профессор Саратовской государственной консерватории имени Л. В. Собинова[279]

19 июля 2004 года, № 932
1. Климов, Владимир Михайлович (р. 1949) — кинооператор-постановщик федерального государственного унитарного предприятия "Киноконцерн «Мосфильм», город Москва[280]
2. Ковриго, Ирина Юрьевна (р. 1948) — артистка государственного учреждения "Московское государственное концертное объединение «Москонцерт»[280]
3. Митта, Александр Наумович (1933—2025) — кинорежиссёр-постановщик федерального государственного унитарного предприятия "Киноконцерн «Мосфильм», город Москва[280]
4. Сумеркин, Виктор Васильевич (1933—2019) — заведующий кафедрой Санкт-Петербургской государственной консерватории имени Н. А. Римского-Корсакова[280]
5. Татарский, Евгений Маркович (1938—2015) — кинорежиссёр-постановщик Санкт-Петербургского государственного унитарного предприятия "Киностудия «Ленфильм»[280]

24 августа 2004 года, № 1108
1. Брусин, Леонид Аркадьевич (1942—2018) — артист государственного учреждения «Тверской областной академический театр драмы»[281]
2. Левенбук, Альберт Симхович (1933—2023) — художественный руководитель Московского еврейского театра «Шалом»[281]

25 сентября 2004 года, № 1229
1. Рубина, Татьяна Ефимовна (р. 1950) — солистка государственного учреждения культуры «Московская областная филармоническая концертная организация»[282]

11 октября 2004 года, № 1303
1. Кондина, Ольга Дмитриевна (р. 1956) — солистка оперы Государственного академического Мариинского театра, город Санкт-Петербург[283]

5 ноября 2004 года, № 1413
1. Жолобов, Вячеслав Иванович (р. 1947) — артист государственного учреждения «Московский Художественный академический театр имени А. П. Чехова»[284]
2. Качан, Владимир Андреевич (1947—2021) — артист государственного учреждения культуры города Москвы "Московский театр «Школа современной пьесы»[284]
3. Малюков, Андрей Игоревич (1948—2021) — кинорежиссёр-постановщик федерального государственного унитарного предприятия "Киноконцерн «Мосфильм»[284]

18 ноября 2004 года, № 1455
1. Гавриленко, Капитолина Петровна (р. 1947) — артистка государственного учреждения культуры и искусства «Новгородский академический театр драмы имени Ф. М. Достоевского»[285]
2. Гвердцители, Тамара Михайловна (р. 1962) — артистка-вокалистка общества с ограниченной ответственностью «Студия Тамары Гвердцители», город Москва[285]
3. Меркурьев, Евгений Петрович (1936—2007) — артист Ленинградского областного государственного учреждения культуры "Драматический театр «На Литейном»[285]С. В. Сосновский

С. В. Сосновский

4. Сосновский, Сергей Валентинович (1955—2022) — артист областного государственного учреждения культуры «Саратовский государственный академический театр драмы»[285]

27 декабря 2004 года, № 1611
1. Попович, Наталья Григорьевна (1945—2018) — главный хормейстер государственного учреждения культуры "Московский театр «Новая опера»[286]
2. Серов, Александр Николаевич (р. 1951) — солист-вокалист, член Международного союза деятелей эстрадного искусства, город Москва[286]
3. Цинман, Григорий Семёнович (1951—2009) — артист государственного учреждения культуры «Саратовский академический театр юного зрителя имени Ю. П. Киселёва»[286]
4. Шкрабак, Татьяна Сергеевна (р. 1948) — артистка Ростовского-на-Дону академического театра драмы имени М. Горького[286]

### 2005 год (72 человека)
17 января 2005 года, № 24
1. Запашная, Ирина Николаевна (р. 1953) — артистка — дрессировщица диких животных Российской государственной цирковой компании, город Москва[287]
2. Рязанова, Раиса Ивановна (р. 1944) — артистка кино, город Москва[287]

21 февраля 2005 года, № 191
1. Белковская, Вероника Мечиславовна (р. 1944) — артистка государственного учреждения культуры «Свердловский государственный академический театр драмы»[288]
2. Бочкин, Игорь Иванович (р. 1957) — артист государственного учреждения культуры города Москвы «Московский драматический театр имени А. С. Пушкина»[288]
3. Смирнитский, Валентин Георгиевич (р. 1944) — артист государственного учреждения культуры города Москвы "Московский театр «Театр Луны»[288]
4. Шамбер, Нина Александровна (р. 1947) — солистка Свердловского государственного академического театра музыкальной комедии[288]

23 февраля 2005 года, № 204
1. Лебедев, Виктор Михайлович (1935—2021) — композитор, заведующий кафедрой федерального государственного образовательного учреждения высшего профессионального образования «Санкт-Петербургский государственный университет культуры и искусств»[289]
2. Меньшов, Евгений Александрович (1947—2015) — артист, член Союза кинематографистов Российской Федерации, город Москва[289]
3. Пузанов, Владимир Алексеевич (р. 1959) — артист-акробат Российской государственной цирковой компании, город Москва[289]
4. Свекольников, Владимир Степанович (р. 1945) — артист государственного учреждения культуры «Псковский академический театр драмы имени А. С. Пушкина»[289]

3 апреля 2005 года, № 388
1. Бертман, Дмитрий Александрович (р. 1967) — художественный руководитель государственного учреждения культуры города Москвы "Московский музыкальный театр «Геликон-опера»[290]
2. Ерёмичев, Валерий Петрович (р. 1943) — артист государственного учреждения культуры города Москвы «Московский драматический театр имени М. Н. Ермоловой»[290]
3. Лебедев, Виктор Григорьевич (р. 1949) — художественный руководитель и главный дирижёр государственного учреждения "Русский народный оркестр «Малахит» Челябинской области[290]

7 апреля 2005 года, № 401
1. Арцибашев, Сергей Николаевич (1951—2015) — художественный руководитель государственного учреждения культуры города Москвы «Московский академический театр имени Вл. Маяковского»[291]

21 апреля 2005 года, № 455
1. Бахчиев, Александр Георгиевич (1930—2007) — профессор федерального государственного образовательного учреждения высшего профессионального образования «Московская государственная консерватория имени П. И. Чайковского»[292]
2. Копылов, Николай Дмитриевич (р. 1950) — солист оперы Санкт-Петербургского государственного учреждения культуры «Санкт-Петербургский государственный академический театр оперы и балета имени М. П. Мусоргского — Михайловский театр»[292]
3. Кривонос, Виктор Антонович (р. 1946) — артист государственного учреждения «Санкт-Петербургский государственный театр музыкальной комедии»[292]
4. Кулько, Олег Петрович (р. 1960) — солист оперы федерального государственного учреждения «Государственный академический Большой театр России», город Москва[292]
5. Солун-оол, Лундуп Иргитович (1941—2023) — артист Тувинского государственного музыкально-драматического театра имени В. Кок-оола[292]
6. Яковлев, Вячеслав Михайлович (р. 1950) — главный хормейстер Государственного академического Кубанского казачьего хора, художественный руководитель Краснодарского государственного камерного хора государственного учреждения культуры «Краснодарская краевая филармония»[292]

9 мая 2005 года, № 536
1. Верин, Владимир Васильевич (1948—2015) — солист оперы государственного учреждения культуры «Саратовский академический театр оперы и балета»[293]
2. Кубарь, Николай Васильевич (1946—2022) — главный балетмейстер Государственного академического Кубанского казачьего хора государственного научно-творческого учреждения Краснодарского края «Кубанский казачий хор»[293]
3. Курумова, Инеса Алимовна (1936—2015) — артистка государственного учреждения «Государственный республиканский Русский драматический театр имени М. Горького» Республики Дагестан[293]
4. Предеина, Татьяна Борисовна (р. 1968) — солистка балета Челябинского государственного академического театра оперы и балета имени М. И. Глинки[293]
5. Скусниченко, Пётр Ильич (р. 1950) — заведующий кафедрой федерального государственного образовательного учреждения высшего профессионального образования «Московская государственная консерватория имени П. И. Чайковского»[293]
6. Смирнова, Светлана Станиславовна (р. 1956) — артистка федерального государственного учреждения культуры «Российский государственный академический театр драмы имени А. С. Пушкина (Александринский)», город Санкт-Петербург[293]
7. Чайковский, Александр Владимирович (р. 1946) — ректор федерального государственного образовательного учреждения высшего профессионального образования «Санкт-Петербургская государственная консерватория (академия) имени Н. А. Римского-Корсакова»[293]

19 мая 2005 года, № 570
1. Дегтярёва, Тамара Васильевна (1944—2018) — артистка государственного учреждения культуры города Москвы "Московский театр «Современник»[294]
2. Меджидова, Сидрат Меджидовна (1948—2015) — артистка государственного учреждения «Аварский музыкально-драматический театр имени Г. Цадасы» Республики Дагестан[294]
3. Никеев, Владимир Арсеньевич (р. 1954) — артист государственного учреждения культуры и искусства «Омский государственный музыкальный театр»[294]
4. Овчинников, Владимир Павлович (р. 1958) — солист государственного учреждения культуры «Московская государственная академическая филармония»[294]

26 мая 2005 года, № 592
1. Комаричева, Светлана Александровна (р. 1948) — солистка Уральского государственного академического русского народного хора областного государственного учреждения культуры "Концертное объединение «Уральский хор» Свердловской области[295]

6 июня 2005 года, № 650
1. Шапошникова, Маргарита Константиновна (1940—2024) — профессор федерального государственного образовательного учреждения высшего профессионального образования «Российская академия музыки имени Гнесиных», город Москва[296]

29 июня 2005 года, № 755
1. Соболев, Всеволод Николаевич (1939—2011) — артист государственного учреждения культуры города Москвы «Московский театр на Таганке»[297]
2. Сорокина, Наталия Давыдовна (1926—2018) — артистка государственного учреждения «Государственный академический русский оркестр имени В. В. Андреева», город Санкт-Петербург[297]

1 августа 2005 года, № 900
1. Алексашкин, Сергей Николаевич (р. 1952) — солист оперы Государственного академического Мариинского театра, город Санкт-Петербург[298]
2. Зажигин, Валерий Евгеньевич (р. 1947) — профессор федерального государственного образовательного учреждения высшего профессионального образования «Российская академия музыки имени Гнесиных», город Москва[298]
3. Карчагин, Валерий Юрьевич (р. 1959) — концертмейстер Академического симфонического оркестра государственного учреждения культуры «Новосибирская государственная филармония»[298]Ю. В. Назаров

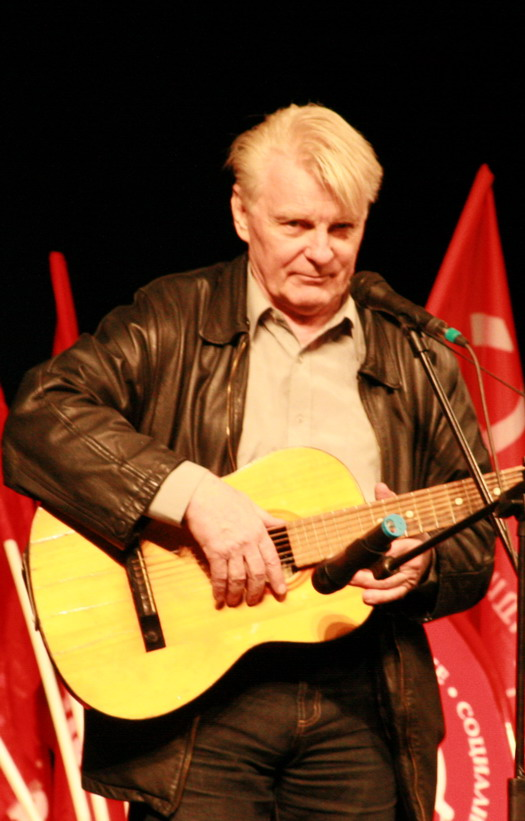
Ю. В. Назаров

4. Назаров, Юрий Владимирович (р. 1937) — артист кино, город Москва[298]С. П. Ролдугин

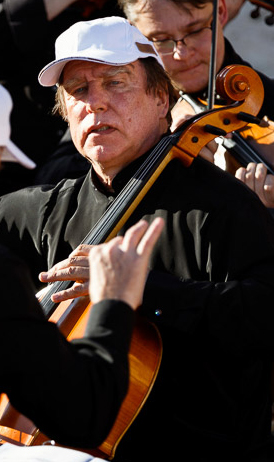
С. П. Ролдугин

5. Ролдугин, Сергей Павлович (р. 1951) — профессор федерального государственного образовательного учреждения высшего профессионального образования «Санкт-Петербургская государственная консерватория (академия) имени Н. А. Римского-Корсакова»[298]
6. Савельева, Валентина Сергеевна (р. 1949) — солистка ансамбля русской песни и музыки государственного учреждения культуры «Краснодарская краевая филармония»[298]

31 августа 2005 года, № 1013
1. Афанасьев, Валерий Алексеевич (р. 1949) — артист государственного учреждения культуры города Москвы «Московский театр на Юго-Западе»[299]
2. Юдин, Игорь Викторович (р. 1954) — художественный руководитель и главный дирижёр Камерного хора государственного учреждения культуры «Новосибирская государственная филармония»[299]

1 сентября 2005 года, № 1029
1. Глазов, Евгений Анатольевич (р. 1958) — главный режиссёр федерального государственного учреждения культуры «Государственный Кремлёвский Дворец»[300]

1 октября 2005 года, № 1153
1. Ворожцова, Татьяна Александровна (р. 1962) — солистка оперы государственного учреждения культуры «Новосибирский государственный академический театр оперы и балета»[301]
2. Высоцкая, Иза Константиновна (1937—2018) — артистка муниципального учреждения «Нижнетагильский драматический театр имени Д. Н. Мамина-Сибиряка» Свердловской области[301]
3. Зиганшина, Эра Гарафовна (р. 1944) — артистка Санкт-Петербургского государственного учреждения культуры "Театр-фестиваль «Балтийский дом»[301]
4. Хачатрян, Геворг Папинович (р. 1964) — артист федерального государственного унитарного предприятия «Российская государственная цирковая компания», город Москва[301]

25 октября 2005 года, № 1241
1. Грубник, Юрий Павлович (р. 1960) — артист государственного учреждения культуры «Ногинский драматический театр Московской области»[302]
2. Жуков, Иосиф Иннокентьевич (1950—2019) — балетмейстер-постановщик Корякского окружного центра народного творчества[302]
3. Иванов, Олег Борисович (р. 1947) — композитор, город Москва[302]
4. Слесарев, Юрий Степанович (1947—2025) — профессор федерального государственного образовательного учреждения высшего профессионального образования «Московская государственная консерватория имени П. И. Чайковского»[302]
5. Щербаков, Михаил Николаевич (р. 1947) — концертмейстер группы виолончелей Академического симфонического оркестра государственного областного учреждения культуры «Ростовская областная государственная филармония»[302]

14 ноября 2005 года, № 1314
1. Бубельников, Павел Аронович (р. 1944) — главный дирижёр, музыкальный руководитель Санкт-Петербургского государственного учреждения культуры "Детский музыкальный театр «Зазеркалье»[303]
2. Добровольская, Евгения Владимировна (1964—2025) — артистка государственного учреждения «Московский Художественный академический театр имени А. П. Чехова»[303]
3. Комачков, Рифат Курбанович (1937—2012) — артист оркестра, концертмейстер группы контрабасов федерального государственного учреждения культуры «Государственный академический симфонический оркестр России», город Москва[303]
4. Кукан, Мурат Рашидович (р. 1950) — артист государственного учреждения культуры «Адыгейский государственный драматический театр»[303]
5. Кухарешин, Валерий Александрович (р. 1957) — артист Санкт-Петербургского государственного учреждения культуры «Санкт-Петербургский Молодёжный театр на Фонтанке»[303]

29 ноября 2005 года, № 1376
1. Пермяков, Владимир Николаевич (р. 1944) — артист, работник федерального государственного учреждения «Государственный академический Большой симфонический оркестр имени П. И. Чайковского» (город Москва)[304]
2. Шестаков, Михаил Юрьевич (1959—2020) — артист, первый концертмейстер оркестра, работник федерального государственного учреждения «Государственный академический Большой симфонический оркестр имени П. И. Чайковского» (город Москва)[304]

20 декабря 2005 года, № 1490
1. Лопаткина-Корнева, Ульяна Вячеславовна (р. 1973) — солистка балета Государственного академического Мариинского театра, город Санкт-Петербург[305]
2. Нифонтова, Лиана Алексеевна (р. 1963) — артистка государственного некоммерческого учреждения культуры «Российский государственный театр „Сатирикон“ имени Аркадия Райкина», город Москва[305]
3. Соколов, Андрей Алексеевич (р. 1962) — артист и режиссёр закрытого акционерного общества «Мотор фильм студия», город Москва[305]
4. Степанченко, Сергей Юрьевич (р. 1959) — артист государственного учреждения культуры "Московский государственный театр «Ленком»[305]

21 декабря 2005 года, № 1503
1. Мелехов, Вячеслав Дмитриевич (1945—2012) — артист государственного учреждения культуры «Свердловский государственный академический театр драмы»[306]
2. Проханов, Сергей Борисович (р. 1952) — художественный руководитель государственного учреждения культуры "Московский театр «Театр Луны»[306]
3. Семак, Пётр Михайлович (р. 1960) — артист федерального государственного учреждения культуры «Академический Малый драматический театр — театр Европы», город Санкт-Петербург[306]

27 декабря 2005 года, № 1540
1. Герчаков, Евгений Аркадьевич (р. 1949) — артист государственного учреждения культуры "Московский театр «Театр Луны»[307]
2. Зикора, Виталий Григорьевич (р. 1948) — артист федерального государственного учреждения культуры «Московский художественный академический театр имени М. Горького»[307]
3. Кусяков, Анатолий Иванович (1945—2007) — профессор федерального государственного образовательного учреждения высшего профессионального образования «Ростовская государственная консерватория (академия) имени С. В. Рахманинова», Ростовская область[307]
4. Максимов, Евгений Павлович (р. 1955) — художественный руководитель русского национального театра Дворца металлургов открытого акционерного общества «Северсталь», Вологодская область[307]
5. Науменко, Ольга Николаевна (р. 1949) — артистка государственного учреждения культуры «Московский драматический театр имени Н. В. Гоголя»[307]

### 2006 год (71 человек)
13 февраля 2006 года, № 104
1. Дунаевский, Максим Исаакович (р. 1945) — композитор, город Москва[308]
2. Простецов, Пётр Алексеевич (1948—2023) — артист-дрессировщик закрытого акционерного общества «Московский цирк Никулина на Цветном бульваре»[308]
3. Сафронов, Владимир Алексеевич (1940—2025) — артист Государственного академического Малого театра России, город Москва[308]
4. Хлебников, Валерий Владимирович (р. 1951) — главный дирижёр симфонического оркестра государственного учреждения «Государственная филармония Республики Северная Осетия — Алания»[308]
5. Хомский, Станислав Николаевич (1936—2011) — артист государственного учреждения культуры «Магаданский государственный музыкальный и драматический театр»[308]
6. Юров, Юрий Михайлович (1941—2007) — артист государственного учреждения "Государственный камерный оркестр «Виртуозы Москвы»[308]

15 февраля 2006 года, № 120
1. Воробьёва, Тамара Серафимовна (р. 1952) — солистка архиерейского хора Богоявленско-Анастасиина кафедрального собора, город Кострома[309]
2. Гребенщикова, Лариса Ивановна (р. 1951) — артистка федерального государственного учреждения культуры «Российский государственный академический молодёжный театр», город Москва[309]М. В. Зудина

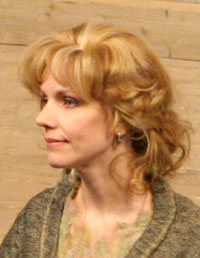
М. В. Зудина

3. Зудина, Марина Вячеславовна (р. 1965) — артистка государственного учреждения культуры «Московский театр под руководством О. Табакова»[309]
4. Логвиновский, Виталий Степанович (1941—2019) — артист государственного учреждения культуры «Калужский областной драматический театр»[309]

11 марта 2006 года, № 198
1. Василиади, Наталия Ивановна (р. 1949) — артистка государственного учреждения культуры «Омский академический театр драмы»[310]
2. Верхогляд, Геннадий Викторович (р. 1951) — артист Ростовского государственного музыкального театра, Ростовская область[310]
3. Дмитриев, Виктор Васильевич (1941—2020) — артист муниципального учреждения искусства «Драматический театр „Колесо“ имени Глеба Борисовича Дроздова», город Тольятти Самарской области[310]
4. Кизин, Михаил Михайлович (р. 1968) — солист федерального государственного учреждения культуры "Государственный академический русский народный ансамбль «Россия», город Москва[310]
5. Рябова, Светлана Леонидовна (р. 1961) — артистка государственного учреждения культуры «Московский академический театр сатиры»[310]

24 марта 2006 года, № 255
1. Волынкина, Тамара Александровна (р. 1948) — главный режиссёр государственного учреждения культуры «Мурманский областной театр кукол»[311]
2. Миримская, Ольга Ивановна (1954—2025) — артистка государственного учреждения культуры «Московский театр под руководством О. Табакова»[311]
3. Самсонова, Зоя Михайловна (р. 1947) — артистка государственного учреждения культуры «Ульяновский областной драматический театр»[311]
4. Смолин, Владимир Николаевич (р. 1952) — солист Свердловского государственного академического театра музыкальной комедии[311]
5. Чайковская, Мария Константиновна (р. 1945) — заведующая кафедрой федерального государственного образовательного учреждения высшего профессионального образования (университета) «Московская государственная консерватория имени П. И. Чайковского»[311]

27 марта 2006 года, № 266
1. Головушкин, Сергей Михайлович (1947—2023) — солист государственного учреждения культуры «Государственный академический русский хор имени А. В. Свешникова», город Москва[312]
2. Ичетовкин, Юрий Евлампиевич (1947—2016) — артист государственного учреждения культуры «Хабаровский краевой театр драмы»[312]
3. Маслакова, Татьяна Владимировна (р. 1961) — артистка государственного учреждения искусств «Хабаровский краевой театр музыкальной комедии»[312]
4. Чухрай, Павел Григорьевич (р. 1946) — кинорежиссёр-постановщик федерального государственного унитарного предприятия "Киноконцерн «Мосфильм»[312]
5. Шишханова, Любовь Башировна (1947—2023) — солистка-инструменталистка государственного учреждения культуры «Ярославская областная филармония»[312]

3 апреля 2006 года, № 310
1. Бусыгин, Владимир Александрович (1935—2007) — солист оперы государственного учреждения культуры «Нижегородский государственный академический театр оперы и балета имени А. С. Пушкина»[313]
2. Ковалевский, Григорий Ильич (р. 1943) — артист оркестра государственного учреждения культуры города Москвы "Государственный камерный оркестр «Виртуозы Москвы»[313]
3. Лисецкий, Владимир Алексеевич (р. 1945) — артист федерального государственного учреждения культуры «Российский государственный академический театр драмы имени А. С. Пушкина (Александрийский)», город Санкт-Петербург[313]
4. Лычёв, Сергей Николаевич (1939—2021) — артист государственного учреждения культуры «Хабаровский краевой театр драмы»[313]
5. Небаба, Лидия Николаевна — солистка федерального государственного учреждения культуры "Российская государственная концертная компания «Содружество», город Москва[313]

10 апреля 2006 года, № 350
1. Иванова, Галина Яковлевна (р. 1949) — артистка государственного учреждения культуры Владимирской области «Театральный комплекс»[314]
2. Михайлов, Михаил Павлович (1947—2007) — артист государственного учреждения культуры «Ставропольский академический театр драмы имени М. Ю. Лермонтова»[314]
3. Стариков, Виталий Алексеевич (р. 1954) — артист государственного учреждения культуры «Белгородский государственный академический драматический театр имени М. С. Щепкина»[314]
4. Стрижова, Людмила Ивановна (1949—2012) — артистка государственного учреждения культуры «Иркутский областной театр юного зрителя имени А. Вампилова»[314]

14 апреля 2006 года, № 368
1. Гармаш, Сергей Леонидович (р. 1958) — артист, работник государственного учреждения культуры города Москвы "Московский театр «Современник»[315]
2. Шальных, Валерий Александрович (р. 1956) — артист, работник государственного учреждения культуры города Москвы "Московский театр «Современник»[315]

17 апреля 2006 года, № 390
1. Элимбаев, Топа Хамитович (р. 1945) — художественный руководитель автономной некоммерческой организации «Детский хореографический ансамбль имени Зии Бажаева», город Москва[316]

20 апреля 2006 года, № 405
1. Говорухин, Станислав Сергеевич (1936—2018) — кинорежиссёр-постановщик, депутат Государственной Думы Федерального Собрания Российской Федерации[317]
2. Русакова, Марина Александровна (р. 1961) — артистка государственного учреждения культуры «Белгородский государственный академический драматический театр имени М. С. Щепкина»[317]

29 мая 2006 года, № 541
1. Аманова, Светлана Геннадьевна (р. 1961) — артистка Государственного академического Малого театра России, город Москва[318]
2. Сичкарёва, Людмила Александровна (1937—2021) — артистка областного учреждения культуры «Смоленский государственный драматический театр имени А. С. Грибоедова»[318]
3. Храмов, Вячеслав Владимирович (1950—2011) — солист оперы государственного учреждения культуры «Самарский академический театр оперы и балета»[318]

3 июня 2006 года, № 555
1. Амиров, Шаукат Сабирович (1947—2023) — ректор федерального государственного образовательного учреждения высшего профессионального образования «Уральская государственная консерватория (институт) имени М. П. Мусоргского», Свердловская область[319]
2. Галибин, Александр Владимирович (р. 1955) — артист, режиссёр, город Санкт-Петербург[319]

22 июня 2006 года, № 629
1. Дубровский, Владимир Алексеевич (р. 1947) — артист Государственного академического Малого театра России, город Москва[320]
2. Пожаров, Александр Анатольевич (р. 1950) — артист государственного учреждения культуры «Московский театр Эрмитаж»[320]
3. Пятков, Александр Александрович (р. 1950) — артист федерального государственного учреждения культуры «Государственный театр киноактёра», город Москва[320]

6 июля 2006 года, № 684
1. Готов, Хусин Азамат-Гериевич (1941—2023) — солист-вокалист Государственной филармонии Карачаево-Черкесской Республики[321]
2. Звонов, Анатолий Ильич (р. 1947) — артист государственного учреждения культуры «Омский областной театр юных зрителей имени ХХ-летия Ленинского комсомола»[321]
3. Титова, Людмила Владимировна (р. 1960) — артистка Государственного академического Малого театра России, город Москва[321]

26 июля 2006 года, № 783
1. Пашкова, Ольга Леонидовна (1966—2021) — артистка Государственного академического Малого театра России, город Москва[322]
2. Поплавская, Ирина Ивановна (1924—2012) — кинорежиссёр-постановщик федерального государственного унитарного предприятия "Киноконцерн «Мосфильм»[322]
3. Сафонов, Станислав Николаевич (1947—2021) — артист государственного учреждения культуры «Новокузнецкий драматический театр», Кемеровская область[322]

1 августа 2006 года, № 810
1. Бойко, Геннадий Григорьевич (1935—2021) — солист-вокалист Санкт-Петербургского государственного концертно-филармонического учреждения «Петербург-концерт»[323]
2. Загоринская, Наталья Игоревна (р. 1964) — солистка оперы государственного учреждения культуры «Московский музыкальный театр „Геликон-опера“ под руководством Дмитрия Бертмана»[323]
3. Курдюмова, Лариса Алексеевна (р. 1950) — солистка оперы государственного учреждения культуры «Московский академический Музыкальный театр имени народных артистов К. С. Станиславского и Вл. И. Немировича-Данченко»[323]

1 августа 2006 года, № 813
1. Дубравин, Яков Исакович (р. 1939) — композитор, профессор федерального государственного образовательного учреждения высшего профессионального образования «Санкт-Петербургский государственный университет культуры и искусств»[324]

10 августа 2006 года, № 890
1. Беседина, Галина Ильинична (р. 1945) — солистка-вокалистка Московского концертного филармонического объединения государственного учреждения "Московское государственное концертное объединение «Москонцерт»[325]
2. Клементьев, Валентин Валентинович (р. 1961) — артист федерального государственного учреждения культуры «Московский художественный академический театр имени М. Горького»[325]

2 сентября 2006 года, № 962
1. Пигузов, Дмитрий Михайлович (1938—2022) — тромбонист, работник федерального государственного учреждения культуры «Государственный академический симфонический оркестр России имени Е. Ф. Светланова», город Москва[326]

3 сентября 2006 года, № 965
1. Бейлис, Владимир Михайлович (р. 1937) — режиссёр-постановщик, работник Государственного академического Малого театра России, город Москва[327]
2. Мюзар, Алёна Игоревна (р. 1964) — артистка, работник Государственного академического Малого театра России, город Москва[327]

16 октября 2006 года, № 1146
1. Винницкий, Александр Емельянович (р. 1952) — профессор федерального государственного образовательного учреждения высшего профессионального образования (университета) "Московская государственная консерватория имени П. И. Чайковского[328]
2. Клебанов, Игорь Семёнович (р. 1946) — главный кинооператор федерального государственного унитарного предприятия «Фильмофонд Центральной киностудии детских и юношеских фильмов имени М.Горького», город Москва[328]

1 декабря 2006 года, № 1332
1. Алексеева, Валерия Ивановна (р. 1941) — артистка государственного учреждения культуры «Омский академический театр драмы»[329]
2. Борисова, Степанида Ильинична (р. 1950) — артистка государственного учреждения культуры Республики Саха (Якутия) «Саха академический театр имени П. А. Ойунского»[329]
3. Иванова, Татьяна Борисовна (1947—2021) — артистка федерального государственного учреждения культуры «Российский государственный академический театр драмы имени Фёдора Волкова», Ярославская область[329]
4. Левянт, Марк Григорьевич (р. 1951) — композитор, председатель Самарской организации общественной организации «Союз композиторов России»[329]
5. Сергеева, Лилия Анатольевна (р. 1949) — артистка государственного учреждения культуры и искусства «Новгородский академический театр драмы имени Ф. М. Достоевского»[329]

9 декабря 2006 года, № 1381
1. Бэлза, Святослав Игоревич (1942—2014) — ведущий культурных акций, торжественных мероприятий, дней культуры и международных фестивалей федерального государственного учреждения культуры "Российская государственная концертная компания «Содружество», город Москва[330]
2. Магомедова, Людмила Каримовна (р. 1959) — солистка-вокалистка Международного союза музыкальных деятелей, город Москва[330]

### 2007 год (77 человек)
31 января 2007 года, № 110
1. Виноградова, Жанна Владимировна (1946—2013) — художественный руководитель государственного учреждения культуры «Рязанский государственный областной театр драмы»[331]
2. Виолин, Фёдор Владимирович (р. 1937) — артист федерального государственного учреждения культуры «Государственный академический Центральный театр кукол имени С. В. Образцова», город Москва[331]Д. В. Вишнёва

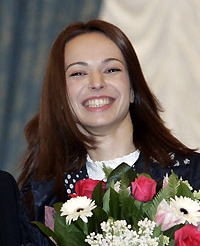
Д. В. Вишнёва

3. Вишнёва, Диана Викторовна (р. 1976) — солистка балета Государственного академического Мариинского театра, город Санкт-Петербург[331]
4. Лазарев, Александр Александрович (р. 1967) — артист государственного учреждения культуры "Московский государственный театр «Ленком»[331]
5. Янушкевич, Михаил Борисович (р. 1946) — артист федерального государственного учреждения культуры «Государственный театр наций», город Москва[331]

14 февраля 2007 года, № 160
1. Алфёрова, Ирина Ивановна (р. 1951) — артистка государственного учреждения культуры "Московский театр «Школа современной пьесы»[332]
2. Дроздова, Надежда Павловна (р. 1943) — солистка-вокалистка Санкт-Петербургского государственного концертно-филармонического учреждения «Петербург-концерт»[332]
3. Дуров, Юрий Юрьевич (р. 1954) — артист федерального государственного унитарного предприятия «Российская государственная цирковая компания», город Москва[332]
4. Маликов, Юрий Фёдорович (р. 1943) — художественный руководитель автономной некоммерческой организации культуры «Концертный ансамбль „Самоцветы“ под руководством Юрия Маликова», город Москва[332]

8 марта 2007 года, № 281
1. Василевский, Борис Петрович (р. 1950) — артист, работник государственного учреждения культуры "Московский музыкально-драматический цыганский театр «Ромэн»[333]
2. Грохольский, Роман Андреевич (р. 1960) — артист, работник государственного учреждения культуры "Московский музыкально-драматический цыганский театр «Ромэн»[333]
3. Чунгак, Семён Рошельевич (р. 1949) — артист, работник государственного учреждения культуры "Московский музыкально-драматический цыганский театр «Ромэн»[333]

13 марта 2007 года, № 334
1. Алексеев, Николай Геннадиевич (р. 1956) — второй дирижёр академического симфонического оркестра федерального государственного учреждения «Санкт-Петербургская академическая филармония имени Д. Д. Шостаковича»[334]
2. Воробьёв, Виталий Филиппович (1945—2025) — артист федерального государственного унитарного предприятия «Российская государственная цирковая компания», город Москва[334]
3. Никитин, Виктор Андреевич (р. 1959) — артист государственного учреждения культуры «Московский драматический Театр на Перовской»[334]

21 марта 2007 года, № 406
1. Калимуллин, Рашид Фагимович (р. 1957) — композитор, председатель Союза композиторов Республики Татарстан[335]
2. Кудинович, Алексей Сергеевич (1951—2024) — артист федерального государственного учреждения «Государственный академический Малый театр России», город Москва[335]
3. Кудрявцев, Виктор Павлович (1951—2025) — артист закрытого акционерного общества «Московский цирк Никулина на Цветном бульваре»[335]
4. Луконина, Анна Васильевна (р. 1937) — артистка государственного учреждения культуры «Московский драматический театр на Малой Бронной»[335]
5. Рудой, Леонид Яковлевич (р. 1946) — артист государственного учреждения культуры «Вологодский государственный драматический театр»[335]
6. Широкова, Ольга Александровна (1945—2025) — артистка государственного учреждения культуры «Московский театральный центр „Вишнёвый сад“ под руководством Александра Вилькина»[335]

30 марта 2007 года, № 430
1. Стихановский, Владимир Алексеевич (р. 1950) — главный режиссёр творческо-экспериментальной мастерской Центра циркового искусства федерального государственного унитарного предприятия «Российская государственная цирковая компания», город Москва[336]

9 апреля 2007 года, № 456
1. Агронский, Владимир Ильич (р. 1945) — дирижёр федерального государственного учреждения культуры «Московский государственный академический Камерный музыкальный театр под художественным руководством Б. А. Покровского»[337]
2. Данилов, Александр Степанович (р. 1945) — музыкант, ректор федерального государственного образовательного учреждения высшего профессионального образования «Ростовская государственная консерватория (академия) имени С. В. Рахманинова», Ростовская область[337]
3. Домогаров, Александр Юрьевич (р. 1963) — артист государственного учреждения культуры города Москвы «Государственный академический театр имени Моссовета»[337]
4. Лемешева, Мария Сергеевна (р. 1944) — солистка-вокалистка федерального государственного учреждения культуры «Московский государственный академический Камерный музыкальный театр под художественным руководством Б. А. Покровского»[337]
5. Михальченко, Валерий Васильевич (1941—2013) — художественный руководитель и главный дирижёр Камерного хора областного государственного учреждения культуры «Челябинское концертное объединение»[337]

27 апреля 2007 года, № 563
1. Белозёров, Игорь Афанасьевич (р. 1949) — артист государственного учреждения культуры "Новосибирский государственный академический драматический театр «Красный факел»[338]
2. Зайцева, Елена Геннадьевна (р. 1962) — солистка-вокалистка государственного учреждения культуры «Московский государственный академический театр оперетты»[338]
3. Кузнецов, Виктор Александрович (1937—2020) — профессор федерального государственного образовательного учреждения высшего профессионального образования «Нижегородская государственная консерватория (академия) имени М. И. Глинки»[338]
4. Паршин, Валерий Павлович (1943—2020) — солист-вокалист государственного учреждения культуры «Государственный Волжский русский народный хор имени П. М. Милославова», Самарская область[338]
5. Эльнатанов, Георгий Якубович (р. 1941) — директор муниципального учреждения культуры «Рыбинский драматический театр», Ярославская область[338]

9 мая 2007 года, № 597
1. Березин, Николай Алексеевич (1956—2011) — художественный руководитель государственного учреждения культуры «Читинский областной драматический театр»[339]
2. Дугарова, Людмила Лопсоновна (р. 1945) — артистка Государственного Бурятского академического театра драмы имени Хоца Намсараева[339]
3. Мазуркевич, Ирина Степановна (р. 1958) — артистка Санкт-Петербургского государственного учреждения культуры «Академический театр Комедии имени Н. П. Акимова»[339]
4. Мочалов, Алексей Владиленович (р. 1956) — солист-вокалист федерального государственного учреждения культуры «Московский государственный академический Камерный музыкальный театр под художественным руководством Б. А. Покровского»[339]
5. Никольский, Андрей Юрьевич (р. 1951) — поэт, композитор, автор и исполнитель песен, член правления Международного союза деятелей эстрадного искусства, город Москва[339]
6. Травкина, Людмила Фёдоровна (р. 1952) — солистка-вокалистка муниципального учреждения «Северский музыкальный театр», Томская область[339]
7. Хохлов, Дмитрий Дмитриевич (р. 1946) — художественный руководитель и главный дирижёр государственного учреждения «Государственный академический русский оркестр имени В. В. Андреева», город Санкт-Петербург[339]

21 мая 2007 года, № 648
1. Житинкин, Андрей Альбертович (р. 1960) — художественный руководитель, режиссёр-постановщик общества с ограниченной ответственностью «Театр Андрея Житинкина», город Москва[340]

27 мая 2007 года, № 660
1. Гуськов, Алексей Геннадьевич (р. 1958) — артист кино, город Москва[341]

27 июня 2007 года, № 821
1. Бруснев, Борис Алексеевич (р. 1941) — солист-вокалист симфонического оркестра государственного учреждения культуры «Государственная Ставропольская краевая филармония»[342]
2. Егоров, Павел Григорьевич (1948—2017) — музыкант, профессор федерального государственного образовательного учреждения высшего профессионального образования «Санкт-Петербургская государственная консерватория (академия) имени Н. А. Римского-Корсакова»[342]
3. Лавров, Олег Алексеевич (1948—2018) — художественный руководитель государственного учреждения культуры «Кимрский театр драмы и комедии», Тверская область[342]
4. Оксентьян, Нунэ Ованесовна (1916—2017) — музыкант, профессор федерального государственного образовательного учреждения высшего профессионального образования «Санкт-Петербургская государственная консерватория (академия) имени Н. А. Римского-Корсакова»[342]
5. Розанова, Ирина Юрьевна (р. 1961) — артистка кино, город Москва[342]
6. Харатьян, Дмитрий Вадимович (р. 1960) — артист кино, город Москва[342]
7. Щербакова, Елена Александровна (р. 1952) — директор федерального государственного учреждения культуры «Государственный академический ансамбль народного танца под руководством Игоря Моисеева», город Москва[342]

14 июля 2007 года, № 880
1. Леонов, Евгений Борисович (р. 1952) — артист кино, город Санкт-Петербург[343]
2. Матвеева, Альбина Борисовна (1939—2016) — артистка театра и кино, город Москва[343]
3. Ячевский, Дмитрий Кириллович (р. 1962) — артист государственного учреждения культуры "Московский драматический театр «Сфера»[343]

25 июля 2007 года, № 947
1. Шутиков, Анатолий Иванович (р. 1946) — художественный руководитель и главный дирижёр Государственного оркестра народных инструментов Республики Татарстан государственного учреждения «Татарская государственная филармония имени Г. Тукая»[344]

6 августа 2007 года, № 1025
1. Бардин, Анатолий Юрьевич (1955—2010) — художественный руководитель краевого государственного учреждения культуры «Красноярская краевая филармония»[345]
2. Кабанов, Михаил Владимирович (р. 1957) — артист федерального государственного учреждения культуры «Московский художественный академический театр имени М. Горького»[345]
3. Калмыков, Александр Дмитриевич (р. 1953) — заместитель генерального директора — художественный руководитель федерального государственного унитарного предприятия «Российская государственная цирковая компания», город Москва[345]
4. Пермякова, Александра Андреевна (р. 1949) — художественный руководитель федерального государственного учреждения культуры «Государственный академический русский народный хор имени М. Е. Пятницкого», город Москва[345]
5. Фёдорова, Маргарита Алексеевна (1927—2016) — профессор федерального государственного образовательного учреждения высшего профессионального образования (университета) «Московская государственная консерватория имени П. И. Чайковского»[345]

20 августа 2007 года, № 1088
1. Абдуллин, Рубин Кабирович (р. 1950) — музыкант, ректор федерального государственного образовательного учреждения высшего профессионального образования «Казанская государственная консерватория (академия) имени Н. Г. Жиганова», Республика Татарстан[346]
2. Калистратов, Валерий Юрьевич (1942—2020) — композитор, профессор федерального государственного образовательного учреждения высшего профессионального образования (университета) «Московская государственная консерватория имени П. И. Чайковского»[346]
3. Лобанов, Вадим Владимирович (1940—2021) — артист кино, город Санкт-Петербург[346]

3 октября 2007 года, № 1327
1. Белякова, Римма Ивановна (р. 1937) — профессор федерального государственного образовательного учреждения высшего профессионального образования «Саратовская государственная консерватория (институт) имени Л. В. Собинова»[347]
2. Биберган, Вадим Давидович (р. 1937) — композитор, профессор федерального государственного образовательного учреждения высшего профессионального образования «Санкт-Петербургский государственный университет культуры и искусств»[347]
3. Воронина, Тамара Никитична (р. 1936) — артистка государственного учреждения культуры «Свердловская государственная академическая филармония»[347]
4. Мартемьянов, Сергей Борисович (р. 1955) — артист областного государственного учреждения культуры «Астраханский государственный театр юного зрителя»[347]
5. Черноморцев, Виктор Михайлович (1947—2014) — солист оперы Государственного академического Мариинского театра, город Санкт-Петербург[347]

10 октября 2007 года, № 1355
1. Гранатов, Борис Александрович (р. 1946) — художественный руководитель государственного учреждения культуры «Вологодский областной театр юного зрителя»[348]
2. Жердер, Римма Александровна (1940—2021) — солистка-вокалистка областного государственного учреждения культуры «Свердловский государственный академический ордена Трудового Красного Знамени театр музыкальной комедии»[348]

17 ноября 2007 года, № 1505
1. Галузин, Владимир Васильевич (р. 1956) — солист оперы Государственного академического Мариинского театра, город Санкт-Петербург[349]

4 декабря 2007 года, № 1630
1. Борисов, Андрей Саввич (р. 1951) — Министр культуры и духовного развития Республики Саха (Якутия), художественный руководитель государственного учреждения культуры Республики Саха (Якутия) «Саха академический театр имени П. А. Ойунского»[350]
2. Кычкина, Альбина Михайловна (р. 1957) — солистка оперы государственного учреждения «Государственный театр оперы и балета Республики Саха (Якутия) имени Д. К. Сивцева-Суоруна Омоллоона»[350]

10 декабря 2007 года, № 1647
1. Аверин, Владимир Иванович (р. 1957) — артист государственного учреждения культуры «Брянский областной театр юного зрителя»[351]
2. Забелина, Алла Владимировна (р. 1965) — артистка государственного учреждения культуры «Волгоградский государственный Новый экспериментальный театр»[351]
3. Славский, Александр Петрович (р. 1955) — артист государственного учреждения культуры «Приморский академический краевой драматический театр имени М. Горького»[351]

28 декабря 2007 года, № 1760
1. Березина, Екатерина Анатольевна (р. 1973) — артистка балета федерального государственного учреждения культуры «Государственный академический театр классического балета под руководством Н. Касаткиной и В. Василёва», город Москва[352]
2. Большаков, Григорий Львович (р. 1945) — артист федерального государственного учреждения культуры «Государственный академический Центральный театр кукол имени С. В. Образцова», город Москва[352]
3. Лопушанский, Константин Сергеевич (р. 1947) — кинорежиссёр, профессор федерального государственного образовательного учреждения высшего профессионального образования «Санкт-Петербургский государственный университет кино и телевидения»[352]
4. Прытков, Геннадий Николаевич (р. 1948) — артист государственного предприятия «Казанский академический русский Большой драматический театр имени В. И. Качалова», Республика Татарстан[352]

### 2008 год (68 человек)
10 января 2008 года, № 27
1. Чернов, Юрий Николаевич (р. 1949) — артист кино, город Москва[353]

25 января 2008 года, № 91
1. Егорова, Галина Григорьевна (р. 1958) — солистка-вокалистка общества с ограниченной ответственностью "Творческое объединение «Русская музыка», город Москва[354]
2. Чернышов, Владимир Дмитриевич (р. 1952) — артист государственного учреждения культуры «Тверской областной академический театр драмы»[354]

12 февраля 2008 года, № 186

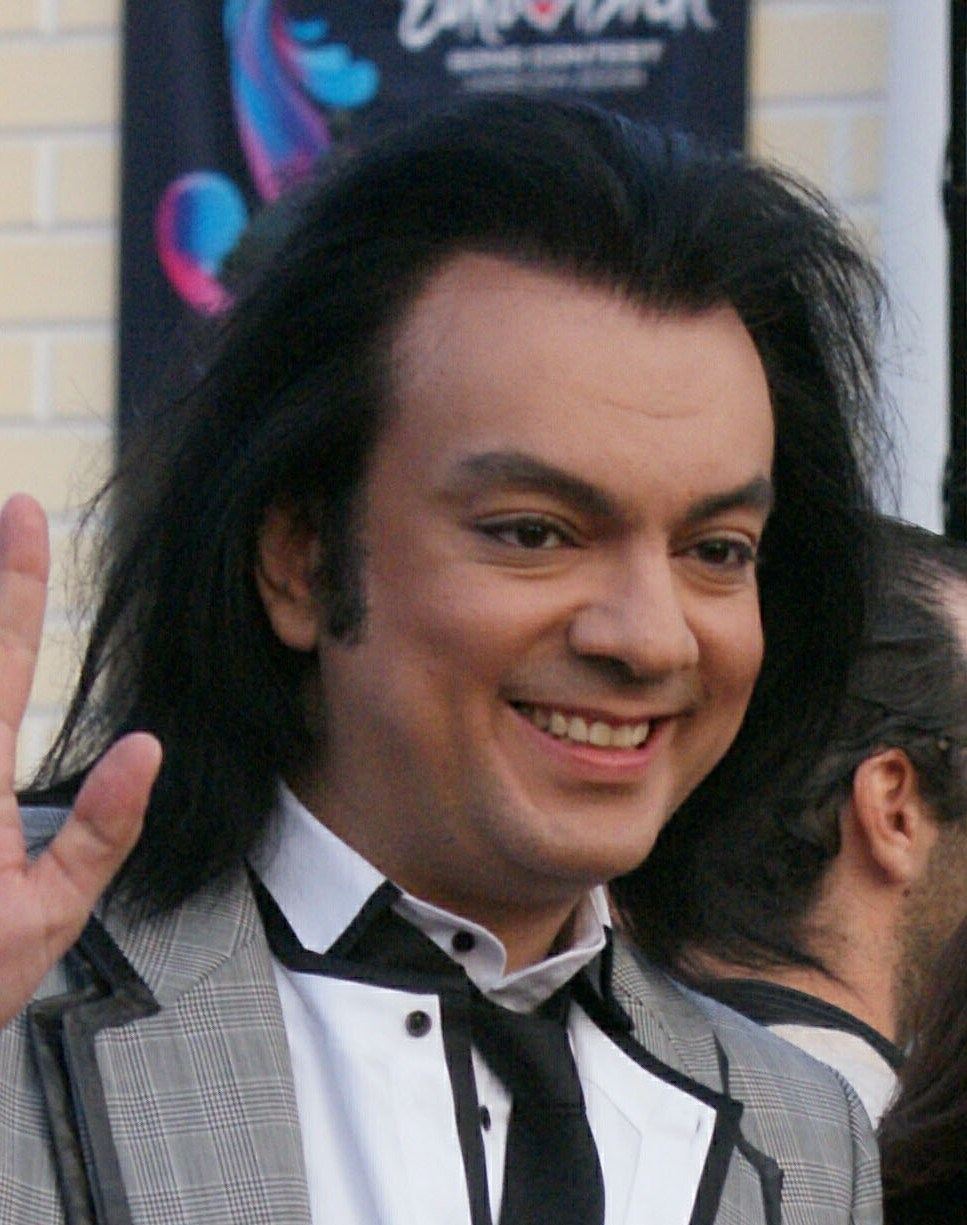
Ф. Б. Киркоров

1. Киркоров, Филипп Бедрос (р. 1967) — солист-вокалист, член правления Международного союза деятелей эстрадного искусства, город Москва[355]

21 февраля 2008 года, № 234
1. Александров, Юрий Исаакович (р. 1950) — художественный руководитель директор Санкт-Петербургского государственного учреждения культуры "Камерный музыкальный театр «Санктъ-Петербургъ Опера»[356]
2. Алексахина, Анна Яковлевна (р. 1961) — артистка государственного учреждения «Санкт-Петербургский академический театр имени Ленсовета»[356]
3. Григорьев, Евгений Валерьевич (р. 1960) — солист-вокалист государственного учреждения культуры «Белгородская государственная филармония»[356]С. Ю. Захарова

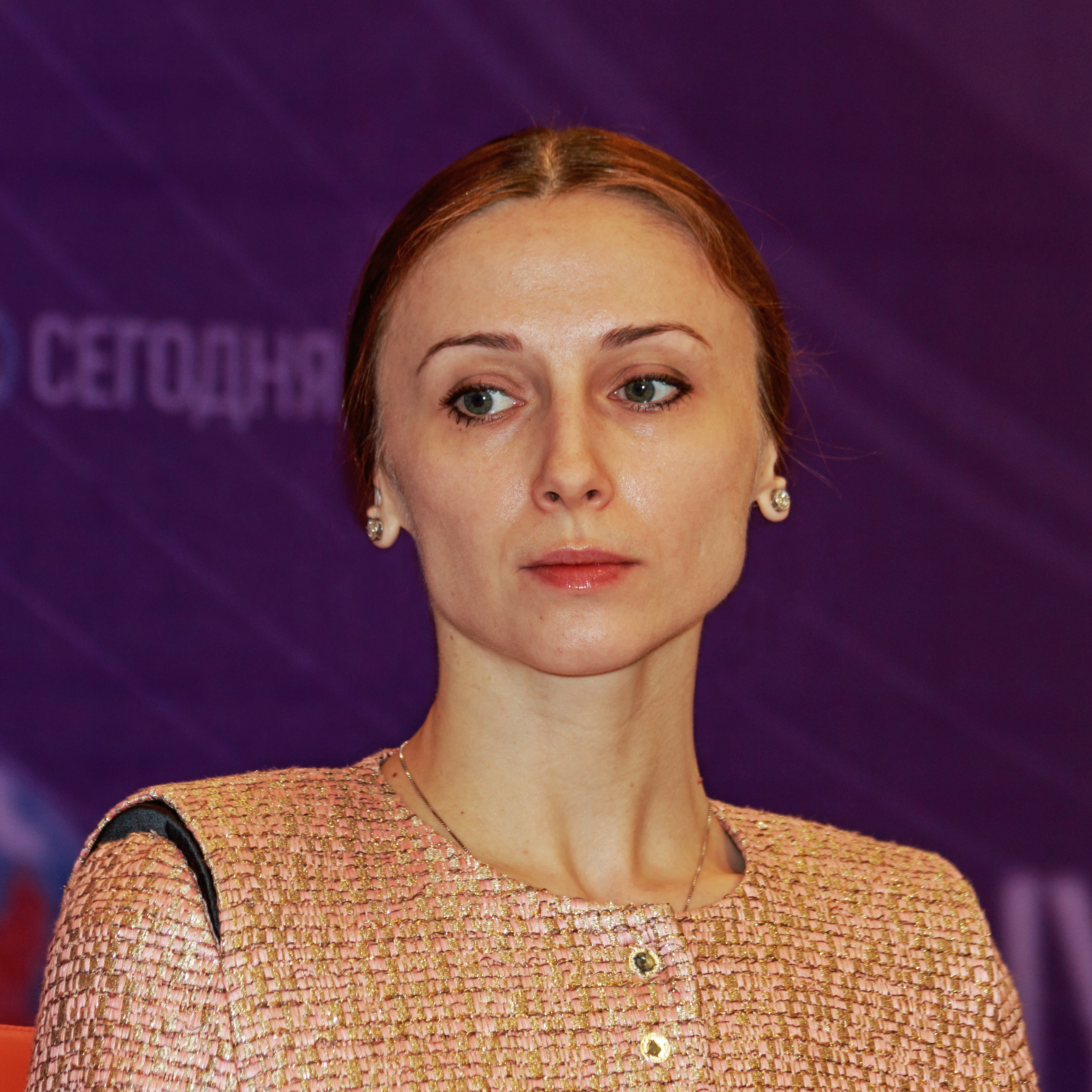
С. Ю. Захарова

4. Захарова, Светлана Юрьевна (р. 1979) — артистка балета федерального государственного учреждения «Государственный академический Большой театр России», город Москва[356]
5. Леваков, Олег Александрович (1947—2024) — артист, режиссёр-постановщик государственного учреждения «Санкт-Петербургский академический театр имени Ленсовета»[356]
6. Орлов, Олег Леонидович (1952—2014) — режиссёр-постановщик, заведующий кафедрой федерального государственного образовательного учреждения высшего профессионального образования «Санкт-Петербургский государственный университет культуры и искусств»[356]

11 марта 2008 года, № 332
1. Ванеев, Владимир Борисович (р. 1957) — солист оперы федерального государственного учреждения культуры «Государственный академический Мариинский театр», город Санкт-Петербург[357]
2. Владимирова, Татьяна Юрьевна (1950—2023) — артистка государственного учреждения культуры «Московский театр „ET CETERA“ под руководством Александра Калягина»[357]В. Б. Гаркалин

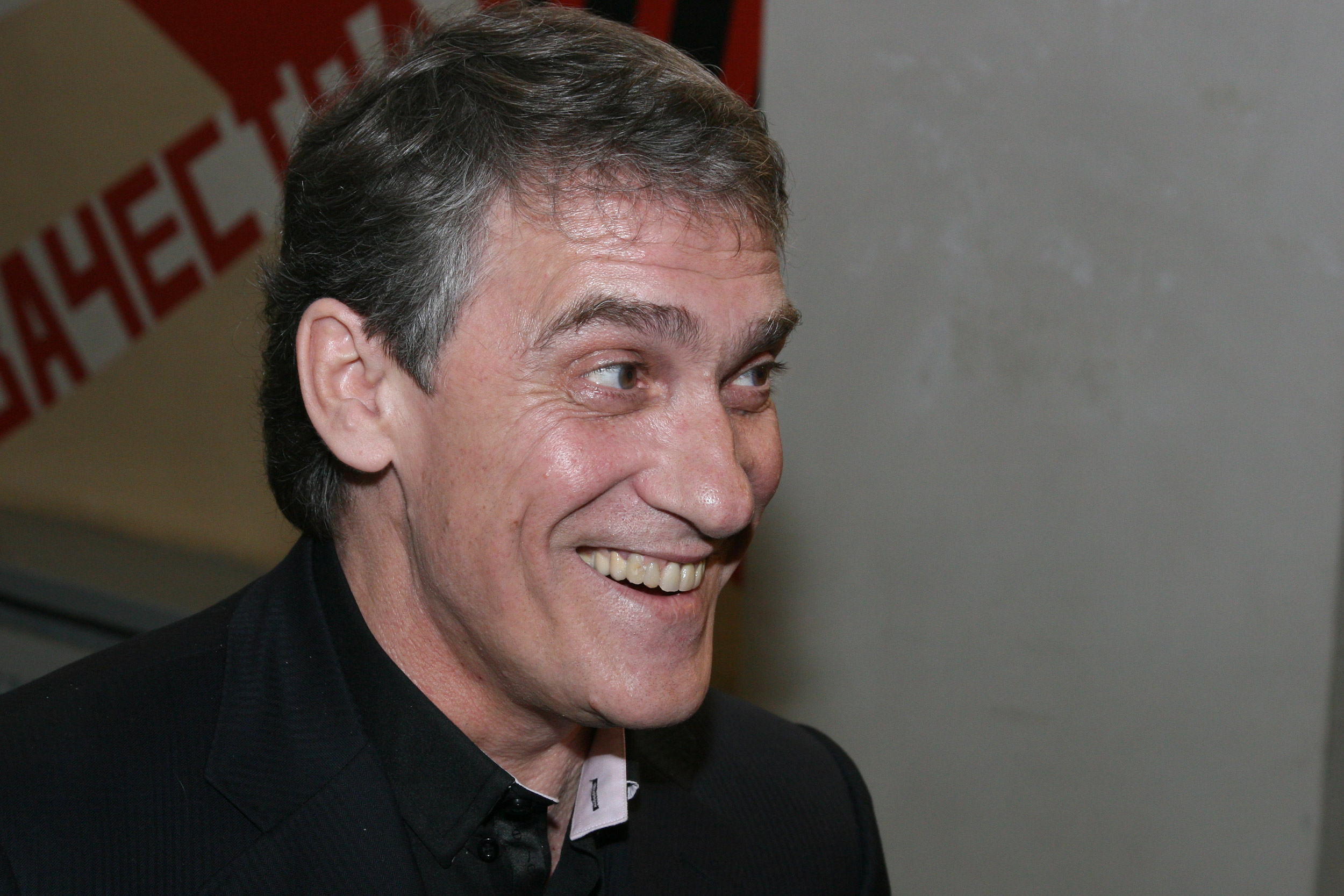
В. Б. Гаркалин

3. Гаркалин, Валерий Борисович (1954—2021) — артист государственного учреждения культуры города Москвы "Театр-студия «Человек»[357]
4. Зеленский, Игорь Анатольевич (р. 1969) — солист балета федерального государственного учреждения культуры «Государственный академический Мариинский театр», город Санкт-Петербург[357]
5. Матвеев, Владимир Михайлович (1952—2024) — артист государственного учреждения «Санкт-Петербургский академический театр имени Ленсовета»[357]
6. Смирнов, Владимир Александрович (р. 1948) — артист государственного учреждения культуры «Кировский ордена Трудового Красного Знамени драматический театр имени С. М. Кирова»[357]
7. Сухоруков, Виктор Иванович (р. 1951) — артист кино, город Москва[357]

17 марта 2008 года, № 359
1. Аюпова, Жанна Исмаиловна (р. 1966) — солистка балета федерального государственного учреждения культуры «Государственный академический Мариинский театр», город Санкт-Петербург[358]Г. Я. Гоберник

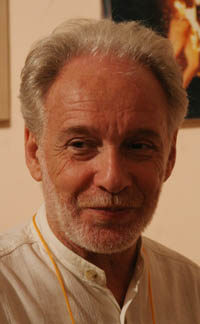
Г. Я. Гоберник

2. Гоберник, Григорий Яковлевич (р. 1944) — композитор, заместитель художественного руководителя федерального государственного учреждения культуры «Государственный академический Малый театр России», город Москва[358]
3. Заварзина, Наталья Александровна (р. 1968) — солистка оперы государственного учреждения культуры «Челябинский государственный академический театр оперы и балета имени М. И. Глинки»[358]
4. Крапивина, Наталья Михайловна (р. 1975) — артистка балета государственного учреждения культуры «Московский академический Музыкальный театр имени народных артистов К. С. Станиславского и Вл. И. Немировича-Данченко»[358]
5. Лученко, Юрий Васильевич (1941—2018) — артист федерального государственного учреждения культуры «Российский государственный академический молодёжный театр», город Москва[358]
6. Науменко, Александр Анатольевич (р. 1956) — солист оперы федерального государственного учреждения «Государственный академический Большой театр России», город Москва[358]
7. Стругачёв, Семён Михайлович (р. 1957) — артист государственного учреждения «Санкт-Петербургский академический театр имени Ленсовета»[358]

26 марта 2008 года, № 409
1. Ерасов, Владимир Павлович (1939—2014) — артист государственного учреждения культуры «Мурманский областной драматический театр»[359]
2. Иванов, Александр Алексеевич (р. 1946) — артист муниципального учреждения культуры «Театр драмы» города Каменска-Уральского, Свердловская область[359]О. К. Кузьменко

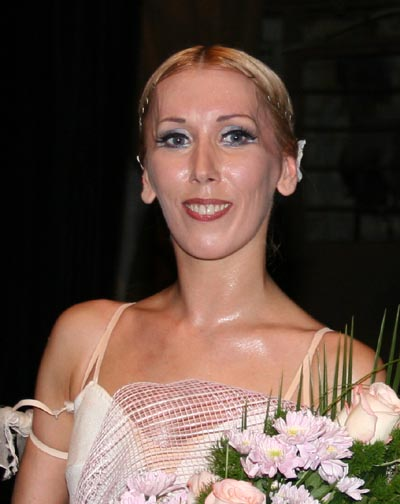
О. К. Кузьменко

3. Кузьменко, Оксана Константиновна (р. 1974) — артистка балета государственного учреждения культуры «Московский академический Музыкальный театр имени народных артистов К. С. Станиславского и Вл. И. Немировича-Данченко»[359]
4. Филатов, Евгений Александрович (р. 1955) — артист государственного учреждения «Санкт-Петербургский академический театр имени Ленсовета»[359]
5. Цес, Станислав Гергардович (р. 1961) — артист большого симфонического оркестра федерального государственного учреждения культуры «Государственный академический Мариинский театр», город Санкт-Петербург[359]

11 апреля 2008 года, № 478
1. Глазков, Николай Григорьевич (1949—2024) — солист оперы государственного учреждения культуры «Челябинский государственный академический театр оперы и балета имени М. И. Глинки»[360]
2. Зориктуева, Марта Цыреновна (р. 1949) — артистка Государственного ордена Трудового Красного Знамени Бурятского академического театра драмы имени Хоца Намсараева[360]
3. Каменецкий, Ефим Айзикович (1935—2021) — артист Санкт-Петербургского государственного учреждения культуры «Академический драматический театр имени В. Ф. Комиссаржевской»[360]
4. Шатилова, Татьяна Юрьевна (р. 1947) — артистка федерального государственного учреждения культуры «Российский государственный академический молодёжный театр», город Москва[360]

24 апреля 2008 года, № 574
1. Корольчук, Георгий Алексеевич (р. 1946) — артист Санкт-Петербургского государственного учреждения культуры «Академический драматический театр имени В. Ф. Комиссаржевской»[361]
2. Поповичев, Александр Васильевич (р. 1947) — директор, художественный руководитель государственного учреждения культуры "Государственный ансамбль песни и танца Тамбовской области «Ивушка»[361]

21 мая 2008 года, № 824
1. Акбаев, Азретали Шогайевич (р. 1948) — артист республиканского государственного учреждения «Карачаевский драматический театр», Карачаево-Черкесская Республика[362]
2. Дуров, Алексей Данилович (р. 1940) — артист государственного учреждения культуры «Ульяновский областной драматический театр»[362]
3. Железкин, Станислав Фёдорович (1952—2017) — артист, художественный руководитель Мытищинского городского муниципального театра кукол «Огниво», Московская область[362]
4. Осинцова, Ирина Павловна (р. 1937) — главный режиссёр-постановщик, член правления Международного союза деятелей эстрадного искусства, директор — художественный руководитель федерального государственного учреждения культуры «Всероссийская творческая мастерская эстрадного искусства имени Л. С. Маслюкова», город Москва[362]
5. Тарасова, Наталья Кимовна (р. 1957) — артистка-вокалистка, проректор по творческой работе федерального государственного образовательного учреждения высшего профессионального образования «Астраханская государственная консерватория (институт)»[362]В. П. Фокин

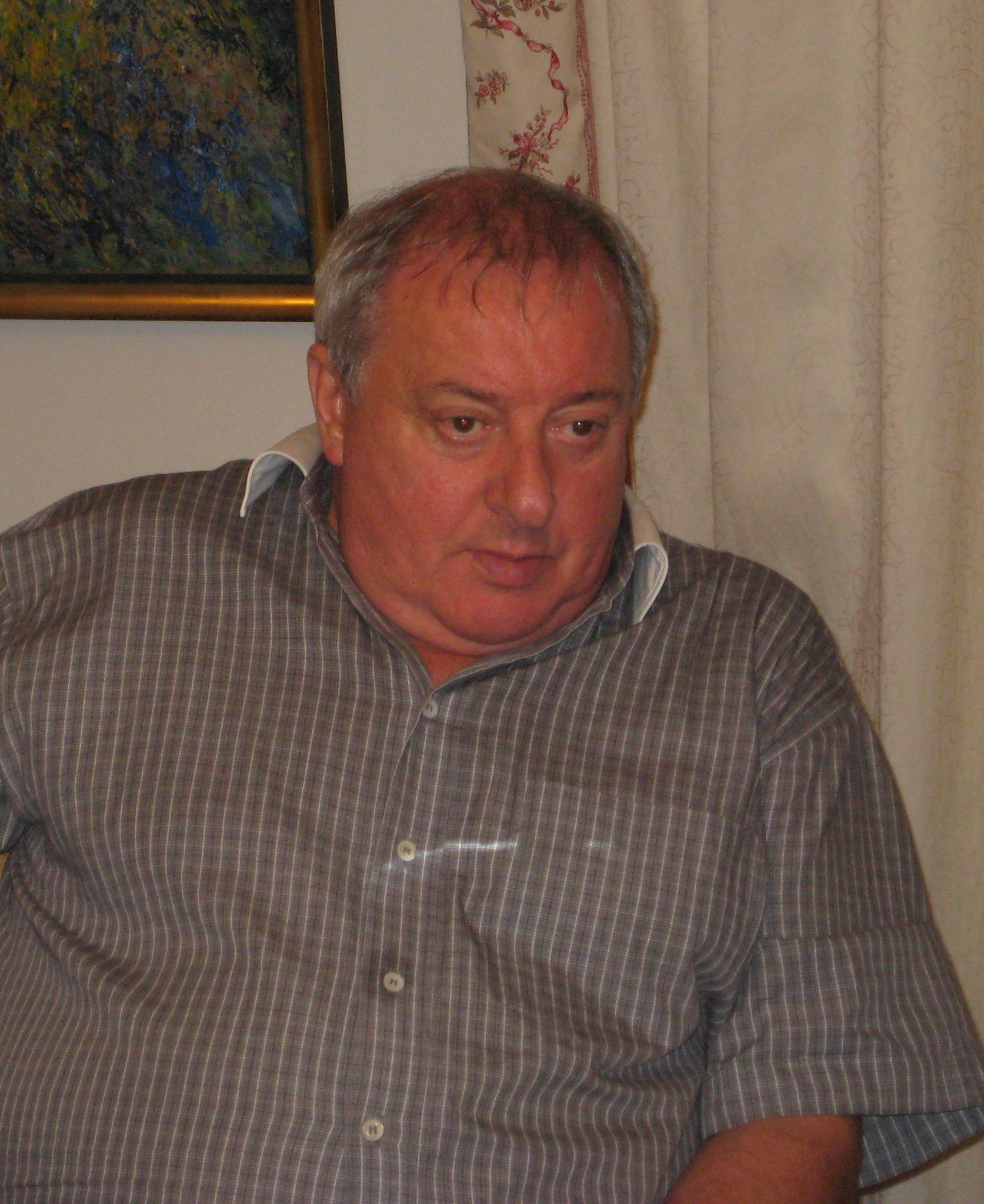
В. П. Фокин

6. Фокин, Владимир Петрович (р. 1945) — кинорежиссёр, город Москва[362]
7. Харитонова, Елена Германовна (р. 1965) — артистка федерального государственного учреждения «Государственный академический Малый театр России», город Москва[362]

4 июня 2008 года, № 893
1. Бреда, Маргарита Анатольевна (р. 1945) — артистка федерального казённого предприятия «Российская государственная цирковая компания», город Москва[363]
2. Утяшев, Хурматулла Газзалеевич (р. 1959) — артист, первый заместитель директора государственного учреждения культуры и искусства «Башкирский ордена Трудового Красного Знамени академический театр драмы имени Мажита Гафури»[363]

12 июня 2008 года, № 955

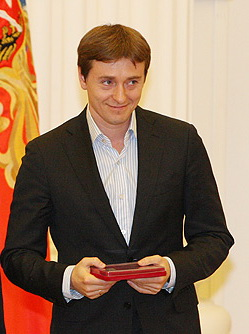
С. В. Безруков

1. Безруков, Сергей Витальевич (р. 1973) — артист государственного учреждения культуры «Московский театр под руководством О. Табакова»[364]
2. Белоголовцев, Дмитрий Владимирович (р. 1973) — артист балета федерального государственного учреждения «Государственный академический Большой театр России», город Москва[364]
3. Гуревич, Андрей Алексеевич (р. 1964) — артист Русского академического оркестра государственного учреждения культуры «Новосибирская государственная филармония»[364]
4. Нестеров, Валерий Кузьмич (р. 1950) — художественный руководитель вокально-хореографической группы детского фольклорного коллектива «Звонница» федерального государственного унитарного предприятия «Всероссийская государственная телевизионная и радиовещательная компания», город Москва[364]
5. Яковлева, Елена Юрьевна (р. 1961) — артистка государственного учреждения культуры «Московский академический театр сатиры»[364]

1 сентября 2008 года, № 1292
1. Газданов, Булат Гаппоевич (1936—2024) — художественный руководитель и дирижёр Национального государственного оркестра народных инструментов Республики Северная Осетия — Алания[365]
2. Егоров, Вячеслав Павлович (р. 1947) — солист-вокалист, режиссёр-постановщик краевого государственного театрально-концертного учреждения «Краснодарское творческое объединение „Премьера“ имени Л. Г. Гатова»[365]
3. Лебедев, Леонид Викторович (р. 1965) — артист, концертмейстер группы флейт федерального государственного учреждения культуры «Государственный академический симфонический оркестр России имени Е. Ф. Светланова», город Москва[365]
4. Матвеев, Валерий Николаевич (р. 1940) — солист-вокалист Санкт-Петербургского государственного учреждения «Санкт-Петербургский государственный театр музыкальной комедии»[365]

29 сентября 2008 года, № 1422
1. Касеева, Нелли Александровна (р. 1937) — артистка федерального казённого предприятия «Российская государственная цирковая компания», город Москва[366]

4 октября 2008 года, № 1437
1. Асафов, Михаил Васильевич (1950—2018) — артист государственного учреждения культуры Владимирской области «Театральный комплекс»[367]
2. Березина, Татьяна Борисовна (р. 1960) — артистка государственного учреждения культуры «Читинский областной драматический театр», Забайкальский край[367]
3. Томилин, Юрий Владимирович (1953—2025) — артист Тамбовского областного государственного учреждения культуры «Тамбовтеатр»[367]

22 октября 2008 года, № 1512
1. Фурманов, Рудольф Давидович (1938—2021) — художественный руководитель — директор учреждения культуры «Санкт-Петербургский театр „Русская антреприза“ имени Андрея Миронова»[368]

12 ноября 2008 года, № 1605
1. Клевцов, Юрий Викторович (р. 1970) — артист балета федерального государственного учреждения «Государственный академический Большой театр России», город Москва[369]
2. Лушечкина, Любовь Дмитриевна (р. 1951) — артистка государственного учреждения культуры и искусства «Новгородский академический театр драмы имени Ф. М. Достоевского»[369]
3. Успенский, Валерий Всеволодович (1939—2019) — профессор кафедры хорового дирижирования федерального государственного образовательного учреждения высшего профессионального образования «Санкт-Петербургская государственная консерватория (академия) имени Н. А. Римского-Корсакова»[369]
4. Фертельмейстер, Эдуард Борисович (р. 1947) — ректор, профессор кафедры хорового дирижирования федерального государственного образовательного учреждения высшего профессионального образования «Нижегородская государственная консерватория (академия) имени М. И. Глинки»[369]

17 ноября 2008 года, № 1614
1. Антоничева, Анна Анатольевна (р. 1973) — артистка балета федерального государственного учреждения «Государственный академический Большой театр России», город Москва[370]
2. Досталь, Николай Николаевич (1946—2023) — кинорежиссёр-постановщик федерального государственного унитарного предприятия "Киноконцерн «Мосфильм»[370]

20 ноября 2008 года, № 1639

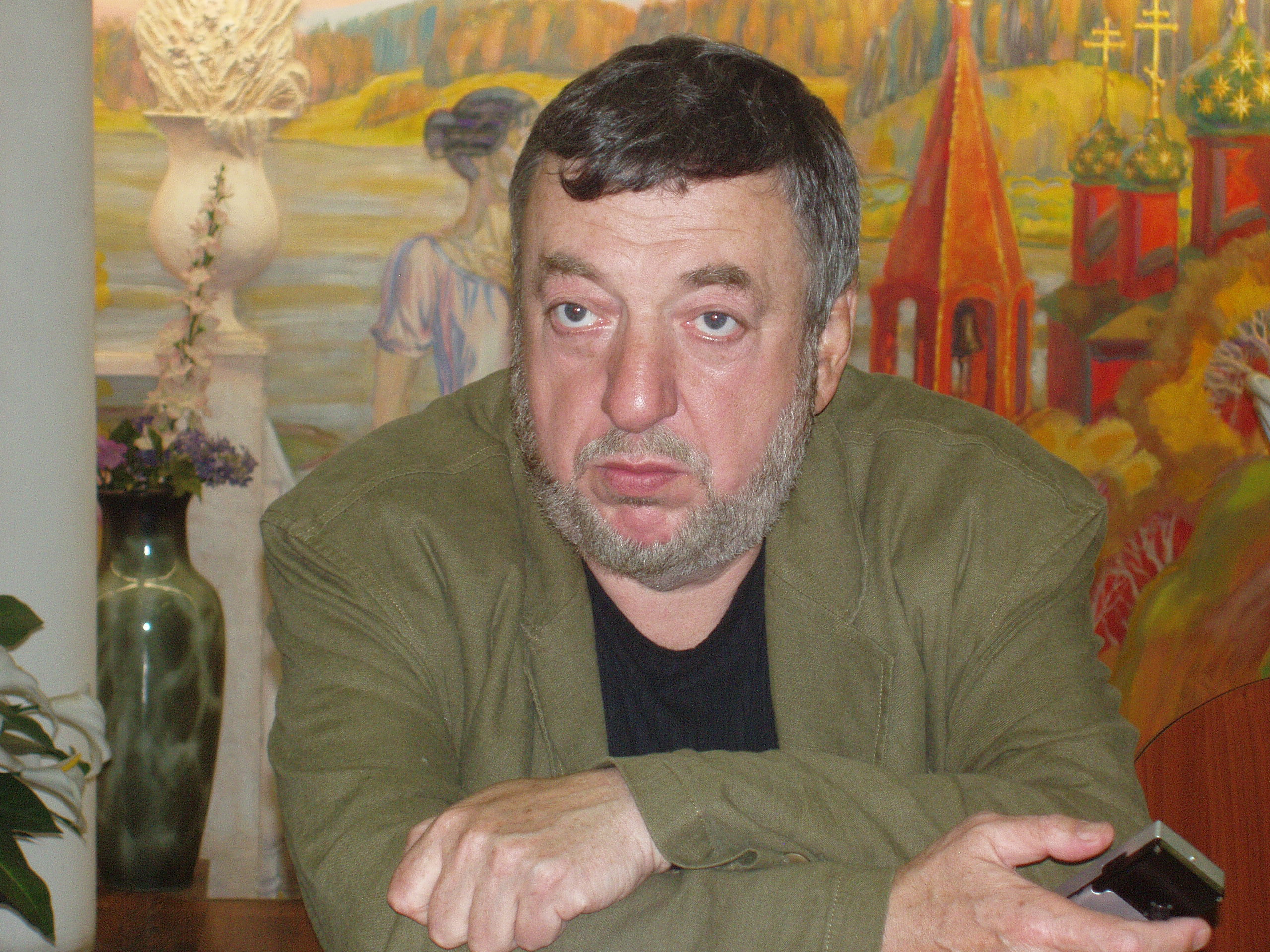
П. С. Лунгин

1. Лунгин, Павел Семёнович (р. 1949) — кинорежиссёр-постановщик, художественный руководитель общества с ограниченной ответственностью «СПЛ ФИЛЬМ», город Москва[371]

1 декабря 2008 года, № 1700
1. Григорьев, Виктор Сергеевич (р. 1951) — солист-вокалист государственного учреждения культуры «Саратовский академический театр оперы и балета»[372]
2. Сирин, Александр Вячеславович (р. 1955) — артист государственного учреждения культуры города Москвы "Московский государственный театр «Ленком»[372]

16 декабря 2008 года, № 1782
1. Деметер, Любовь Георгиевна (1948—2017) — солистка-вокалистка, руководитель ансамбля Федеральной национально-культурной автономии российских цыган, город Москва[373]

### 2009 год (29 человек)
5 февраля 2009 года, № 117
1. Беляева, Марина Октябрьевна (р. 1956) — артистка, работник федерального государственного учреждения культуры «Российский государственный академический Большой драматический театр имени Г. А. Товстоногова», город Санкт-Петербург[374]
2. Венгалите, Ируте Витауто (р. 1956) — артистка, работник федерального государственного учреждения культуры «Российский государственный академический Большой драматический театр имени Г. А. Товстоногова», город Санкт-Петербург[374]
3. Заблудовский, Изиль Захарович (1927—2010) — артист, работник федерального государственного учреждения культуры «Российский государственный академический Большой драматический театр имени Г. А. Товстоногова», город Санкт-Петербург[374]

6 февраля 2009 года, № 134
1. Карпинская, Светлана Алексеевна (1937—2017) — артистка Санкт-Петербургского государственного учреждения культуры «Академический театр Комедии имени Н. П. Акимова»[375]
2. Редькин, Владимир Николаевич (1956—2021) — солист оперы федерального государственного учреждения «Государственный академический Большой театр России», город Москва[375]

5 апреля 2009 года, № 348
1. Булдаков, Алексей Иванович (1951—2019) — артист кино, член общественной организации «Союз кинематографистов Российской Федерации», город Москва[376]
2. Бурко, Игорь Владимирович (1944—2018) — солист-инструменталист, директор муниципального учреждения культуры «Уральский диксиленд Игоря Бурко» города Челябинска[376]
3. Мукасей, Анатолий Михайлович (р. 1938) — кинооператор-постановщик федерального государственного унитарного предприятия "Киноконцерн «Мосфильм», город Москва[376]

16 апреля 2009 года, № 403
1. Теличкина, Валентина Ивановна (р. 1945) — артистка федерального государственного учреждения культуры «Государственный театр киноактёра», город Москва[377]

21 апреля 2009 года, № 438
1. Бруни, Алексей Михайлович (р. 1954) — солист, концертмейстер Российского национального оркестра Фонда поддержки национальной культуры Михаила Плетнёва, город Москва[378]
2. Лиепа, Андрис Марисович (р. 1962) — режиссёр-постановщик, председатель правления Регионального общественного благотворительного фонда содействия развитию хореографического искусства имени Мариса Лиепы, город Москва[378]

24 апреля 2009 года, № 453
1. Александрова, Мария Александровна (р. 1978) — артистка балета федерального государственного учреждения «Государственный академический Большой театр России», город Москва[379]

7 мая 2009 года, № 521

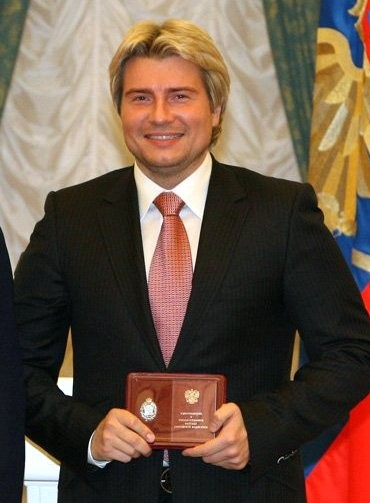
Н. В. Басков

1. Басков, Николай Викторович (р. 1976) — солист-вокалист, член Международного союза деятелей эстрадного искусства (творческого союза), город Москва[380]

15 мая 2009 года, № 555
1. Налбандян, Вагинак Оганесович (1937—2017) — главный балетмейстер государственного учреждения "Академический заслуженный ансамбль танца Дагестана «Лезгинка»[381]

22 июня 2009 года, № 698

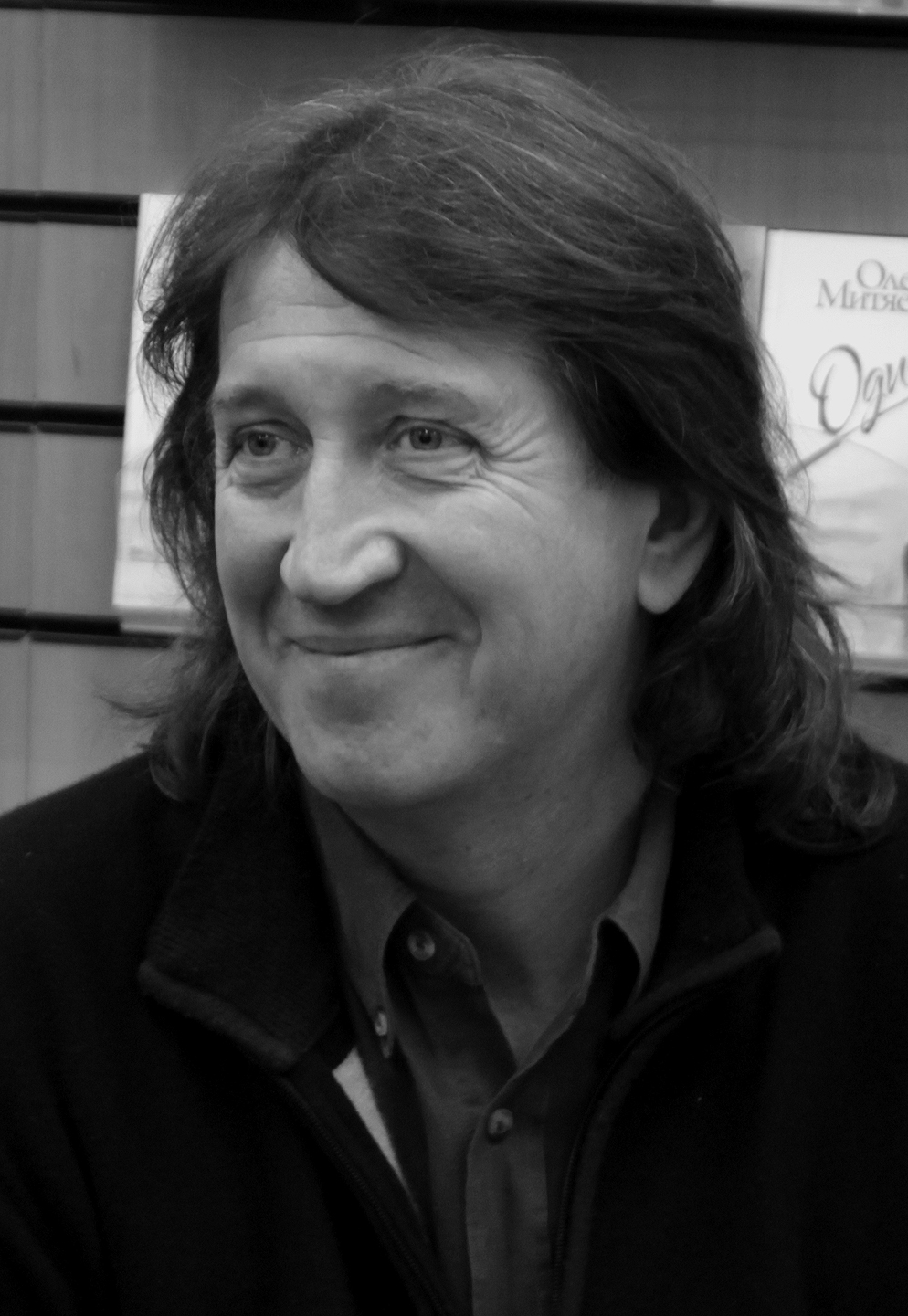
О. Г. Митяев

1. Митяев, Олег Григорьевич (р. 1956) — автор и исполнитель песен, член правления Международного союза деятелей эстрадного искусства (творческого союза), город Москва[382]
2. Стужев, Виталий Львович (р. 1939) — артист государственного учреждения культуры Ярославской области «Ярославский государственный театр юного зрителя»[382]

22 июня 2009 года, № 699
1. Карпова, Екатерина Александровна (р. 1951) — артистка областного государственного учреждения культуры «Орловский государственный академический театр имени И. С. Тургенева»[383]

22 июня 2009 года, № 700
1. Трибельгорн, Александр Александрович (1948—2013) — артист государственного учреждения культуры «Государственный ордена Дружбы народов академический театр драмы имени В. Савина Республики Коми»[384]

7 июля 2009 года, № 783

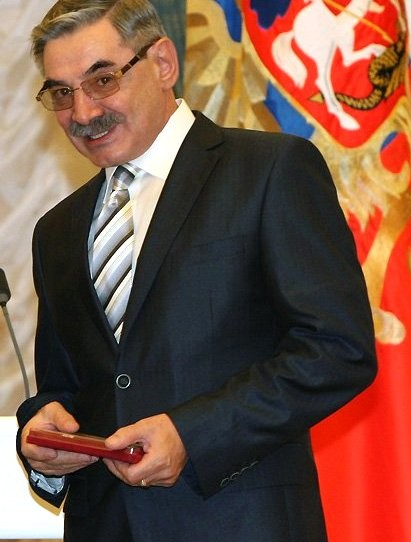
А. В. Панкратов-Чёрный

1. Панкратов, Александр Васильевич (р. 1949) — артист, кинорежиссёр-постановщик федерального государственного унитарного предприятия "Киноконцерн «Мосфильм», город Москва[385]

20 июля 2009 года, № 835
1. Егоров, Валерий Петрович (1956—2023) — артист областного государственного учреждения культуры «Курский государственный драматический театр имени А. С. Пушкина»[386]

25 октября 2009 года, № 1183
1. Лазарев, Юрий Сергеевич (р. 1944) — артист, работник Санкт-Петербургского государственного учреждения культуры «Академический театр Комедии имени Н. П. Акимова»[387]
2. Никитенко, Валерий Ефремович (р. 1940) — артист, работник Санкт-Петербургского государственного учреждения культуры «Академический театр Комедии имени Н. П. Акимова»[387]

13 ноября 2009 года, № 1284
1. Чулков, Геннадий Фролович (1937—2018) — артист государственного учреждения культуры города Москвы «Театр на Покровке»[388]

19 ноября 2009 года, № 1301
1. Хакишев, Руслан Шалаудинович (р. 1938) — художественный руководитель государственного учреждения «Чеченский государственный драматический театр имени Х. Нурадилова»[389]
2. Черкасов, Геннадий Васильевич (1949—2017) — артист-вокалист государственного научно-творческого учреждения Краснодарского края «Кубанский казачий хор»[389]

23 ноября 2009 года, № 1333

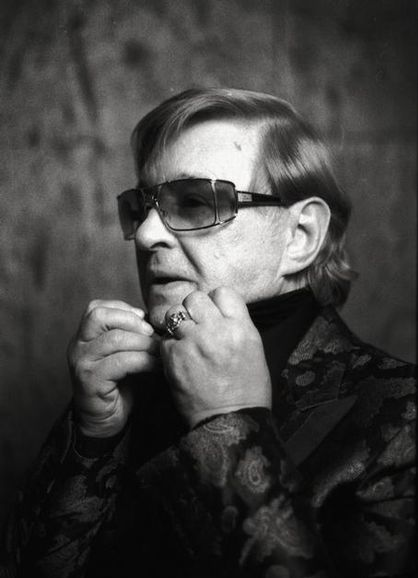
Р. Г. Виктюк

1. Виктюк, Роман Григорьевич (1936—2020) — художественный руководитель государственного учреждения культуры города Москвы «Театр Романа Виктюка»[390]

5 декабря 2009 года, № 1391
1. Кондратьева, Татьяна Петровна (р. 1952) — артистка государственного учреждения культуры "Саратовский театр кукол «Теремок»[391]

11 декабря 2009 года, № 1429
1. Позднеев, Владимир Александрович (р. 1958) — художественный руководитель Оренбургского государственного академического русского народного хора государственного учреждения культуры «Оренбургская областная филармония»[392]

30 декабря 2009 года, № 1514
1. Ахмадов, Рамзан Аюбович (р. 1954) — первый заместитель Министра культуры Чеченской Республики[393]

## 2010-е годы (126 человек)

### 2010 год (21 человек)
15 января 2010 года, № 67

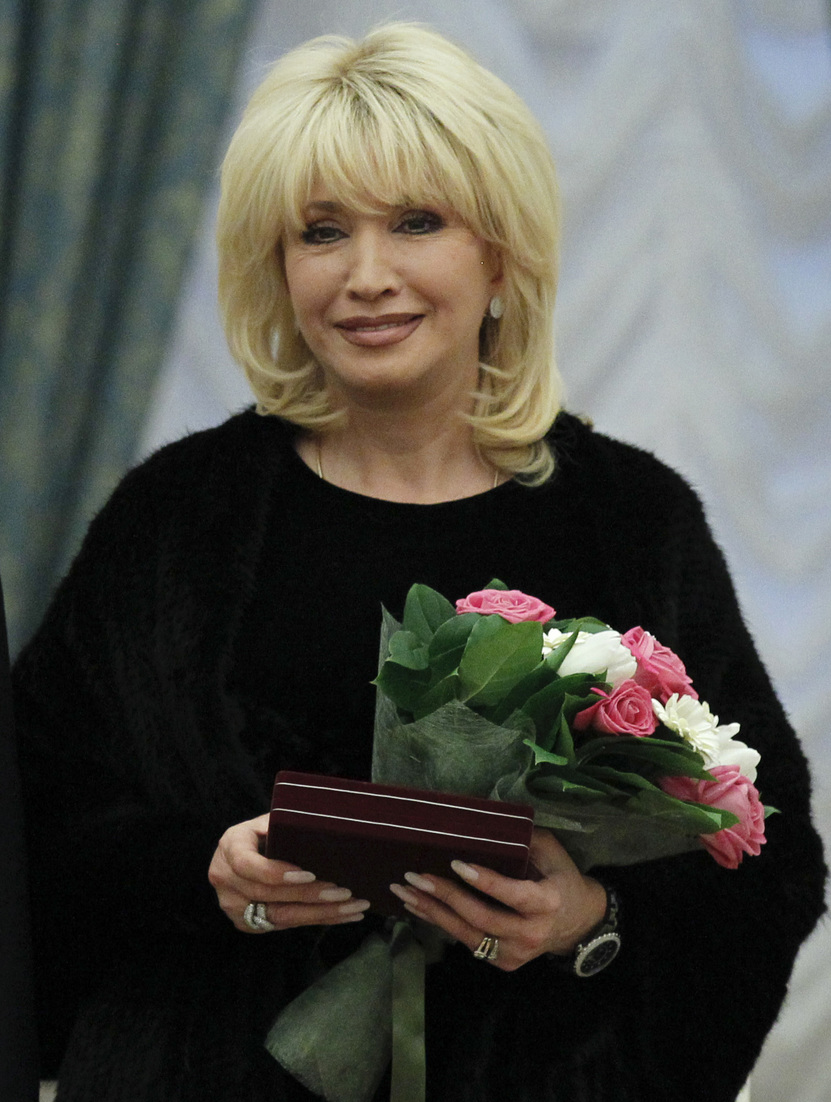
И. А. Аллегрова

1. Аллегрова, Ирина Александровна (р. 1952) — солистка-вокалистка, член правления Международного союза деятелей эстрадного искусства (творческого союза), город Москва[394]
2. Ровинский, Владимир Леонидович (р. 1953) — артист федерального государственного учреждения культуры «Московский Художественный академический театр имени М. Горького»[394]

15 февраля 2010 года, № 188
1. Буйнов, Александр Николаевич (р. 1950) — артист-вокалист, член Международного союза деятелей эстрадного искусства (творческого союза), город Москва[395]
2. Сазонтьев, Сергей Владиславович (1946—2011) — артист федерального государственного учреждения культуры «Московский Художественный академический театр имени А. П. Чехова»[395]

16 февраля 2010 года, № 196
1. Серебряков, Алексей Валерьевич (р. 1964) — артист государственного учреждения культуры города Москвы "Московский государственный театр «Ленком»[396]

3 марта 2010 года, № 263
1. Колпакчи-Кузнецова, Марина Владимировна (р. 1933) — балетмейстер федерального государственного учреждения культуры «Государственный академический театр классического балета под руководством Н. Касаткиной и В. Василева», город Москва[397]
2. Хотиненко, Владимир Иванович (р. 1952) — кинорежиссёр, профессор кафедры федерального государственного образовательного учреждения высшего и послевузовского профессионального образования «Всероссийский государственный университет кинематографии имени С. А. Герасимова», город Москва[397]

17 марта 2010 года, № 324
1. Панков, Альберт Павлович (1933—2020) — артист-вокалист Санкт-Петербургского государственного учреждения «Санкт-Петербургский государственный театр музыкальной комедии»[398]
2. Хомяков, Владимир Викторович (р. 1960) — артист-инструменталист областного государственного учреждения культуры «Челябинское концертное объединение»[398]

19 апреля 2010 года, № 472
1. Булдаков, Андрей Васильевич (р. 1966) — солист балета государственного учреждения культуры «Челябинский государственный академический театр оперы и балета имени М. И. Глинки»[399]
2. Назаренко, Людмила Евгеньевна (р. 1958) — старший концертмейстер Центрального пограничного ансамбля Федеральной службы безопасности Российской Федерации, город Москва[399]

20 апреля 2010 года, № 495
1. Селютина, Любовь Семёновна (р. 1952) — артистка государственного учреждения культуры города Москвы «Московский театр на Таганке»[400]

25 мая 2010 года, № 643
1. Маликов, Дмитрий Юрьевич (р. 1970) — пианист, солист-вокалист, композитор, член правления Международного союза деятелей эстрадного искусства (творческого союза), город Москва[401]

29 июня 2010 года, № 781
1. Долженко, Ирина Игоревна (р. 1959) — артистка-вокалистка федерального государственного учреждения «Государственный академический Большой театр России», город Москва[402]В. Л. Машков

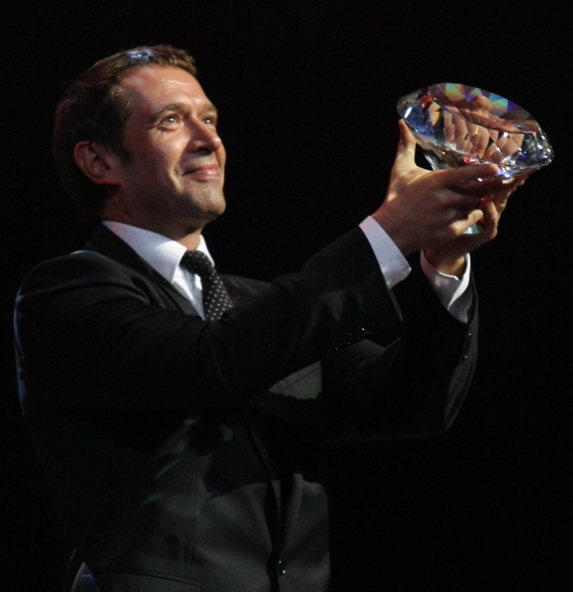
В. Л. Машков

2. Машков, Владимир Львович (р. 1963) — артист государственного учреждения культуры города Москвы «Московский театр под руководством О. Табакова»[402]

16 июля 2010 года, № 909
1. Балахничёва, Наталья Геннадьевна (р. 1974) — артистка балета театра «Кремлёвский балет» федерального государственного учреждения культуры «Государственный Кремлёвский Дворец» Управления делами Президента Российской Федерации[403]
2. Турецкий, Михаил Борисович (р. 1962) — художественный руководитель государственного учреждения «Мужской камерный еврейский хор», город Москва[403]

19 июля 2010 года, № 914
1. Маркина, Елена Степановна (р. 1937) — артистка государственного учреждения «Санкт-Петербургский академический театр имени Ленсовета»[404]
2. Милованов, Леонид Петрович (р. 1949) — художественный руководитель государственного учреждения "Ансамбль танца «Казаки России», Липецкая область[404]

30 июля 2010 года, № 957
1. Спесивцев, Вячеслав Семёнович (р. 1943) — художественный руководитель государственного учреждения города Москвы «Московский экспериментальный театр под руководством В. Спесивцева»[405]

25 декабря 2010 года, № 1608
1. Оганезов, Левон Саркисович (р. 1940) — солист-пианист, концертмейстер, член межрегиональной общественной организации «Гильдия актёров кино России», город Москва[406]

### 2011 год (25 человек)
7 января 2011 года, № 24
1. Кузьмин, Владимир Борисович (р. 1955) — артист-вокалист, город Москва[407]

21 марта 2011 года, № 336
1. Аскаров, Салават Ахметович (1946—2019) — артист-вокалист государственного учреждения культуры и искусства «Башкирский государственный театр оперы и балета»[408]
2. Вержбицкий, Виктор Александрович (р. 1959) — артист государственного учреждения культуры города Москвы «Московский драматический театр имени А. С. Пушкина»[408]
3. Гергиева, Лариса Абисаловна (р. 1952) — художественный руководитель Академии молодых певцов федерального государственного учреждения культуры «Государственный академический Мариинский театр», город Санкт-Петербург[408]
4. Глаголева, Вера Витальевна (1956—2017) — артистка кино, член общественной организации «Союз кинематографистов Российской Федерации», город Москва[408]
5. Дмитриева, Людмила Борисовна (р. 1947) — артистка государственного учреждения культуры города Москвы «Московский театр „ЕТ CETERA“ под руководством Александра Калягина»[408]Ф. В. Добронравов

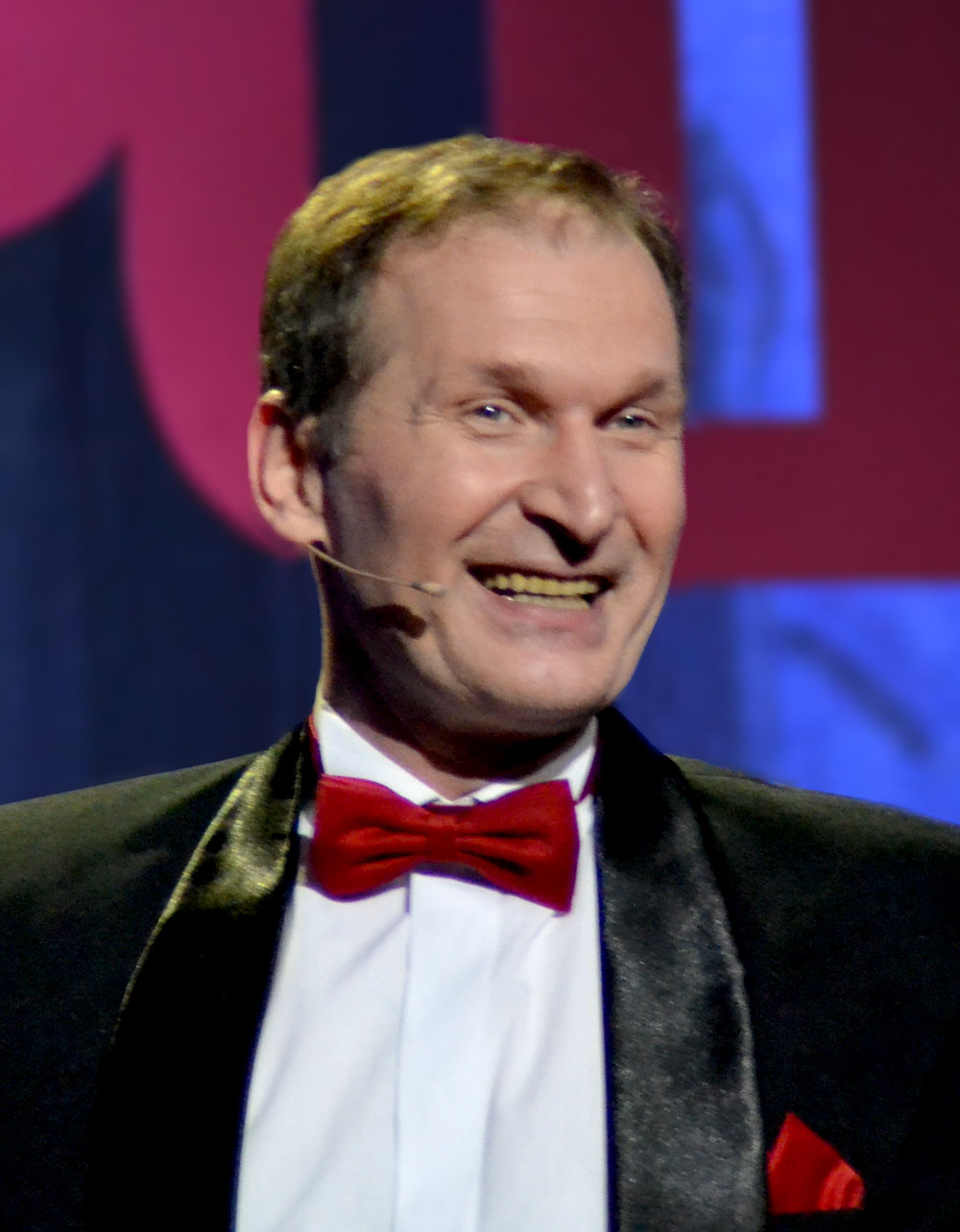
Ф. В. Добронравов

6. Добронравов, Фёдор Викторович (р. 1961) — артист государственного бюджетного учреждения культуры города Москвы «Московский академический театр сатиры»[408]
7. Карлов, Валентин Борисович (р. 1947) — артист Академического симфонического оркестра федерального государственного учреждения культуры «Санкт-Петербургская академическая филармония имени Д. Д. Шостаковича»[408]
8. Кузин, Александр Сергеевич (р. 1953) — режиссёр, профессор кафедры федерального государственного образовательного учреждения высшего профессионального образования «Ярославский государственный театральный институт»[408]
9. Лисс, Дмитрий Ильич (р. 1960) — главный дирижёр художественный руководитель Уральского академического филармонического оркестра государственного автономного учреждения культуры Свердловской области «Свердловская ордена Трудового Красного Знамени государственная академическая филармония»[408]
10. Михайлова, Светлана Владимировна (р. 1956) — артистка государственного учреждения культуры «Архангельский областной театр кукол»[408]
11. Невзоров, Борис Георгиевич (1950—2022) — артист федерального государственного учреждения культуры «Государственный академический Малый театр России», город Москва[408]И. А. Ниорадзе

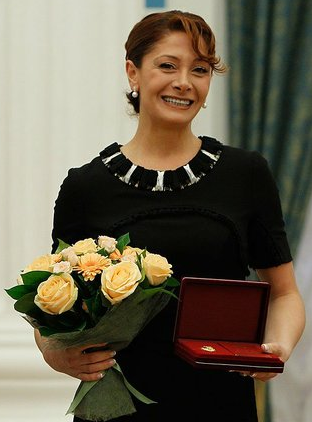
И. А. Ниорадзе

12. Ниорадзе, Ирма Амирановна (р. 1969) — солистка балета федерального государственного учреждения культуры «Государственный академический Мариинский театр», город Санкт-Петербург[408]
13. Петров, Александр Васильевич (р. 1949) — художественный руководитель Санкт-Петербургского государственного учреждения культуры "Детский музыкальный театр «Зазеркалье»[408]
14. Романова, Нина Ивановна (р. 1946) — артистка-вокалистка Санкт-Петербургского государственного учреждения культуры «Санкт-Петербургский государственный академический театр оперы и балета имени М. П. Мусоргского — Михайловский театр»[408]
15. Сергияков, Владимир Николаевич (р. 1950) — артист государственного учреждения культуры «Приморский академический краевой драматический театр имени М. Горького»[408]
16. Снежкин, Сергей Олегович (р. 1954) — режиссёр-постановщик, директор общества с ограниченной ответственностью "Киностудия детских и юношеских фильмов «Бармалей», город Санкт-Петербург[408]
17. Талыпин, Олег Евгеньевич (1929—2019) — артист Академического симфонического оркестра федерального государственного учреждения культуры «Санкт-Петербургская академическая филармония имени Д. Д. Шостаковича»[408]
18. Тутов, Заур Нажидович (р. 1951) — артист-вокалист, город Москва[408]
19. Хржановский, Андрей Юрьевич (р. 1939) — режиссёр автономной некоммерческой организации "Школа-студия анимационного кино «ШАР», город Москва[408]
20. Черницкий, Юрий Михайлович (1943—2015) — артист областного государственного учреждения культуры «Астраханский драматический театр»[408]
21. Чернушенко, Александр Владиславович (р. 1960) — главный дирижёр государственного учреждения культуры «Государственная академическая Капелла Санкт-Петербурга»[408]
22. Шарапов, Игорь Юрьевич (р. 1961) — артист Академического симфонического оркестра федерального государственного учреждения культуры «Санкт-Петербургская академическая филармония имени Д. Д. Шостаковича»[408]

4 мая 2011 года, № 571
1. Мацуев, Денис Леонидович (р. 1975) — артист, солист-инструменталист федерального государственного учреждения культуры «Московская государственная академическая филармония»[409]

28 октября 2011 года, № 1437
1. Бутман, Игорь Михайлович (р. 1961) — главный художественный руководитель общества с ограниченной ответственностью «Джаз-оркестр Игоря Бутмана», город Москва[410]

### 2012 год (28 человек)
9 января 2012 года, № 33
1. Герзмава, Хибла Леварсовна (р. 1970) — солистка оперы государственного учреждения культуры города Москвы «Московский академический Музыкальный театр имени народных артистов К. С. Станиславского и Вл. И. Немировича-Данченко»[411]К. Ю. Хабенский

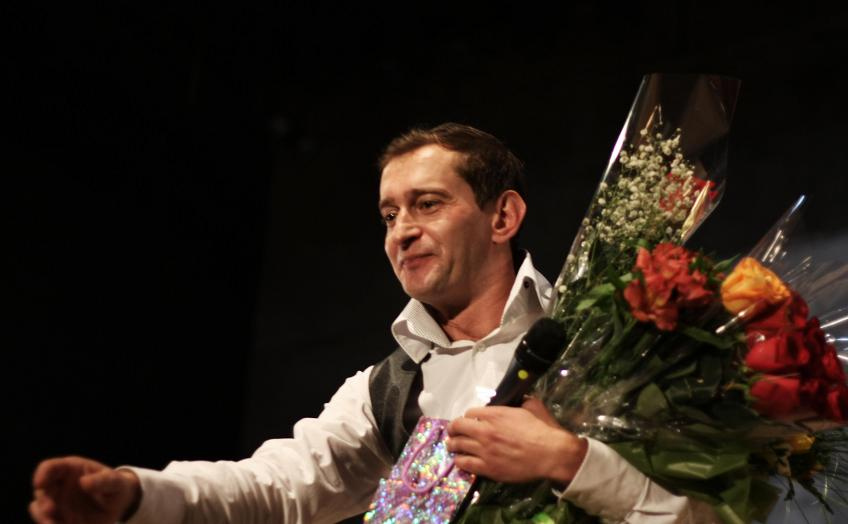
К. Ю. Хабенский

2. Хабенский, Константин Юрьевич (р. 1972) — артист федерального государственного бюджетного учреждения культуры «Московский Художественный академический театр имени А. П. Чехова»[411]

25 февраля 2012 года, № 239
1. Крамер, Данил Борисович (р. 1960) — солист-пианист, композитор, город Москва[412]

21 марта 2012 года, № 315
1. Аллаш, Мария Евгеньевна (р. 1976) — артистка балета федерального государственного бюджетного учреждения культуры «Государственный академический Большой театр России», город Москва[413]
2. Аронова, Мария Валерьевна (р. 1972) — артистка федерального государственного бюджетного учреждения культуры «Государственный академический театр имени Евгения Вахтангова», город Москва[413]
3. Ахундов, Тофик Гусейнович (р. 1941) — артист федерального казённого предприятия «Российская государственная цирковая компания», город Москва[413]
4. Бекетова, Валентина Алексеевна (р. 1947) — артистка областного государственного автономного учреждения культуры «Томский областной ордена Трудового Красного Знамени театр драмы»[413]
5. Березин, Анатолий Алексеевич (р. 1936) — артист-вокалист краевого государственного автономного учреждения культуры «Красноярский государственный театр оперы и балета»[413]
6. Блохин, Алексей Анатольевич (р. 1957) — артист федерального государственного бюджетного учреждения культуры «Российский государственный академический молодёжный театр», город Москва[413]
7. Борисов, Валерий Владимирович (р. 1948) — главный хормейстер федерального государственного бюджетного учреждения культуры «Государственный академический Большой театр России», город Москва[413]
8. Гуданов, Дмитрий Константинович (р. 1975) — артист балета федерального государственного бюджетного учреждения культуры «Государственный академический Большой театр России», город Москва[413]М. М. Жванецкий

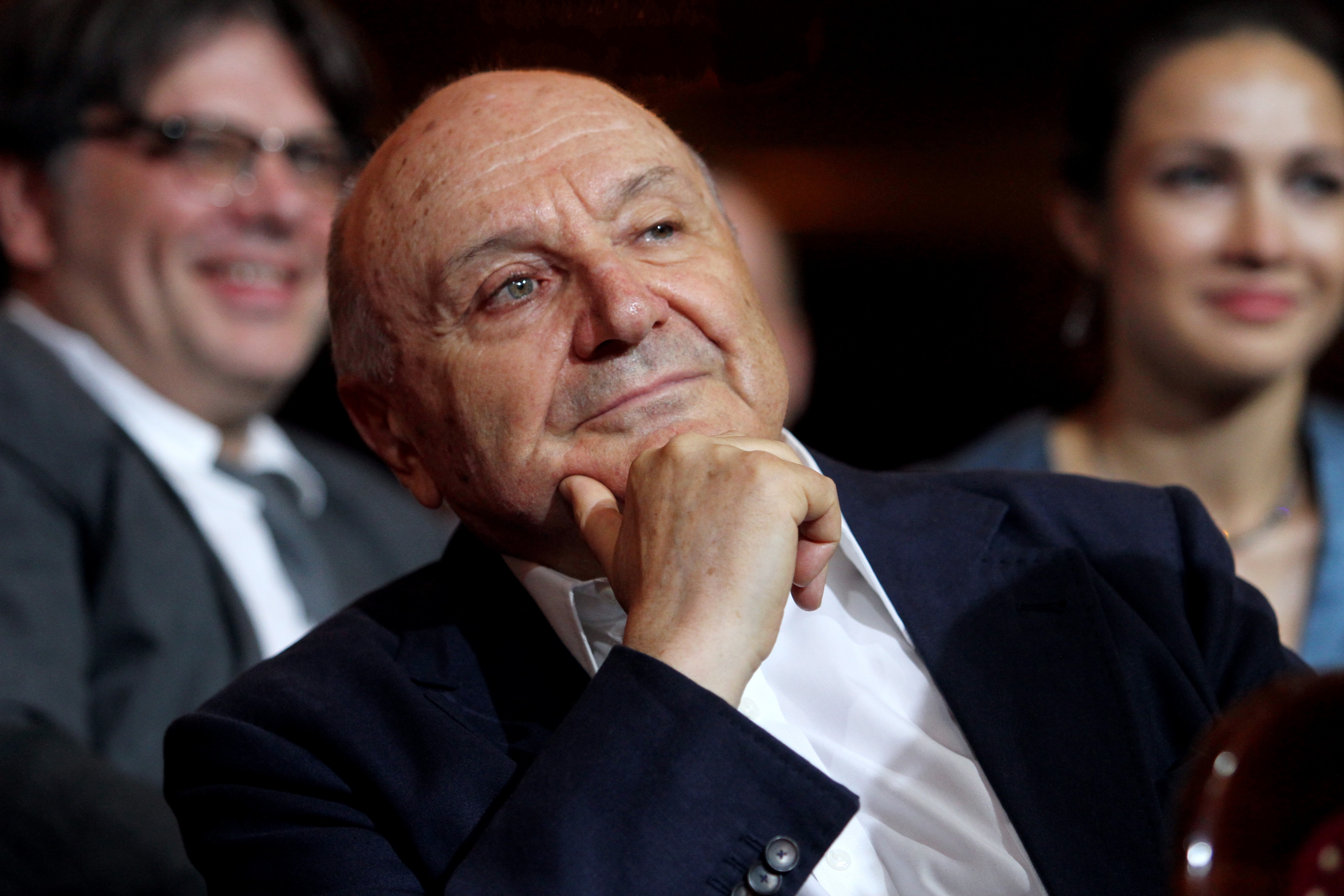
М. М. Жванецкий

9. Жванецкий, Михаил Маньевич (1934—2020) — художественный руководитель государственного бюджетного учреждения культуры города Москвы «Московский театр миниатюр»[413]
10. Запашный, Аскольд Вальтерович (р. 1977) — артист федерального казённого предприятия «Российская государственная цирковая компания», город Москва[413]
11. Запашный, Эдгард Вальтерович (р. 1976) — артист федерального казённого предприятия «Российская государственная цирковая компания», город Москва[413]
12. Исаева, Наталья Николаевна (1961—2021) — артистка областного государственного учреждения культуры «Кировский областной ордена Трудового Красного Знамени драматический театр имени С. М. Кирова»[413]
13. Крыгина, Надежда Евгеньевна (р. 1961) — артистка-вокалистка мастерской народного творчества Московского концертного объединения «Эстрада» государственного бюджетного учреждения культуры города Москвы «Москонцерт»[413]
14. Мальцев, Николай Петрович (р. 1956) — артист-вокалист областного государственного автономного учреждения культуры «Иркутский областной музыкальный театр имени Н. М. Загурского»[413]
15. Назаров, Эдуард Васильевич (1941—2016) — режиссёр анимационного кино, художник-постановщик, член Общероссийской общественной организации «Союз кинематографистов Российской Федерации», город Москва[413]
16. Орёл, Владимир Васильевич (р. 1951) — артист государственного автономного учреждения культуры Тюменской области «Тюменский драматический театр»[413]
17. Редько, Евгений Николаевич (р. 1958) — артист федерального государственного бюджетного учреждения культуры «Российский государственный академический молодёжный театр», город Москва[413]
18. Рудницкий, Сергей Анатольевич (1955—2024) — музыкальный руководитель государственного бюджетного учреждения культуры города Москвы "Московский государственный театр «Ленком»[413]
19. Рябов, Виктор Васильевич (1942—2018) — артист федерального государственного бюджетного учреждения культуры «Государственный академический центральный театр кукол имени С. В. Образцова», город Москва[413]
20. Семенина, Лолитта Вячеславовна (р. 1964) — артистка-вокалистка федерального государственного бюджетного учреждения культуры «Государственный академический Большой театр России», город Москва[413]
21. Соколова, Лариса Геннадьевна (р. 1945) — артистка областного государственного учреждения культуры «Курский государственный драматический театр имени А. С. Пушкина»[413]
22. Татарский, Виктор Витальевич (1939—2022) — комментатор отдела тематических программ филиала федерального государственного унитарного предприятия «Всероссийская государственная телевизионная и радиовещательная компания» "Государственная радиовещательная компания «Радио России», город Москва[413]Ч. Н. Хаматова

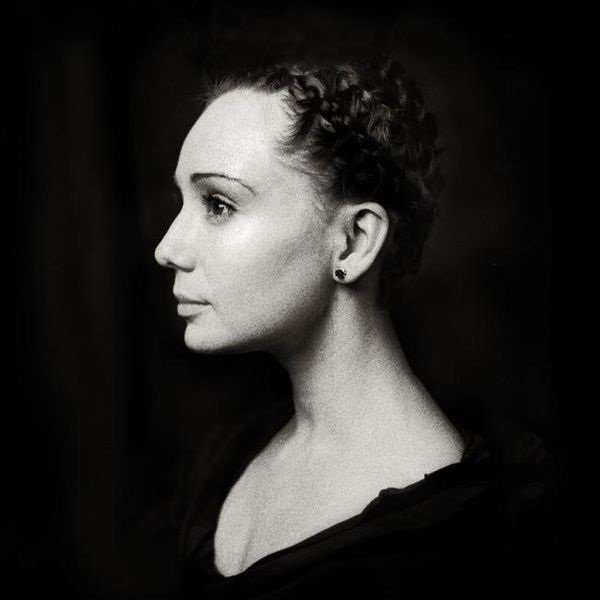
Ч. Н. Хаматова

23. Хаматова, Чулпан Наилевна (р. 1975) — артистка государственного бюджетного учреждения культуры города Москвы "Московский театр «Современник»[413]
24. Шайхутдинов, Наиль Шамсутдинович (1941—2016) — артист государственного учреждения «Татарский государственный театр драмы и комедии имени К. Тинчурина»[413]

1 июня 2012 года, № 759
1. Киркоров, Бедрос Пилибос (1932—2025) — артист-вокалист областного автономного учреждения культуры и искусства «Новгородская областная филармония»[414]

### 2013 год (18 человек)
8 апреля 2013 года, № 340
1. Агапов, Иван Валерьевич (р. 1965) — артист государственного бюджетного учреждения культуры города Москвы "Московский государственный театр «Ленком»[415]
2. Биджиев, Хасан Якубович (р. 1950) — художественный руководитель республиканского государственного учреждения «Русский театр драмы и комедии Карачаево-Черкесской Республики»[415]
3. Волков, Кирилл Евгеньевич (р. 1943) — композитор, заведующий кафедрой федерального государственного бюджетного образовательного учреждения высшего профессионального образования «Российская академия музыки имени Гнесиных», город Москва[415]
4. Гвоздикова, Наталья Фёдоровна (р. 1948) — артистка кино, член Общероссийской общественной организации «Союз кинематографистов Российской Федерации», город Москва[415]
5. Гординская, Наталья Николаевна (р. 1955) — артистка государственного автономного учреждения культуры Ростовской области «Ростовский академический театр драмы имени Максима Горького»[415]
6. Жарова, Анна Александровна (р. 1979) — артистка балета федерального государственного бюджетного учреждения культуры «Новосибирский государственный академический театр оперы и балета»[415]
7. Каминский, Артём Марксович (р. 1965) — артист федерального государственного казённогоо учреждения культуры и искусства «Центральный академический театр Российской Армии», город Москва[415]
8. Конторович, Лев Зямович (р. 1947) — главный дирижёр художественный руководитель академического Большого хора федерального государственного учреждения по организации, производству и распространению музыкальных и культурно-просветительских программ «Российский государственный музыкальный телерадиоцентр», город Москва[415]
9. Лобоцкий, Анатолий Анатольевич (р. 1959) — артист государственного бюджетного учреждения культуры города Москвы «Московский академический театр имени Вл. Маяковского»[415]
10. Луганский, Николай Львович (р. 1972) — солист-пианист федерального государственного бюджетного учреждения культуры «Московская государственная академическая филармония»[415]
11. Ляпидевский, Роберт Анатольевич (р. 1937) — артист федерального государственного бюджетного учреждения культуры «Государственный академический центральный театр кукол имени С. В. Образцова», город Москва[415]В. Ю. Перфилова (Валерия)

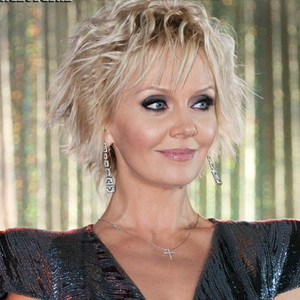
В. Ю. Перфилова (Валерия)

12. Перфилова, Валерия Юрьевна (р. 1968) — солистка-вокалистка, город Москва[415]
13. Прыгунов, Лев Георгиевич (р. 1939) — артист кино, член Общероссийской общественной организации «Союз кинематографистов Российской Федерации», город Москва[415]
14. Скляр, Игорь Борисович (р. 1957) — артист Санкт-Петербургского государственного учреждения культуры "Театр-фестиваль «Балтийский дом»[415]
15. Смилевски, Георги Ангелов (р. 1975) — артист балета государственного бюджетного учреждения культуры города Москвы «Московский академический Музыкальный театр имени народных артистов К. С. Станиславского и Вл. И. Немировича-Данченко»[415]
16. Трофимов, Александр Алексеевич (р. 1952) — артист государственного бюджетного учреждения культуры города Москвы «Московский театр на Таганке»[415]
17. Цыплакова, Елена Октябревна (р. 1958) — артистка, режиссёр, член Общероссийской общественной организации «Союз кинематографистов Российской Федерации», город Москва[415]
18. Чиндяйкин, Николай Дмитриевич (р. 1947) — артист федерального государственного бюджетного учреждения культуры «Московский Художественный академический театр имени А. П. Чехова»[415]

### 2014 год (10 человек)
31 марта 2014 года, № 187
1. Введенская, Антонина Юрьевна (р. 1956) — артистка Санкт-Петербургского государственного учреждения культуры «Театр юных зрителей имени А. А. Брянцева»[416]
2. Волков, Игорь Николаевич (р. 1959) — артист федерального государственного бюджетного учреждения культуры «Российский государственный академический театр драмы имени А. С. Пушкина (Александрийский)», город Санкт-Петербург[416]
3. Замараева, Светлана Николаевна (р. 1965) — артистка муниципального бюджетного учреждения культуры «Екатеринбургский театр юного зрителя», Свердловская область[416]
4. Ионова, Елена Евгеньевна (р. 1958) — артистка-вокалистка государственного бюджетного учреждения культуры города Москвы «Московский государственный академический театр оперетты»[416]
5. Кириллов, Валерий Юрьевич (р. 1965) — артист федерального государственного бюджетного учреждения культуры «Российский государственный академический театр драмы имени Фёдора Волкова», город Ярославль[416]
6. Фрумкин, Борис Михайлович (р. 1944) — художественный руководитель федерального государственного бюджетного учреждения культуры «Государственный камерный оркестр джазовой музыки имени Олега Лундстрема», город Москва[416]
7. Халилов, Валерий Михайлович (1952—2016) — начальник Военно-оркестровой службы Вооружённых Сил Российской Федерации — главный военный дирижёр[416]
8. Шлыков, Юрий Вениаминович (р. 1953) — артист федерального государственного бюджетного учреждения культуры «Государственный академический театр имени Евгения Вахтангова», город Москва[416]
9. Юматов, Владимир Сергеевич (р. 1951) — артист государственного бюджетного учреждения культуры города Москвы "Московский театр «У Никитских ворот»[416]

14 августа 2014 года, № 568
1. Мережко, Виктор Иванович (1937—2022) — кинодраматург, режиссёр, член Общероссийской общественной организации «Союз кинематографистов Российской Федерации», город Москва[417]

### 2015 год (5 человек)
4 апреля 2015 года, № 171
1. Дроздова, Ольга Борисовна (р. 1965) — артистка государственного бюджетного учреждения культуры города Москвы "Московский театр «Современник»[418]
2. Курышев, Сергей Владимирович (р. 1963) — артист федерального государственного бюджетного учреждения культуры «Академический Малый драматический театр — Театр Европы», город Санкт-Петербург[418]
3. Погудин, Олег Евгеньевич (р. 1968) — солист-вокалист государственного бюджетного учреждения культуры города Москвы «Москонцерт»[418]К. А. Раппопорт

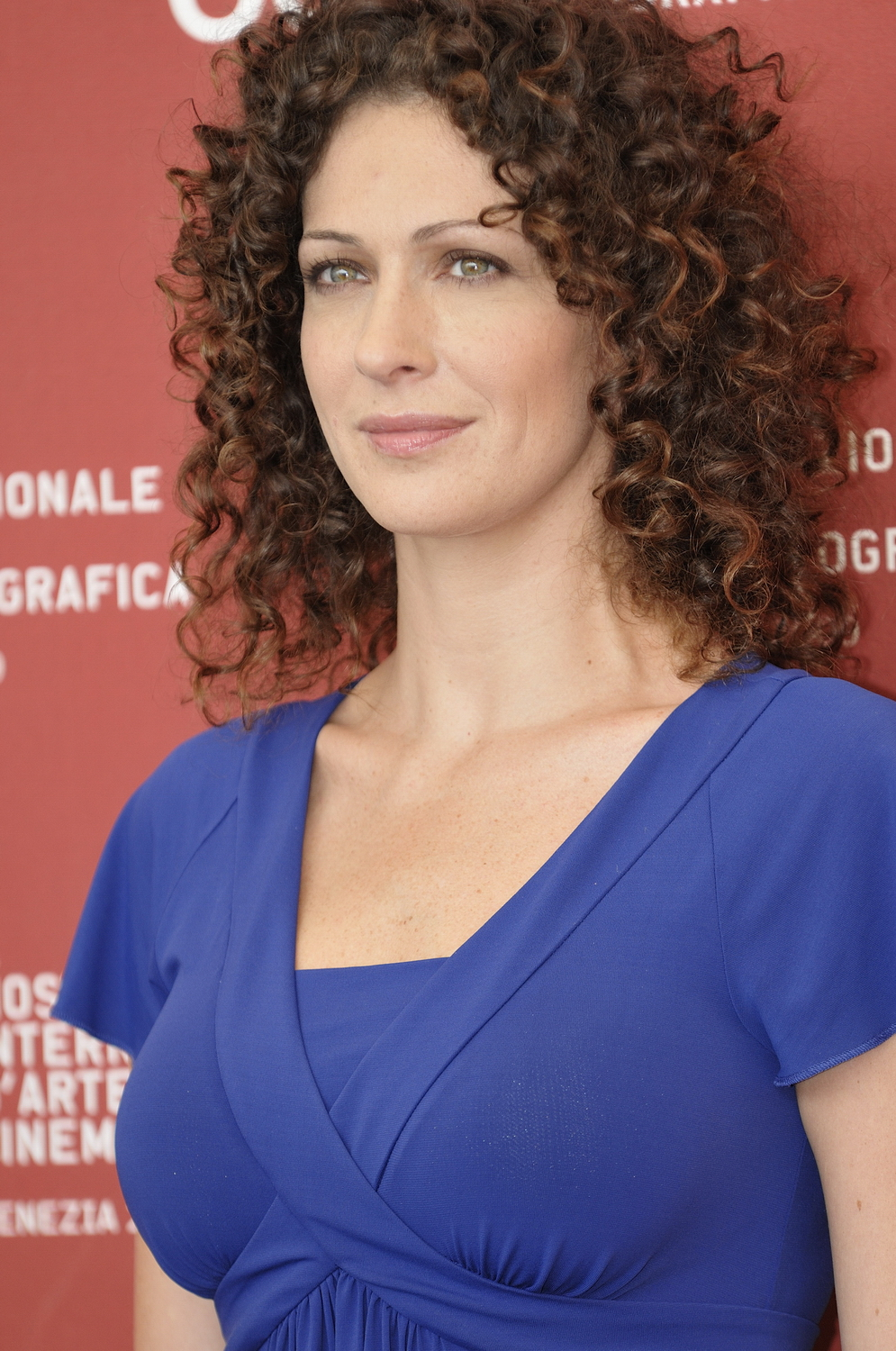
К. А. Раппопорт

4. Раппопорт, Ксения Александровна (р. 1974) — артистка федерального государственного бюджетного учреждения культуры «Академический Малый драматический театр — Театр Европы», город Санкт-Петербург[418]
5. Шабалтас, Иван Михайлович (р. 1954) — артист государственного бюджетного учреждения культуры города Москвы «Московский драматический театр на Малой Бронной»[418]

### 2016 год (6 человек)
31 марта 2016 года, № 142
1. Верник, Игорь Эмильевич (р. 1963) — артист федерального государственного бюджетного учреждения культуры «Московский Художественный академический театр имени А. П. Чехова»[419]
2. Есипенко, Марина Николаевна (р. 1965) — артистка федерального государственного бюджетного учреждения культуры «Государственный академический театр имени Евгения Вахтангова», город Москва[419]
3. Лазарев, Николай Евгеньевич (р. 1970) — артист федерального государственного бюджетного учреждения культуры и искусства «Центральный академический театр Российской Армии», город Москва[419]
4. Носик, Владимир Бенедиктович (р. 1948) — артист федерального государственного бюджетного учреждения культуры «Государственный академический Малый театр России», город Москва[419]Ю. И. Рутберг

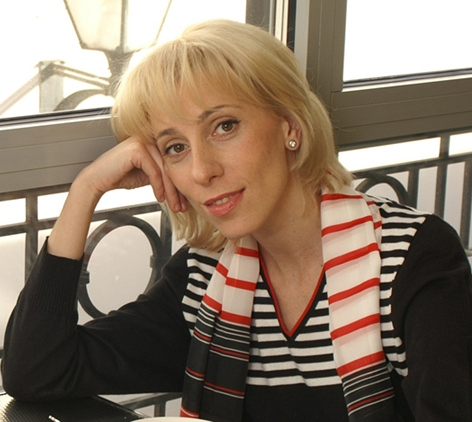
Ю. И. Рутберг

5. Рутберг, Юлия Ильинична (р. 1965) — артистка федерального государственного бюджетного учреждения культуры «Государственный академический театр имени Евгения Вахтангова», город Москва[419]
6. Сладковский, Александр Витальевич (р. 1965) — художественный руководитель — главный дирижёр государственного автономного учреждения культуры Республики Татарстан «Государственный симфонический оркестр Республики Татарстан»[419]

### 2018 год (5 человек)
26 марта 2018 года, № 118
1. Головина, Светлана Васильевна (р. 1948) — артистка государственного бюджетного учреждения культуры города Москвы «Московский драматический театр им. М. Н. Ермоловой»[420]
2. Дмитряк, Геннадий Александрович (р. 1947) — художественный руководитель — директор федерального государственного бюджетного учреждения культуры «Государственная академическая хоровая капелла России имени А. А. Юрлова», город Москва[420]
3. Лебедев, Николай Сергеевич (1921—2022) — артист государственного бюджетного учреждения культуры города Москвы «Государственный академический театр имени Моссовета»[420]
4. Терёшкина, Виктория Валерьевна (р. 1983) — артистка балета федерального государственного бюджетного учреждения культуры «Государственный академический Мариинский театр», город Санкт-Петербург[420]
5. Шипулина, Екатерина Валентиновна (р. 1979) — артистка балета федерального государственного бюджетного учреждения культуры «Государственный академический Большой театр России», город Москва[420]

### 2019 год (8 человек)
28 марта 2019 года, № 132
1. Вершинин, Александр Владимирович (р. 1965) — артист федерального государственного бюджетного учреждения культуры «Государственный академический Малый театр России», город Москва[421]
2. Головко, Вилен Вильевич (р. 1958) — директор — художественный руководитель филиала федерального казённого предприятия «Российская государственная цирковая компания» «Центр циркового искусства», город Москва[421]
3. Окунев, Михаил Александрович (р. 1960) — артист бюджетного учреждения культуры Омской области «Омский государственный академический театр драмы»[421]
4. Пореченков, Михаил Евгеньевич (р. 1969) — артист федерального государственного бюджетного учреждения культуры «Московский Художественный академический театр имени А. П. Чехова»[421]
5. Репная, Галина Евгеньевна (р. 1946) — артистка государственного автономного учреждения культуры «Пензенский областной драматический театр имени А. В. Луначарского»[421]

27 декабря 2019 года, № 622
1. Вовк, Ангелина Михайловна (р. 1942) — заведующая кафедрой сценической речи федерального государственного бюджетного образовательного учреждения высшего образования «Московский государственный институт культуры», Московская область[422].
2. Жилин, Сергей Сергеевич (р. 1966) — заведующий структурным подразделением оркестра «Фонограф» Продюсерского центра государственного бюджетного учреждения культуры города Москвы «Москонцерт»[422]
3. Николаев, Игорь Юрьевич (р. 1960) — композитор, член Международного союза деятелей эстрадного искусства (творческий союз), город Москва[422]

## 2020-е годы (69 человек)

### 2020 год (6 человек)
30 марта 2020 года, № 230
1. Ковальчук, Анна Леонидовна (р. 1977) — артистка Санкт-Петербургского государственного бюджетного учреждения культуры «Санкт-Петербургский академический Театр имени Ленсовета»[423]
2. Коробов, Феликс Павлович (р. 1972) — главный дирижёр государственного бюджетного учреждения культуры города Москвы «Московский академический Музыкальный театр имени народных артистов К. С. Станиславского и Вл. И. Немировича-Данченко»[423]
3. Кравченко, Алексей Евгеньевич (р. 1969) — артист федерального государственного бюджетного учреждения культуры «Московский Художественный академический театр имени А. П. Чехова»[423]
4. Миронова, Мария Андреевна (р. 1973) — артистка государственного бюджетного учреждения культуры города Москвы "Московский государственный театр «Ленком Марка Захарова»[423]
5. Савченко, Наталья Петровна (р. 1954) — артистка государственного учреждения культуры Тульской области «Тульский государственный ордена Трудового Красного Знамени академический театр драмы имени М. Горького»[423]
6. Тихонов, Александр Александрович (р. 1983) — артист балета федерального государственного бюджетного учреждения культуры «Государственный академический ансамбль народного танца имени Игоря Моисеева», город Москва[423]

### 2021 год (8 человек)
29 марта 2021 года, № 182
1. Афанасьева, Айталина Саввична (р. 1969) — артистка-вокалистка автономного учреждения «Государственный театр оперы и балета Республики Саха (Якутия) им. Д. К. Сивцева-Суорун Омоллоона»[424]
2. Вазиев, Махарбек Хасанович (р. 1961) — руководитель балетной труппы федерального государственного бюджетного учреждения культуры «Государственный академический Большой театр России», город Москва[424]
3. Дворжецкая, Нина Игоревна (р. 1961) — артистка федерального государственного бюджетного учреждения культуры «Российский государственный академический молодёжный театр», город Москва[424]
4. Ильин, Андрей Епифанович (р. 1960) — артист федерального государственного бюджетного учреждения культуры «Государственный академический театр имени Евгения Вахтангова», город Москва[424]
5. Тумайкина, Ольга Васильевна (р. 1972) — артистка федерального государственного бюджетного учреждения культуры «Государственный академический театр имени Евгения Вахтангова», город Москва[424]
6. Тюнина, Галина Борисовна (р. 1967) — артистка государственного бюджетного учреждения культуры города Москвы «Московский театр „Мастерская П. Н. Фоменко“»[424]
7. Цой, Анита Сергеевна (р. 1971) — артистка-вокалистка, член правления Международного союза деятелей эстрадного искусства (творческого союза), город Москва[424]
8. Чернова, Наталия Геннадиевна (р. 1969) — артистка федерального государственного бюджетного учреждения культуры «Российский государственный театр „Сатирикон“ имени Аркадия Райкина», город Москва[424]

### 2022 год (16 человек)
1 апреля 2022 года, № 176
1. Багалова, Зулейхан Мутушевна (р. 1945) — артистка государственного автономного учреждения «Чеченский государственный драматический театр имени Ханпаши Нурадилова»[425]
2. Ветров, Владислав Владимирович (р. 1964) — артист государственного бюджетного учреждения культуры города Москвы «Московский театр „Современник“»[425]
3. Низовой, Виктор Алексеевич (р. 1974) — артист федерального государственного бюджетного учреждения культуры «Государственный академический Малый театр России», город Москва[425]
4. Подгородинский, Глеб Валерьевич (р. 1972) — артист федерального государственного бюджетного учреждения культуры «Государственный академический Малый театр России», город Москва[425]
5. Прокофьева, Ольга Евгеньевна (р. 1963) — артистка государственного бюджетного учреждения культуры города Москвы «Московский академический театр имени Вл. Маяковского»[425]
6. Санаева, Елена Всеволодовна (р. 1942) — артистка государственного бюджетного учреждения культуры города Москвы «Московский театр „Школа современной пьесы“»[425]
7. Тукаев, Камиль Ирикович (р. 1961) — артист автономного учреждения культуры Воронежской области «Воронежский камерный театр»[425]
8. Фирстов, Анатолий Петрович (р. 1951) — артист государственного бюджетного учреждения культуры Нижегородской области «Нижегородский государственный ордена Трудового Красного Знамени академический театр драмы им. М. Горького»[425]
9. Якунина, Анна Александровна (р. 1968) — артистка государственного бюджетного учреждения культуры города Москвы «Московский государственный театр „Ленком Марка Захарова“»[425]
10. Клычков, Лев Леонидович (р. 1960) — артист Заслуженного коллектива России академического симфонического оркестра федерального государственного бюджетного учреждения культуры «Санкт-Петербургская академическая филармония им. Д. Д. Шостаковича»[425]
11. Князев, Александр Александрович (р. 1961) — солист-виолончелист федерального государственного бюджетного учреждения культуры «Московская государственная академическая филармония»[425]
12. Репин, Вадим Викторович (р. 1971) — артист государственного автономного учреждения культуры Новосибирской области «Новосибирская государственная филармония»[425]
13. Гурцкая, Диана Гудаевна (р. 1978) — артистка-вокалистка, президент попечительского совета благотворительного фонда Дианы Гурцкая помощи незрячим и слабовидящим детям «По зову сердца», член Общественной палаты Российской Федерации, город Москва[425]
14. Михайлов, Станислав Владимирович (р. 1969) — артист-вокалист, член Международного союза деятелей эстрадного искусства (творческого союза), город Москва[425]

15 июля 2022 года, № 456
1. Лепсверидзе, Григорий Викторович (р. 1962) — артист-вокалист, член Международного союза деятелей эстрадного искусства (творческого союза), город Москва[426]

21 сентября 2022 года, № 654
1. Матвиенко, Игорь Игоревич (р. 1960) — композитор, продюсер группы «ЛЮБЭ», город Москва[427].

### 2023 год (7 человек)
27 марта 2023 года, № 193
1. Благих, Наталья Александровна (р. 1972) — артистка государственного бюджетного учреждения культуры города Москвы «Московский театр „ET CETERA“ под руководством Александра Калягина»[428].
2. Горячева, Наталья Геннадьевна (р. 1968) — артистка краевого государственного автономного учреждения культуры Красноярского драматического театра им. А. С. Пушкина[428].
3. Зехов, Заурбий Хатутович (р. 1947) — артист государственного учреждения культуры «Национальный театр Республики Адыгея имени И. С. Цея»[428].
4. Казаков, Сергей Владимирович (р. 1966) — артист государственного автономного учреждения культуры «Пензенский областной драматический театр имени А. В. Луначарского»[428].
5. Никитина, Татьяна Владимировна (р. 1953) — артистка областного государственного бюджетного учреждения культуры «Костромской государственный ордена Трудового Красного Знамени драматический театр имени А. Н. Островского»[428].

12 апреля 2023 года, № 263
1. Леонов, Андрей Евгеньевич (р. 1959) — артист государственного бюджетного учреждения культуры города Москвы "Московский государственный театр «Ленком Марка Захарова»[429].

12 мая 2023 года, № 339
1. Угольников, Игорь Станиславович (р. 1962) — генеральный директор общества с ограниченной ответственностью Студии «ВоенФильм», Московская область[430].

### 2024 год (23 человека)
3 апреля 2024 года, № 233
1. Беляев, Сергей Васильевич (р. 1960) — артист федерального государственного бюджетного учреждения культуры «Московский Художественный академический театр имени А. П. Чехова»[431].
2. Бухаров, Владимир Семёнович (1950—2025) — артист государственного автономного учреждения культуры «Оренбургский государственный областной драматический театр им. М. Горького»[431].
3. Гальченко, Владимир Александрович (р. 1962) — артист государственного бюджетного учреждения культуры «Самарский академический театр драмы им. М. Горького»[431].
4. Гичаева, Раиса Мовждиевна (р. 1939) — артистка государственного автономного учреждения «Чеченский государственный драматический театр им. Ханпаши Нурадилова»[431].
5. Заплечный, Вадим Евгеньевич (р. 1960) — артист-вокалист государственного бюджетного учреждения культуры города Москвы «Московский музыкальный театр „Геликон-опера“ под руководством Дмитрия Бертмана»[431].
6. Исаакян, Георгий Георгиевич (р. 1968) — художественный руководитель федерального государственного бюджетного учреждения культуры «Московский государственный академический детский музыкальный театр имени Н. И. Сац»[431].
7. Корнилов, Михаил Максимович (р. 1949) — артист бюджетного учреждения культуры Орловской области «Орловский государственный академический театр имени И. С. Тургенева»[431].
8. Костюк, Лариса Викторовна (р. 1971) — артистка-вокалистка государственного бюджетного учреждения культуры города Москвы «Московский музыкальный театр „Геликон-опера“ под руководством Дмитрия Бертмана»[431].
9. Крысанова, Екатерина Валерьевна (р. 1985) — артистка балета федерального государственного бюджетного учреждения культуры «Государственный академический Большой театр России», город Москва[431].
10. Лавроненко, Константин Николаевич (р. 1961) — артист, заместитель руководителя творческой мастерской автономной некоммерческой организации "Информационно-культурный центр «Человек и мир», город Москва[431].
11. Никулина, Анна Михайловна (р. 1985) — артистка балета федерального государственного бюджетного учреждения культуры «Государственный академический Большой театр России», город Москва[431].
12. Пегова, Ирина Сергеевна (р. 1978) — артистка федерального государственного бюджетного учреждения культуры «Московский Художественный академический театр имени А. П. Чехова»[431].
13. Попов, Станислав Григорьевич (р. 1947) — президент Общероссийской общественной организации «Российский танцевальный союз», город Москва[431].
14. Семчев, Александр Львович (р. 1969) — артист федерального государственного бюджетного учреждения культуры «Московский Художественный академический театр имени А. П. Чехова»[431].
15. Сомова, Наталья Михайловна (р. 1983) — артистка балета государственного бюджетного учреждения культуры города Москвы «Московский академический Музыкальный театр имени народных артистов К. С. Станиславского и Вл. И. Немировича-Данченко»[431].
16. Суханов, Денис Валерьевич (р. 1971) — артист федерального государственного бюджетного учреждения культуры «Российский государственный театр „Сатирикон“ имени Аркадия Райкина», город Москва[431].
17. Трушин, Сергей Анатольевич (р. 1954) — артист-акробат государственного унитарного предприятия города Москвы «Большой Московский государственный цирк на проспекте Вернадского»[431].
18. Угрюмов, Сергей Викторович (р. 1971) — артист государственного бюджетного учреждения культуры города Москвы «Московский театр Олега Табакова»[431].
19. Ханов, Олег Закирович (р. 1951) — артист государственного бюджетного учреждения культуры и искусства Республики Башкортостан Башкирского ордена Трудового Красного Знамени академического театра драмы имени Мажита Гафури[431].

6 сентября 2024 года, № 745
1. Голубенцева, Наталья Александровна (р. 1942) — артистка-кукловод, волонтёр общества с ограниченной ответственностью «Спокойной ночи, малыши!», город Москва[432].

17 октября 2024 года, № 892
1. Межиева, Иман Шахидовна — артистка-вокалистка государственного бюджетного учреждения культуры «Чеченская государственная филармония имени А. Шахбулатова»[433].

6 ноября 2024 года, № 953
1. Алиев, Эльдар Агабалаевич (р. 1957) — художественный руководитель балетной труппы Приморского филиала федерального государственного бюджетного учреждения культуры «Государственный академический Мариинский театр», Приморский край[434].

21 ноября 2024 года, № 993
1. Гончарук, Александр Анатольевич (р. 1963) — артист бюджетного учреждения культуры Омской области «Омский государственный академический театр драмы»[435].

### 2025 год (9 человек)
25 марта 2025 года, № 170
1. Абашова, Мария Юрьевна (р. 1983) — артистка балета Санкт-Петербургского государственного бюджетного учреждения культуры «Академический театр Балета Бориса Эйфмана»[436].
2. Аверин, Максим Викторович (р. 1975) — артист государственного бюджетного учреждения культуры города Москвы «Московский государственный театр «Ленком Марка Захарова»[436].
3. Бараненко, Елена Игоревна (р. 1970) — артистка государственного унитарного предприятия города Москвы «Большой Московский государственный цирк на проспекте Вернадского»[436].
4. Беркун, Владимир Григорьевич (р. 1950) — артист-кукловод федерального государственного бюджетного учреждения культуры «Государственный академический центральный театр кукол имени С. В. Образцова», город Москва[436].
5. Вележева, Лидия Леонидовна (р. 1966) — артистка федерального государственного бюджетного учреждения культуры «Государственный академический театр имени Евгения Вахтангова», город Москва[436].
6. Михалкова, Анна Никитична (р. 1974) — артистка, советник генерального директора по вопросам молодёжной и культурной политики Общероссийской общественно-государственной организации «Российский фонд культуры», город Москва[436].
7. Олешко, Александр Владимирович (р. 1976) — артист, член Международного союза деятелей эстрадного искусства (творческого союза), город Москва[436].
8. Cтепанов, Ефим Николаевич (р. 1950) — артист автономного учреждения Республики Caxa (Якутия) «Caxa академический театр им. П. А. Ойунского»[436].

31 июля 2025 года, № 529
1. Айдамирова, Аймани Шамсудиновна (р. 1965) — художественный руководитель государственного бюджетного учреждения культуры «Чеченская государственная филармония имени А. Шахбулатова»[437].

## Обладатели почётного звания, удостоенные по неопубликованным указам (32 человека)

### Год присвоения не установлен (3 человека)
1. Гончаров, Виктор Иванович (1951—2013) — дирижёр
2. Фандера, Олег Яковлевич (1934—2002) — актёр

### По годам

#### 1996 год (1 человек)
1. Васильев-Юмин, Виктор Владимирович (р. 1940) — артист Драматического театра Северного флота, город Мурманск[438]

#### 1998 год (2 человека)
1. Гавва, Валерий Николаевич (р. 1947) — солист Академического ансамбля песни и пляски Российской армии имени А. В. Александрова[439]
2. Морозов, Борис Афанасьевич (р. 1944) — главный режиссёр Центрального академического театра Российской Армии

#### 1999 год (1 человек)
1. Губарев, Александр Лукич (1949—2021) — актёр и режиссёр Севастопольского театра Черноморского флота

#### 2000 год (1 человек)
1. Столяров, Александр Леонтьевич (1945—2020) — солист Ансамбля песни и пляски Тихоокеанского флота

#### 2001 год (1 человек)
1. Конторина, Маргарита Васильевна (1942—2017) — актриса Драматического театра Северного флота

#### 2002 год (2 человека)
1. Дик, Александр Яковлевич (р. 1949) — артист Центрального академического театра Российской армии, Москва[440]
2. Цымбал, Алексей Иосифович (1941—2016) — певец, солист Ансамбля песни и пляски Северного флота

#### 2003 год (2 человека)
1. Данильченко, Александр Сергеевич (р. 1953) — главный дирижёр Центрального концертного образцового оркестра Военно-морского флота РФ им. Н. А. Римского-Корсакова
2. Кудрявцев, Борис Николаевич (р. 1949) — театральный певец (баритон)

#### 2004 год (5 человек)
1. Бобков, Виктор Васильевич (р. 1951) — военный дирижер оркестра Балтийского флота
2. Захаров, Вячеслав Трофимович (р. 1941) — музыкант оркестра штаба Дальневосточного военного округа[441]
3. Иванов, Анатолий Александрович (1944—2021) — певец, солист Ансамбля песни и пляски Северного флота
4. Комиссаров, Юрий Данилович (1936—2016) — актёр Центрального академического театра Российской Армии
5. Ухов, Юрий Владимирович (1937—2007) — главный хормейстер Академического ансамбля песни и пляски Российской армии имени А. В. Александрова[442][443]

#### 2005 год (2 человека)
1. Ананьев, Вадим Петрович (р. 1959) — солист Академического ансамбля песни и пляски Российской армии имени А. В. Александрова
2. Тютюнник, Владимир Григорьевич (1954—2018) — актёр Драматического театра Восточного военного округа

#### 2007 год (2 человека)
1. Баннова, Наталья Геннадьевна (р. 1957) — солистка Центрального оркестра Министерства обороны Российской Федерации[444]
2. Минх, Геннадий Васильевич (р. 1950) — главный балетмейстер Центрального пограничного ансамбля ФСБ России
3. Фекета, Юзеф Васильевич (1941—2023) — режиссёр Драматического театра Северного флота

#### 2008 год (5 человек)
1. Абрамов, Валерий Владимирович (р. 1950) — актёр Театра Российской армии
2. Герело, Василий Георгиевич (р. 1963) — солист оперы Государственного академического Мариинского театра, Санкт-Петербург[445][446]
3. Ермолин, Вячеслав Иванович (1955—2016) — балетмейстер-репетитор академического имени А. В. Александрова ансамбля песни и пляски Российской Армии[447]
4. Махалина, Юлия Викторовна (р. 1968) — солистка балета Государственного академического Мариинского театра, Санкт-Петербург[445][446]
5. Нетребко, Анна Юрьевна (р. 1971) — солистка оперы Государственного академического Мариинского театра, Санкт-Петербург[445][446]

#### 2009 год (1 человек)
1. Чуев, Михаил Алексеевич (1956—2016) — певец, композитор

#### 2010 год (1 человек)
1. Мальцагов, Докку Ахмедович (р. 1950) — руководитель школы искусств им. Махмуда Эсамбаева, Чеченская Республика[448]

#### 2013 год (1 человек)
1. Лаптев, Юрий Константинович (р. 1960) — оперный певец (баритон)

#### 2017 год (1 человек)
1. Погодина, Ольга Станиславовна (р. 1976) — актриса, генеральный директор общества с ограниченной ответственностью «ОДА-Фильм», Москва[449][450]

#### 2018 год (1 человек)
1. Соколов, Сергей Александрович (1954—2023) — главный хормейстер Академического ансамбля песни и пляски Российской армии имени А. В. Александрова

#### 2023 год (1 человек)
1. Яндиева, Тамара Хаважовна (р. 1955) — актриса, эстрадная певица[451]